# Адріано Челентано
Адріа́но Челента́но (італ. Adriano Celentano; нар. 6 січня 1938, Мілан, Королівство Італія) — італійський співак, кіноактор, ведучий телепрограм, композитор, режисер і громадський діяч.
Челентано розпочав музичну кар'єру 1956 року, яка триває досі, й за цей час випустив понад сорок студійних альбомів. Один із найуспішніших та найвпливовіших виконавців в історії італійської музики. Його вважають одним із засновників і лідерів італійського рок-н-ролу. Челентано є власником студії звукозапису «Clan Celentano», яку створив 1961 року.
З 1958 по 1992 рік він знявся в понад сорока кінострічках і став режисером чотирьох фільмів та мультсеріалу «Адріан» 2019 року. З другої половини 1950-х років Челентано виступає на телебаченні як запрошений гість, ведучий і автор телешоу.
Володар кінопремій: «Золотий глобус» за найкращий акторський дебют у чоловічій ролі у картині «Серафіно» (1968), «Срібна стрічка» за найкращий саундтрек до фільму «Юппі-Ду» (1975), «Давид ді Донателло» за найкращу чоловічу роль у картинах «Блеф» (1976) і «Оксамитові ручки» (1980). Переможець Адріатичного фестивалю легкої музики в Анконі (1959), пісенного конкурсу «Кантаджіро» (1962) та фестивалю в Санремо (1970).
З 1964 року одружений з акторкою та співачкою Клаудією Морі. Батько Розіти, Розалінди та Джакомо Челентано. В Італії за свою манеру рухатися на сцені дістав прізвисько «Molleggiato» («Хлопець на пружинах»).

## Життя та творчість

### Ранні роки

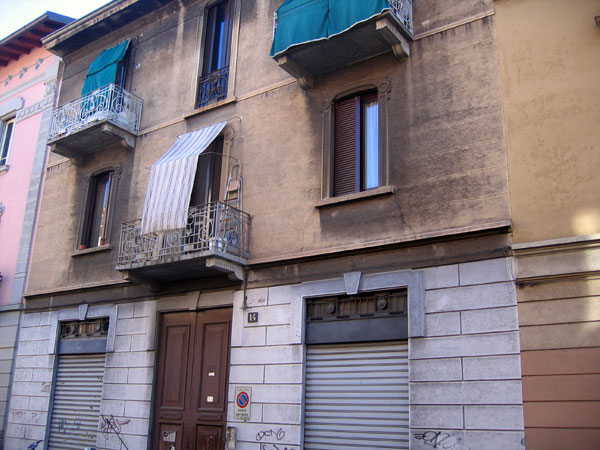
Дім у Мілані, на вулиці Глюка, 14, де минули ранні роки Адріано Челентано

Адріано Челентано походить з бідної сім'ї звичайних робітників, яка у 1927 році рушила з провінції Фоджа (регіон Апулії) на північ Італії в пошуках нового місця проживання і роботи. Спочатку сім'я знайшла притулок у провінції П'ємонт, потім члени родини вирішили йти далі, в Ломбардію, де винайняли маленький будиночок у селі Робекко поблизу Монци. Сім'я складалася з батька Леонтіно Челентано (1890—1951), матері Джудітти Джува (1897—1973), сина Алессандро (1920—2009) та дочок Рози (1917—2003), Марії (1922—2012), Адріани (1925—1934). 1934 року родину спіткало лихо: померла від лейкемії молодша дочка Адріана, через що сім'я змінила місце проживання ще раз, оселившись в найбіднішому кварталі Мілана, на «вулиці Ґлюка» («Via Gluck»).
Адріано народився 6 січня 1938 року (у день Бефани), коли його матері було 40 років, спочатку ніхто не вірив, що п'ята дитина виживе. Він отримав ім'я на честь померлої сестри Адріани.
Під час Другої світової війни батько Адріано не потрапив під мобілізацію за віком, після війни він працював в текстильній лавці й в залізничному депо поруч з будинком, тому що там можна було отримувати вугілля для обігріву будинку. Потім він став продавцем компанії «Mellin», продукцією якої були бісквіти для дітей. Матір Адріано працювала швачкою.
У сім'ї Челентано полюбляли співати та грали відразу на декількох інструментах — гармоніці, мандоліні та гітарі. Старший брат Алессандро, який займався боксом, мріяв зробити з Адріано справжнього боксера. Тому що нічого путнього і пристойного, на думку Алессандро, з Адріано вийти не могло і єдине, чим молодший брат займався із задоволенням і вмінням, була бійка. Адріано був незмінним учасником всіх дворових розборок і походів своїх товаришів на сусідній район Самартіні. Друзів і знайомих у нього було завжди багато. Після ранкового відвідування Адріано школи, вдень, мати відправляла його в каплицю до ченців, де був парафіяльний молодіжний клуб, там він грав в м'яч з іншими хлопцями та робив те, що йому хотілося, перебуваючи при цьому, під доглядом, коли вона працювала. За словами матері, Адріано не подобалося вчитися. Їй здавалося, що в школу він ходив лише для того, щоб побачитися з друзями і щоб вчергове пожартувати, те ж саме відбувалося і в парафії, де священник скаржився, що Адріано його передражнює.
Після смерті батька Леонтіно, Адріано разом з матір'ю був змушений покинути улюблену «вулицю Глюка» і переселитися в інший будинок, що було дуже болісним для нього. З роками ці спогади лягли в основу сюжету знаменитої пісні Челентано «Il ragazzo della via Gluck».
Залишивши школу після шести класів навчання, Адріано став працювати, пробуючи себе учнем токаря, електриком, сантехніком, але особливо йому сподобалося працювати годинникарем в майстерні своїх двоюрідних братів, він опанував цю професію в короткий термін і навіть зміг купити ліцензію. З часом Челентано казав, що передусім він — годинникар, і тільки потім — співак, актор і режисер.
В юності Адріано часто зображав відомого американського коміка Джеррі Льюїса, і його сестра надіслала на конкурс двійників одну з фотографій, де її брат був в образі цього артиста. В результаті Челентано посів перше місце та виграв 100 000 лір.
У 17-річному віці, після того як один із друзів Челентано приніс йому платівку з піснею «Rock Around the Clock» («Рок цілодобово») у виконанні Білла Гейлі, до того ж в Італії вийшов фільм «Шкільні джунглі» (1955), супроводом якого був цей хіт, Адріано почав виявляти інтерес до музики, зокрема, до рок-н-ролу, став вчитися грати на гітарі, писати тексти і співати пісні. Щочетверга і щосуботи він почав відвідувати танцювальний зал «Filocontanti», де і дебютував на сцені. Серед перших виступів Челентано на сцені стало пародіювання американського музиканта Луї Пріми в аматорському спектаклі-водевілі.

### 1956—1969: зірка рок-н-ролу

#### Початок музичної кар'єри. «Rock Boys» і «I Ribelli»

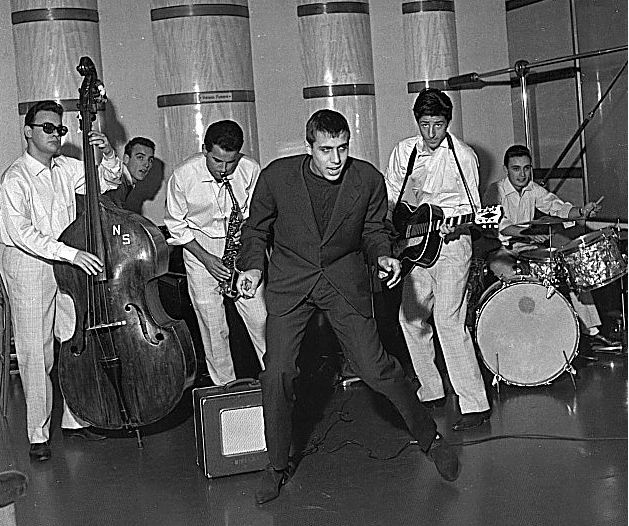
Челентано і гурт «Rock Boys», кінець 1950-х років

1956 року Челентано з друзями створив гурт «Rock Boys», який проіснував до 1959-го. Спочатку гурт складався з п'ятьох музикантів: Челентано (вокал), трьох братів Ратті (Франко — гітарист, Марко — басист та Джанкарло — ударні) й Іко Черутті на другій гітарі. У тому ж році до гурту приєдналися Енцо Янначчі (фортепіано) і Піно Саккетті (саксофон). Дебют «Rock Boys» відбувся у закладі «Анкор», протягом 1956 року вони виступали в різних закладах Мілана, серед яких був такий відомий, як «Смеральдо». Челентано виконував американські рок-н-рол композиції, не знаючи англійської. У перших виступах Челентано додавав до пісень паузи з номерами на кшталт кабаре (з імітацією Джеррі Льюїса) і танцями: залишав музикантів грати, а сам танцював у розбовтаній, рухомій манері. Незабаром Челентано познайомився з танцюристом Альберто Лонгоні, який виступав під псевдонімом «Торквато Пружинистий» («Torquato il Molleggiato»), і часто брав його з гуртом на виступи. Одного разу Лонгоні не з'явився на виступ «Rock Boys», тому що його затримала поліція. Челентано довелося танцювати на сцені замість нього у його манері, котру став використовувати і в майбутньому, за що отримав прізвисько «Хлопець на пружинах» («Il Molleggiato»). Манери рухів Лонгоні та Челентано, багато в чому були запозичені у Елвіса Преслі. В «Анкорі» Челентано познайомився з Бруно Доссеною, відомим хореографом — чемпіоном світу з бугі-вугі, що запросив його виступати в знаменитий клуб «Свята Текла». У цьому клубі Адріано завоював велику популярність, ставши там виконавцем «номер один», відвідувачі закладу чекали його виступу щовечора. Ввечері Адріано йшов в «Святу Теклу», де перебував до другої-третьої години ночі, а вранці, о восьмій, йшов працювати годинникарем. За виступи, хазяїн клубу платив Челентано лише бутербродом з пивом.
18 травня 1957 року відбувся перший офіційний виступ Челентано з гуртом «Rock Boys» на Першому італійському фестивалі рок-н-ролу у міланському «Льодовому палаці» («Palazzo del Ghiaccio»). Організатором фестивалю був Бруно Доссена, він і запросив туди Челентано. Крім Челентано і його гурту, музикантами-учасниками фестивалю були: гурти «Гіго і Розлючені», «Swing Parade», «Colombet» і «Original Lambro Jazz Band»; співак Тоні Реніс й інші; кожен з них мав у розпорядженні кілька хвилин, щоб представити 3-4 пісні (дуже коротких за часом, їх тривалість рідко перевищувала 2 хвилини). Фестиваль, названий «Trofeo Oransoda Rock and Roll», був танцювальним змаганням з акробатичного рок-н-ролу, він мав на меті нагородити кращих танцюристів рок-н-ролу, де оркестри і співаки були суто гостями, підтримкою пар танцюристів-аматорів, професіоналів та акробатичних груп. Трофей фестивалю отримала «Dossena Rock Ballett», акробатична група, керована Бруно Доссеною, в супроводі гурту «Lambro Jazz Band». «Rock Boys» були єдиними учасниками, які виконали авторську рок-пісню італійською мовою — «Я скажу тобі „чао“!» («Ciao ti dirò»), музику до якої склав Джан Франко Ревербері, а текст Джорджо Калабрезе. Виступи музикантів фестивалю зірвали хресну ходу єпископа Мілана Монтіні, яка відбувалась у той самий час. Частина людей, яка йшла за статуєю Мадонни, почувши музику, стала відділятися від процесії і рушила до «Льодового палацу». Біля палацу зібралося близько п'яти тисяч міланців, почалися заворушення, була залучена поліція. Наступного дня газети писали про Челентано, як про нову зірку італійського рок-н-ролу. Газета «La Notte» писала про виступ: «Льодовий палац „знищений“ новою зіркою рок-н-ролу». У той час як Джорджо Бокка написав у «Корр'єре делла Сера» дуже сувору статтю проти нової молодіжної моди, привезеної з Америки. Окрім фестивалю, Доссена організовував й інші виступи «Rock Boys», серед яких був концерт в «Новому театрі Мілана», що мав назву «Процес над рок-н-ролом». Концерт тривав тиждень, збираючи дедалі більше народу кожного вечора.

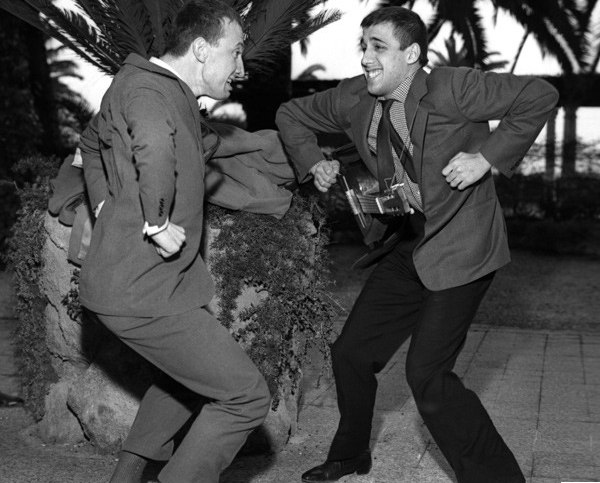
Альберто Лонгоні (ліворуч) і Челентано танцюють, 1950-ті роки

Серед глядачів Першого фестивалю рок-н-ролу були присутні композитор Еціо Леоні і італо-швейцарський продюсер Вальтер Гуертлер, які уперше запропонували співакові контракт на запис пісень у стилі рок-н-ролу на студії звукозапису «Music», власником яких був Гуертлер. Незадовго до фестивалю з «Rock Boys» вийшов Іко Черутті, щоб присвятити себе джазу (з роками він повернувся до співпраці з Челентано), його замінив племінник Челентано — Джино Сантерколе (син сестри співака — Рози, молодший Адріано лише на 2 роки). Після фестивалю з «Rock Boys» вийшли брати Джанкарло та Марко Ратті, їх замінили ударник Флавіо Каррарезе і гітарист Джорджо Ґабер, якого привів до гурту Янначчі. Після фестивалю ім'я Челентано стало асоціюватися з громадськими заворушеннями, він став у деякому сенсі забороненим музикантом. Через те, що «Rock Boys» стали відмовляти виступати в ресторанах, вони влаштовували спонтанні мінівиступи на площах, збираючи великі натовпи. Деякі господарі нічних закладів, попри ризик бути розтрощеними, все ж запрошували «Rock Boys», збираючи стільки народу, що невеликі приміщення не могли вмістити всіх охочих. Часто половина публіки стояла на вулиці.
1957 року «Rock Boys» з'явилися на телебаченні у передачах «Lotteria Italia» («Лотерея Італія») і «Voci e volti della fortuna» («Голоси і обличчя фортуни»). Шлях Челентано на телебачення був непростий. За спогадами співака його кілька разів провалювала комісія телерадіокомпанії RAI, яка не бажала брати відповідальність за артиста-початківця, який «все зруйнував». Того ж року Челентано познайомився з Мікі Дель Прете, який став його близьким другом на все життя. Дель Прете брав участь у багатьох творчих проєктах Адріано, у 1960-х—1970-х роках він написав тексти близько до 50-ти пісень співака, продюсував його альбоми тощо. Влітку 1957 року Дель Прете організував двотижневі виступи Челентано та «Rock Boys» у містах Санремо і Алассіо. Музиканти виступали безкоштовно, в обмін на 2 тижні дармового відпочинку. У 1957—1958 роках Челентано разом з музикантами Джорджо Ґабером, Луїджі Тенко, Енцо Янначчі, Паоло Томеллері і Джан Франко Ревербері виїхали в турне по Німеччині.

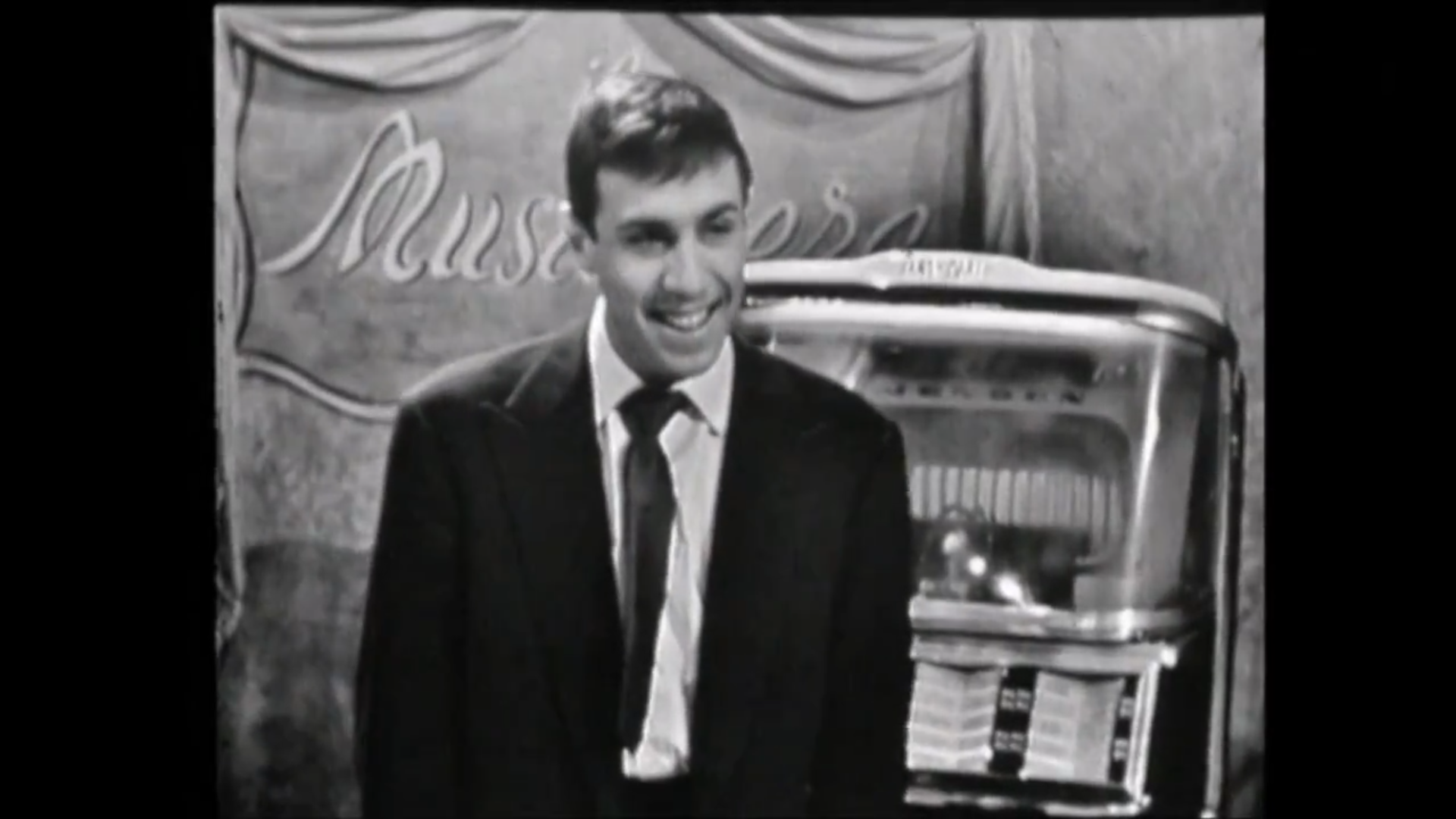
Челентано на телепередачі «Il Musichiere» (1959)

Навесні 1958 року фірма звукозапису «Music» випустила дебютні платівки співака на 45 обертів, що містили по дві-чотири пісні. Гуертлер наполіг, щоб Адріано співав тільки англійською, виконуючи кавери американських пісень у стилі рок-н-ролу: «Rip It Up», «Tutti-Frutti», «Jailhouse Rock», «Blueberry Hill», «Man Smart», «I Love You Baby», «The Stroll» і «Tell Me That You Love Me». «Rip It Up» стала першим записом Челентано, який був проданий у кількості півтори тисячі екземплярів на хвилі успіху співака на фестивалі. Через те, що наступні записи пісень, які мали успіх у репертуарі Елвіса Преслі, у виконанні Челентано не мали відчутного успіху, Гуертлер, боючись не виправдання своїх надій і передбачаючи невдачу, вирішив перевести Адріано на свій новий лейбл «Jolly» і дозволити йому записувати пісні також італійською мовою. В результаті у тому ж році лейбл «Jolly» випустив дві платівки, на «Б»-стороні яких Челентано виконав пісні італійською мовою, серед яких був відомий тоді міжнародний хіт «Buonasera Signorina» Луї Пріми й пісня «La febbre dell'hoola hop». Сторона «А» платівок містила пісні англійською «Happy Days Are Here Again» і «Hoola Hop Rock». З цього моменту співак став регулярно записувати пісні італійською мовою. У співпраці з Еціо Леоні, аранжувальником, художнім керівником і відповідальним за репертуар «Jolly», Челентано почав здобувати свої перші музичні успіхи. Наприкінці 1950-х років Адріано поступово залишив роботу годинникаря і вирішив остаточно стати співаком рок-н-ролу.
1959 року вийшов сингл «Il ribelle/Nessuno crederà», що став першим комерційно вагомим успіхом співака. Пісня «Il ribelle» («Бунтівник»), що оповідала про протест підлітків проти батьків та застарілих традицій і понять, стала першим твором на музику Челентано. Вона остаточно закріпила за співаком статус одного з найпопулярніших виконавців рок-н-ролу в Італії. Починаючи з випуску платівки з піснями «Teddy Girl/Desidero te» 1959 року, розпочалась співпраця співака з поетом Лучано Береттою.
13 липня 1959 року співак переміг на Адріатичному фестивалі легкої музики в Анконі з піснею «Il tuo bacio è come un rock» («Твій поцілунок як рок»), текст до неї написали П'єро Вівареллі і Лучо Фульчі, а аранжування створив Еціо Леоні. Окрім цього співак виконував її у телепередачах того року телепередачах «Il Musichiere» і «Costellazione». Відомий італійський музичний критик Маріо Лудзатто Фегіз писав в «Корр'єре делла Сера», що пісня «Il tuo bacio è come un rock» являє собою «шок, напругу, вибух. Ці 60 неймовірних секунд в стилі коміксу з такими словами, як „нокаут“, „шок“, „свінг“, „ринг“». Пісня, яка очолювала італійський чарт протягом сезону 1959/60 років, завдяки чистому випадку здолала цілу купу перешкод, перед тим як потрапити на фестиваль, адже спершу вона була виключена з програми його головою Джанні Ферріо, який назвав її «квадратною». Згідно «Словника італійської пісні», Вівареллі адаптував метрику пісні, спочатку названої «Torna a Capri mon amour», щоб Челентано міг виконувати якомога більше своїх «пружинних» рухів під час її виконання. Сингл «Il tuo bacio è come un rock/I ragazzi del juke-box» мав великий успіх, хоча багато критиків запевняли, що Челентано набагато цікавіше дивитися, ніж слухати. Платівка розійшлася накладом 300.000 копій упродовж одного тижня.
Після розпаду «Rock Boys» 1959 року, Челентано деякий час для записів своїх пісень запрошував музикантів студії «Jolly», а потім створив новий рок-гурт «I Ribelli». До першого складу гурту ввійшли Джані Даль Альо (ударні), Енцо Янначчі (клавішні), Доменіко Паскуадібішельє (бас), Джино Сантерколе (гітара) і Джорджо Бенаккіо (друга гітара). Дебют гурту відбувся у середині вересня на фестивалі «Avanti» в Мілані з піснею «Teddy girl». Окрім цього, 22 вересня того року, зі співаком трапилася неприємність — він потрапив в автомобільну аварію, у якій розбив свою нову машину «Alfa Romeo Giulietta», зароблену під час перших кінозйомок. Челентано отримав забій грудної клітини та перелом одного ребра, лікарі йому рекомендували місяць відпочинку.

#### Заснування «Клану Челентано»
На початку 1960-х років багато великих компаній звукозапису хотіли бачити у своїх рядах Челентано, але співак їм відмовляв. 19 грудня 1961 року в Мілані Челентано створив власну студію з виробництва фільмів та звукозапису — «Clan Celentano» («Клан Челентано»), яка також стала першою в Італії фірмою звукозапису, де виробником платівок був сам співак і актор.
До студії увійшли близькі друзі співака й учасники гурту «I Ribelli» (Джино Сантерколе, Мілена Канту, Ріккі Джанко, Мікі Дель Прете, Лучано Беретта, Іко Черутті, Детто Маріано, Мемо Діттонго й інші). У створенні студії також була ідея незалежності Челентано від фірми «Jolly», з якою він розірвав відносини 1962 року. «Jolly» подала до суду на співака, вимагаючи в нього компенсацію за невиконання та розрив контракту в розмірі 495 мільйонів лір, але програла процес, який тривав до 1965 року. Після розриву відносин з Челентано, «Jolly» продовжила видавати платівки з записаними раніше піснями співака, чим становила конкуренцію студії «Clan Celentano».
«Clan Celentano» крім випуску платівок Челентано і його друзів — займалася пошуком та записом нових імен і молодих талантів. Студія уклала контракти з такими музикантами та виконацями-початківцями, як: Доном Бакі, Лоренцо Пілат, Натале Массара, Уголіно, Кетті Лайн, Тео Теоколі й іншими. Також 1965 року Челентано організував конкурс «Нові голоси», у якому переміг початківець-співак Аль Бано, в результаті його прийняли до студії.
Усі учасники студії, що з'являлися у ній різного часу, отримували своєрідне «зелене світло» на телебачення або ринок продажу платівок тільки завдяки тому, що вони співпрацювали з «Clan Celentano». У зв'язку з тим, що практично нікого з друзів Челентано по музичному цеху не хотіли бачити на телебаченні без нього, тільки його участь забезпечувала їм деякий успіх — співак, не маючи часу на турботу за іншими учасниками «Clan Celentano», 1968 року переглянув умови роботи студії. Починаючи з цього року, співак поступово змінив склад «Clan Celentano» — залишив тільки родичів та музикантів, необхідних у виробництві його власних платівок. Також причинами зміни умов стали проблеми з контрактами та особисті амбіції окремих артистів. Якщо припинення співпраці між «Clan Celentano» та Ріккі Джанко, гуртом «I Ribelli» й іншими учасниками пройшло мирним шляхом, то розрив відносин студією з Доном Бакі закінчився тривалими судовими процесами. З роками, студія почала випускати винятково альбоми Челентано, Клаудії Морі та їхньої дочки Розіти.

#### Початок кінокар'єри. Режисерський дебют

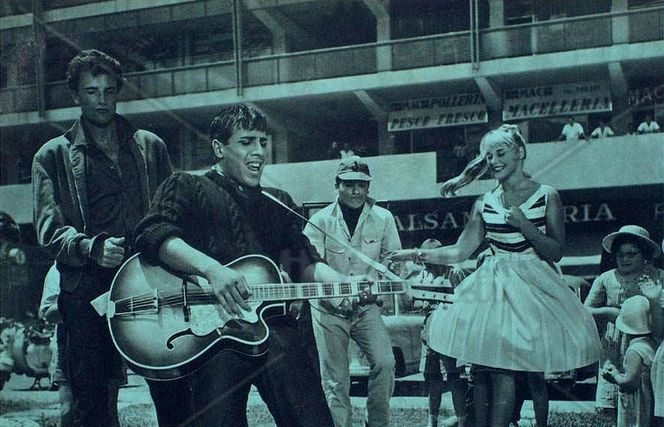
Челентано грає на гітарі у фільмі «Хлопці і музичний автомат» (1959)

Прихід Челентано в кіно не був випадковим: співак постійно шукав нові можливості для рекламування своїх пісень. Вперше у кіно Челентано з'явився 1958 року у початкових кадрах американського музичного фільму «Не сваріть рок» (італійська назва «Оскаженілі»), у версії призначеній для Італії, де він співав. Надалі, в американських фільмах «Давай, Джонні, давай!» (1959) та «Затанцюймо твіст» (1961) і у французькій комедії «Сім смертних гріхів» (1962), у версіях призначених для прокату в Італії, також були вмонтовані кадри де співав Челентано (в титрах не вказаний).
Першими справжніми кіноролями Челентано стали музичні комедії, де він грав самого себе — модного співака, висхідну зірку молодіжної пісні: «Хлопці і музичний автомат» (1959) і «Крикуни перед судом» (1960) Лучо Фульчі, «Музичний автомат кричить про любов» (1959) Мауро Морассі, «Сан-Ремо, великий виклик» (1960) і «Я цілую… ти цілуєш» (1961) П'єро Вівареллі, «Вчорашні пісні, сьогоднішні пісні, завтрашні пісні» (1962) Доменіко Паолелли. Досить посередні фільми: «Музичний автомат кричить про любов», «Крикуни перед судом» і «Сан-Ремо, великий виклик» — пройшли в італійському прокаті з успіхом тільки завдяки популярності Челентано.
Під час знімання у комедіях «Хлопці і музичний автомат» і «Крикуни перед судом», Челентано познайомився зі співачкою Міною, яка мала багато спільного з ним: вона так само як і він вважалася «бунтарем у спідниці». Челентано написав музику до пісні «Vorrei sapere perché» для Міни. Газети писали, що між Челентано і Міною існує роман — ці чутки незабаром були спростовані співаком.
Справжньою вдачею для Челентано стала участь у драмі «Солодке життя» славетного Федеріко Фелліні 1960 року, де він зіграв епізодичну роль співака, який грав на гітарі, виконуючи пісню «Readdy Teaddy», у сцені де персонаж Аніти Екберг купався у фонтані Треві. Фелліні запросив Челентано на знімання після прочитання статті в одній з газет, де описувався виступ молодого рок-співака. На опублікованій фотографії Челентано співав стоячи на колінах. Після знімання у Фелліні пропозиції для Челентано від режисерів посипалися одна за одною.
«Чернець з Монци» 1962 року, став першою роллю Челентано у режисера Серджо Корбуччі. У ньому актор виконав епізодичну роль ченця, заспівавши разом з Доном Бакі пісню «La carita».
У комедії «Якийсь дивний тип» 1963 року Челентано виконав дві головні ролі: самого себе і шахрая — свого двійника, який хотів зайняти його місце славетного співака. Виконуючи цю роль, Адріано використовував можливості для самореклами. Детто Маріано створив саундтрек до фільму й випустив однойменний альбом з ним, «Uno Strano Tipo».
1964 року вийшла перша режисерська робота Челентано — комедія «Суперпограбування в Мілані», в якій знялися дружина і друзі співака з «Clan Celentano», а він виконав роль ватажка банди. Комедія являла собою пародію на гангстерські бойовики.

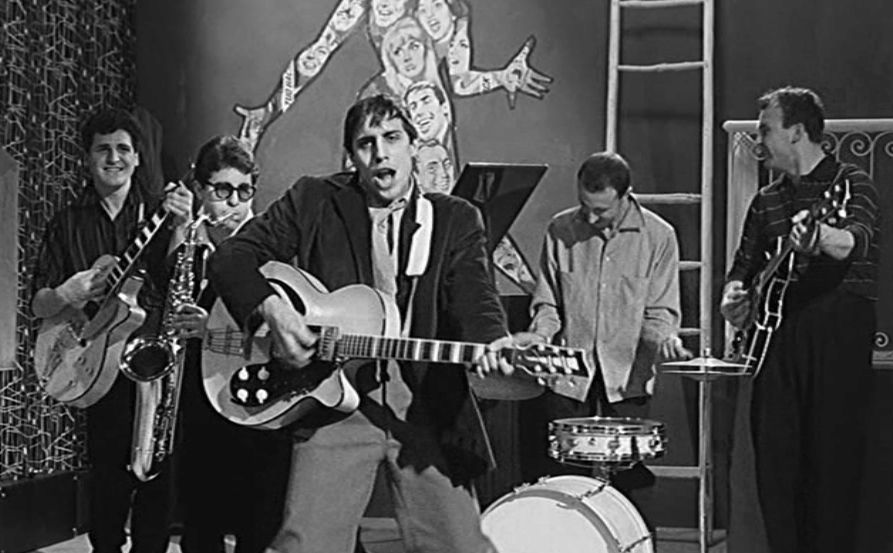
Челентано і гурт «I Ribelli», кадр з фільму «Я цілую… ти цілуєш» (1961)

У липні 1964 року Челентано отримав запрошення відомого режисера Джузеппе Де Сантіса знятися в італійсько-радянському фільмі «Італійці браві хлопці». Пройшовши проби і підписавши всі угоди, в останню мить Челентано відмовився летіти до Москви та Києва на знімання фільму. Надалі, попри великий штраф, яким його обклали, Челентано відмовився зніматися в картині. Однією з причин відмови стало небажання артиста надовго розлучатися зі своєю дружиною. Окрім цього, того року артист знявся у документальному фільмі Паоло Кавари «Дурний світ».
У наступній картині «Європа співає» 1966 року, Челентано у початкових кадрах виконував свою пісню «Ringo». Деякі картини зняті за мотивами авторських пісень Челентано, в одному такому фільмі — «Найкрасивіша пара у світі» 1968 року, режисера Камілло Мастрочінкве, ідеєю послужила однойменна композиція співака «La coppia più bella del mondo». У фільмі Челентано з'явився у ролі самого себе — учасника пісенного конкурсу «Кантаджіро», що виконав пісні «La coppia più bella del mondo» і «Tre passi avanti».
Дуже важливою подією в кінокар'єрі Челентано стала роль Серафіно у фільмі режисера П'єтро Джермі «Серафіно» 1968 року, яка вважається його першою серйозною роллю. Адріано створив близький своєму іміджу образ простого сільського хлопця, гульвісу, що приховує під маскою невігластва й неотесаності природний гострий розум та шляхетність.
1969 року цей фільм здобув золотий приз VI Московського кінофестивалю. Того року Челентано отримав дві нагороди італійської кінопремії «Золотий глобус» («Globo d'oro») за найкращий акторський дебют у цьому фільмі.

#### Альбоми і пісні 1960—1964 років. Санремо '61
Протягом 1960-х років Челентано все частіше почав з'являтися на телебаченні, де виконував свої найпопулярніші пісні, зокрема, у таких передачах як — «Alta Pressione», «Il signore delle 21», «Teatro 10», «Studio Uno» й інших.

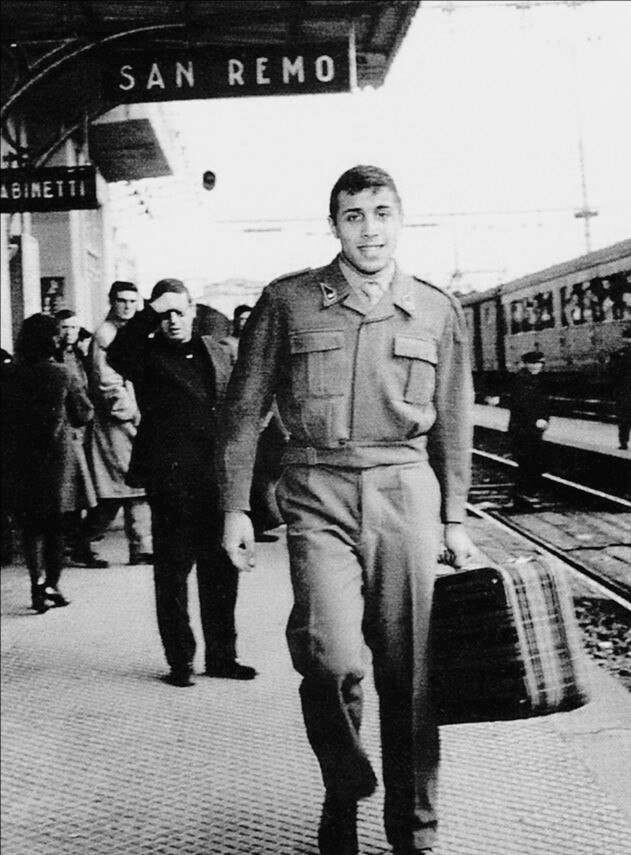
Челентано прибув з армії для виступу в Санремо (1961)

1960 року Вальтер Гуертлер погодився випустити два студійних альбоми Челентано під лейблом «Jolly», з добіркою пісень у стилі рок-н-рол. У березні вийшов перший альбом співака — «Adriano Celentano con Giulio Libano e la sua orchestra» («Адріано Челентано, Джуліо Лібано і його оркестр»). У записі альбому взяв участь оркестр Джуліо Лібано, що вплинуло на назву платівки. Альбом мав великий попит, він складався з пісень, що вийшли як сингли у 1959—1960 роках, серед яких були такі хіти, як «Il tuo bacio è come un rock», «Il ribelle» та «Personality». 2012 року альбом потрапив до рейтингу журналу «Rolling Stone» — «100 найкращих італійських дисків всіх часів», де посів 10 сходинку. Особливістю альбому стала жартівлива пісня «Nikita rock», присвячена Микиті Хрущову, що було сприйнято тоді як політична сатира. Окрім цього, до нього увійшли пісні «Piccola» i «Ritorna lo shimmy», які виконувалися в дуеті зі співачкою Анітою Траверсі. Наступного року Челентано виконав ще дві пісні в дуеті з цією співачкою, «Gilly» і «Coccolona» які були італомовними версіями однойменної композиції канадського співочого квартету «The Four Lads» і хіта «Mama's Baby» Джонні Кеша відповідно. Таким чином, протягом 1960-х років, співак продовжив практику створення каверів до міжнародних хітів іншомовних виконавців.
30 листопада того року вийшов ще один альбом Челентано, «Furore» («Фурор»), за кілька тижнів до його відбуття на військову службу. Для його запису знову залучили оркестр Джуліо Лібано. Крім Італії, альбом вийшов у США та Бразилії. Найуспішнішою піснею альбому стала «Impazzivo per te» («Божеволію по тобі»), яка була першим твором Мікі Дель Прете написаним для Челентано, вона посіла 3 сходинку у чарті Італії й залишалася у ньому  протягом 6 місяців.
Переважну частину 1961 року Челентано служив в армії. Колекція його платівок на той момент досягала більш як 20 найменувань. Військову службу співак спочатку проходив у місті Казале-Монферрато, а потім у артилерійській частині міста Турин, там він з'явився вже відомою рок-зіркою. В армії Адріано познайомився з клавішником Детто Маріано, якого залучив після служби до своєї музичної діяльності. А його гурт «I Ribelli» цього періоду був змушений шукати іншого вокаліста, і ним став англієць Колін Хікс.
У лютому 1961 року Челентано планував вперше взяти участь у фестивалі в Санремо з піснею «24.000 baci» («24.000 поцілунків»). Для цього він потребував спеціального дозволу від міністра оборони Джуліо Андреотті. Як призовник строкової служби Челентано не міг залишати розташування частини. Тому організатори телевізійного фестивалю опублікували в журналі «TV Sorrisi e Canzoni» відкритий лист до Андреотті. Під фотографіями Андреотті і Челентано надрукували жартівливе прохання дозволити співаку короткострокове звільнення для участі в музичному конкурсі, згадувалося і про отриману співаком в казармі хворобу горла, яка «ледь не призвела до хірургічного втручання». Крім того, один з авторів пісні «24.000 baci» — П'єро Вівареллі влаштував за допомогою своєї дружини особисту зустріч з міністром. Спочатку Андреотті помилково припустив, що йшлося про якогось полковника Челентано, що служив в Анконі та проштрафився, але після того, як непорозуміння було усунуто, пообіцяв розібратися в цій справі. Через кілька днів міністр повідомив в телефонній розмові, що, хоча військовий регламент про участь військовослужбовців у культурно-спортивних заходах (прийнятий ще в 1920-ті роки) не містить жодного слова про телебачення, прохання щодо звільнення для артилериста Челентано на період участі у фестивалі в Санремо буде задоволено.
Беручи участь в Санремо, на сцені Адріано шокував публіку тим, що під час виконання пісні став до неї спиною, що викликало обурення журі, яке назвало це нахабною витівкою. У зв'язку з цим «24.000 baci» присудили друге місце замість першого — що викликало невдоволення публіки, яка вважала Адріано переможцем. Пісня очолила чарт Італії 1961 року й розійшлася накладом понад півмільйона платівок. Наприкінці 1960-х років «24.000 baci» визнали однією з найкращих італійських пісень десятиліття.
Після повернення з армії, Челентано здобув друге місце на музичному телеконкурсі «Canzonissima» з піснею «Nata per me», що очолювала італійський чарт 12 тижнів протягом сезону 1961/62 років. Також високих позицій у чарті того року досягла ще одна пісня співака — «Non esiste l'amor», що посідала 2 сходинку. Після створення студії, Челентано часто перезаписує вже випущені раніше пісні, у яких дещо змінює музику, змушуючи музикантів свого гурту «I Ribelli» вдосконалити мелодію і знаходити нове аранжування. Багато зусиль співак докладає сам працюючи над вдосконаленням свого голосу..

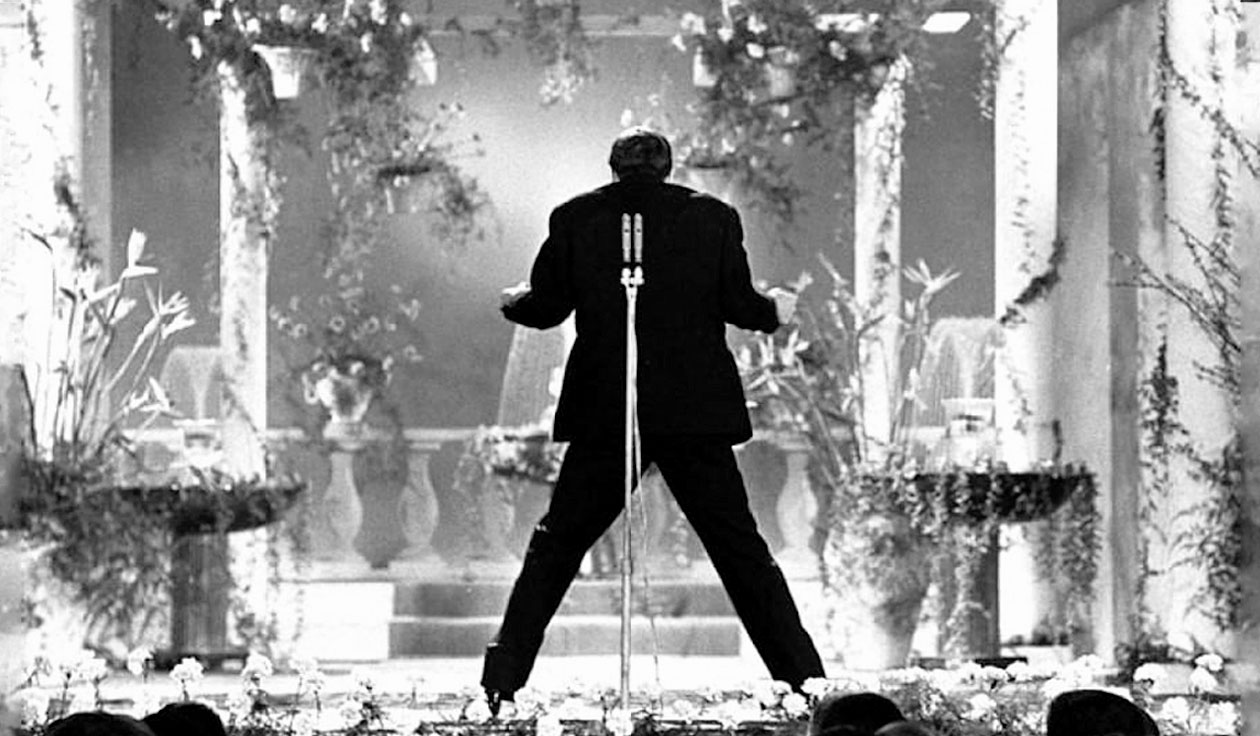
Виступ Челентано спиною до публіки в Санремо, що викликало обурення журі (1961)

1962 року Челентано здобув перемогу на знаменитому конкурсі «Кантаджіро», з піснею «Stai Lontana Da Me», що стала однією з перших платівок, виробництва «Clan Celentano». Пісня являла адаптовану на італійську мову поетом Моголом версію композиції «Tower of strenght» Берта Бакарака і Боба Хілларда. Вона очолювала італійський чарт протягом 1962/63 років і встановила абсолютний рекорд за числом проданих копій у 1.3 мільйони. Наступного року в Іспанії вийшла платівка, яка містила іспаномовну версію цієї пісні «Torre poderosa» і ще три інших композицій цією ж мовою.
У жовтні 1962 року співак очолив італійський чарт ще з двома піснями, «Si è spento il sole» і  «Preghero», яка була італійською версією міжнародного хіта Бена Кінга «Stand By Me». Композиція очолювала чарт протягом 5 тижнів у 1962/63 роках та стала однією з найвідоміших в репертуарі співака. «Preghero» («Я буду молитися») — одна з перших композицій, яка відкрила цілу серію пісень у творчості Челентано релігійної тематики. Однією з найвідоміших таких пісень стала релігійно-містична «Chi era Lui» («Ким був він») 1966 року, на музику Паоло Конте та текст Лучано Беретти й Мікі Дель Прете, яка оповідала про життя Ісуса Христа. Того ж жовтня Челентано разом з гуртом «I Ribelli» протягом тижня виступав у відомому паризькому мюзик-холі «Олімпія». У травні наступного року Челентано знову повернувся з виступами до «Олімпії».

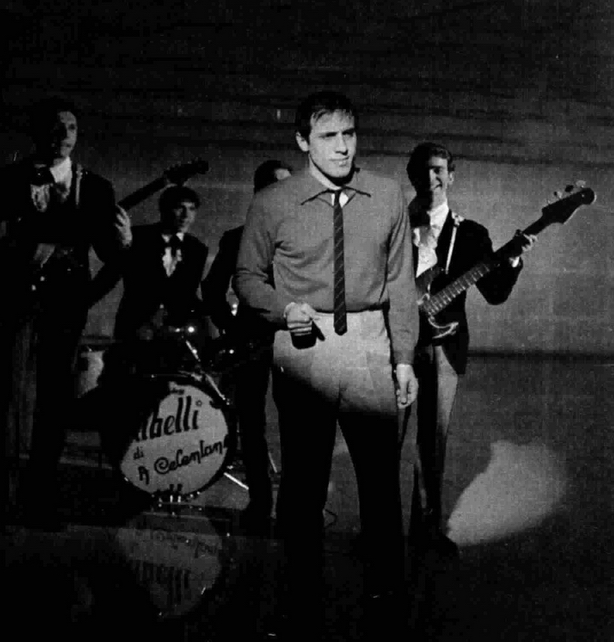
Челентано з гуртом «I Ribelli», 1960-ті роки

У 1962 і 1963 роках, окремо від Челентано, фірма «Jolly» випустила альбоми «Peppermint twist» («М'ятний твіст») і «A New Orleans» («Новий Орлеан») відповідно, їхніми назвами послужили однойменні пісні. Всі пісні альбомів були записані за участю оркестру Джуліо Лібано, під час дії контракту між Челентано і «Jolly». Обидва альбоми складалися з раніше опублікованих як сингли пісень 1959—1962 років.
1963 року Челентано очолив чарт Італії з піснями «Il Tangaccio» і «Sabato triste». Окрім цього, той рік відзначився для співака тим, що в міланському театрі «Смеральдо», де він виступав, молодь влаштувала так званий «культовий розгром», вітаючи його як лідера національного стилю рок-н-ролу. Наступного сезону 1964/65 років найуспішнішими піснями для співака стали «Il problema piu' importante» і «Bambini miei», що посіли другу та третю сходинки в чарті відповідно.
У першій половині 1964 року, з'явилися повідомлення, що через тривалі перевантаження і жорсткий графік праці Челентано відчував напади сильної перевтоми. На одному з концертів на тютюновій фабриці в Анконі він зупинив виступ і сказав в мікрофон: «Я погано себе почуваю і не можу продовжувати. У мене болить голова!». Співак тимчасово перестав виступати й госпіталізувався в лікарню, що викликало занепокоєння його шанувальників, деякі з них зібрали натовп під стінами лікарні, де він лікувався. Цей перепочинок Челентано використав в рекламних цілях: газети стали писати, що співак переживає «містичну кризу». Існує версія, що таким чином він вирішив залучити на бік прихильників року симпатії клерикалів. Після завершення лікування, співак зміг розширити ряди своїх шанувальників й одружився.

#### Клаудія Морі і Мілена Канту
Восени 1962 року на знімальному майданчику фільму «Якийсь дивний тип» Челентано познайомився зі своєю майбутньою дружиною — акторкою Клаудією Морі. Згодом Клаудія казала, що «нічого цікавішого від Челентано вона у своєму житті не зустрічала». Одруження відбулося 10 липня 1964 року — Адріано і Клаудія повінчалися в церкві Святого Франциска в місті Гроссето о третій годині ночі, щоб не привернути увагу папараці. До цього в Адріано була дівчина — Мілена Канту, дочка архітектора і художника Альберто Канту, з якою познайомився 1958 року, тоді вона працювала продавчинею парфумерії. Згодом, Мілена, завдяки Челентано, теж стала співачкою. Адріано приховував своє одруження від Мілени навіть напередодні свого весілля, дівчина дізналася про його таємне вінчання через тривалий час з газет.

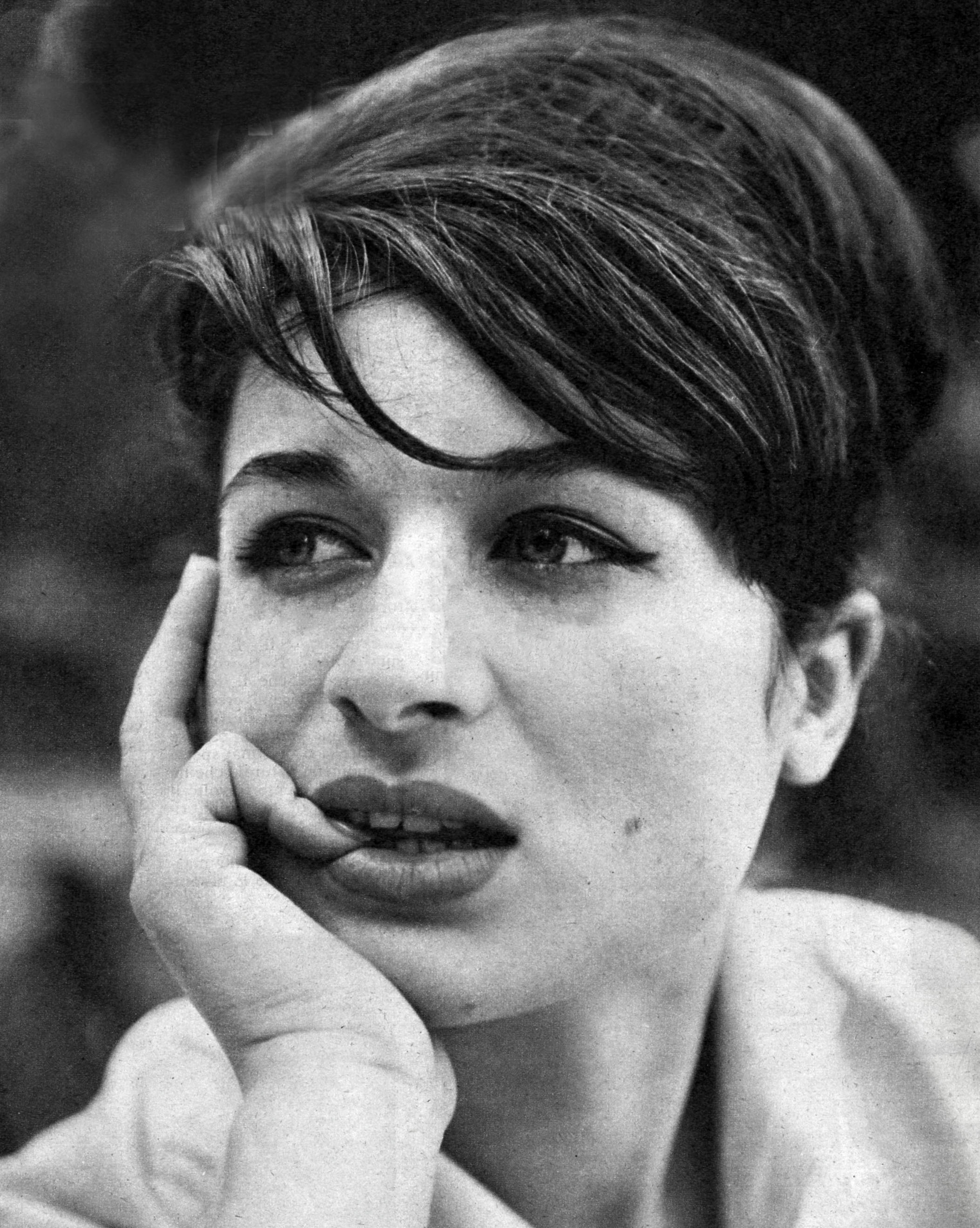
Мілена Канту, 1960-ті роки

Щоб згладити гіркоту розставання з Міленою Канту, Челентано включив її до складу студії «Clan Celentano», де 1964 року вона записала свою першу пісню «Eh!, già (lasciami entrare)» та вирішив розкрутити її співацьку кар'єру, організувавши особливий рекламний трюк і її участь у різних телевізійних програмах (у тому числі, в авторській телепередачі Челентано — «Adriano Clan»), зробивши її «Дівчиною „Клану“». Протягом телепередачі «Adriano Clan», за матовим склом дверей з'являвся силует дівчини, яка співала пісню «Eh! gia…», а потім вийшла платівка під назвою «Дівчина „Клану“» («La Ragazza del Clan»). У назві платівки була інтрига, тому що публіка не знала кому належав цей титул. За силуетом і зачіскою дівчина більше походила на Клаудію Морі, яка на той час вже майже два роки фігурувала поруч з Челентано. У Мілени Канту було довге волосся, і тому спочатку глядачі не асоціювали «Дівчину „Клану“» з нею. Челентано підтримував інтригу максимально довго, оскільки тиражі платівок цього проєкту були дуже високими. Пісня гурту «I Ribelli», «Chi sarà la ragazza del Clan?» («Хто така "Дівчина „Клану“?"»), ще більше посилила інтригу. Тільки наприкінці року стало відомо справжнє ім'я «Дівчини „Клану“» — Мілени Канту, в результаті її кар'єра пішла в гору після значного успіху платівок «Дівчина „Клану“».
Згодом відносини з «Clan Celentano» у Мілени не склалися, як і у багатьох учасників, що стояли біля основи цієї організації. 1967 року вона випустила на цій студії та виконала на конкурсі «Кантаджіро» пісню «L'ombra» («Тінь»). Тоді у газетах писали про бійку між братом Мілени, Еудженіо, і Челентано, під час цього пісенного конкурсу-автопробігу, на «Стадіоні Луїджі Ферраріса» в Генуї. Еудженіо звинувачував Адріано у несплаті Мілені гонорару за авторські права, після цього скандалу Канту залишила студію. З 1968 року вона стала записувати платівки на лейблі «Ri-Fi», де опублікувала пісню «Conoscevo un re» («Я знала Короля»), у тексті якої розповідалося про її перипетії з Челентано (під «Королем» вона мала на увазі — Адріано).

#### Альбоми і пісні 1965—1969 років. Санремо '66, '68
25 квітня 1964 року і 2 жовтня 1965 року Челентано разом з музикантами зі студії «Clan Celentano» взяв участь у своїй першій авторській музичній передачі «Adriano Clan» («Клан Адріано») на телеканалі Rai 1. Крім виконання пісень, у передачі використовувалися жарти та пародії, написані гумористами Кастеллано і Піполо.
1965 року вийшов перший альбом Челентано, випущений його власною студією «Clan Celentano» — «Non mi dir» («Не кажи мені»), який складався з пісень 1962—1965 років. Наступні альбоми: «La festa», «Il ragazzo della via Gluck», «Azzurro» і «Le robe che ha detto Adriano» — так само складалися як з раніше опублікованих, так і нових пісень.

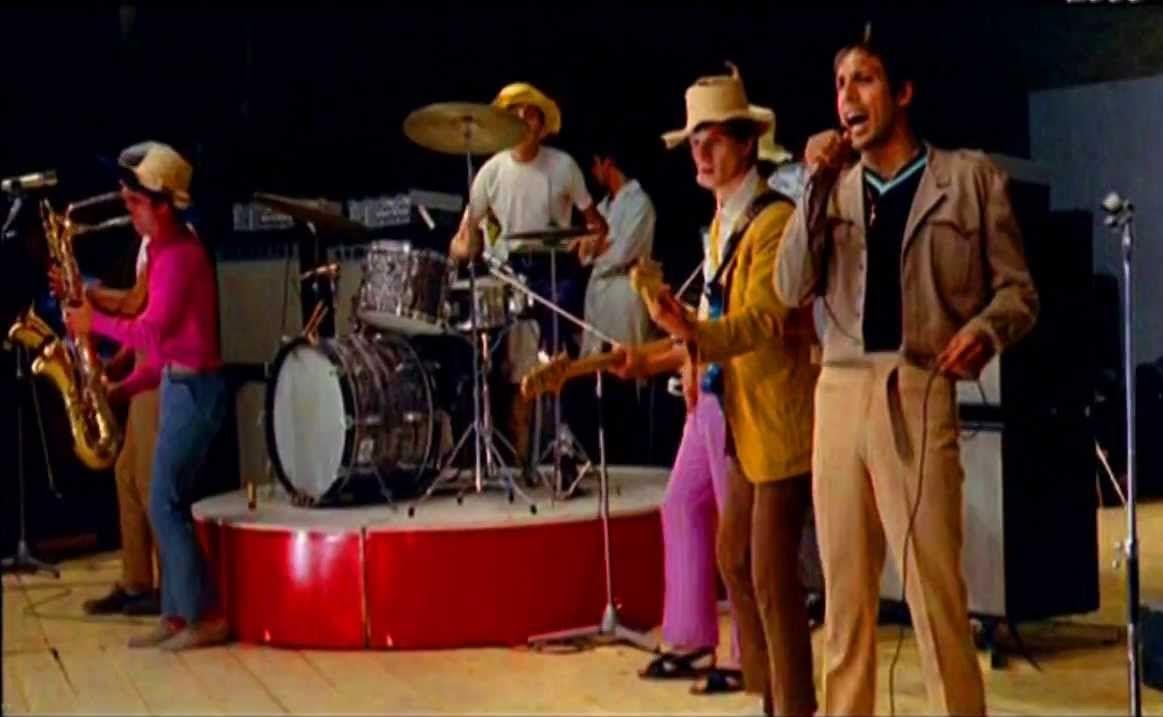
Виступ Челентано на фестивалі «Кантаджіро» 1967 року з гуртом «I Ragazzi Della Via Gluck»

28 січня 1966 року на фестивалі в Санремо Адріано виконав першу свою соціально-автобіографічну пісню — «Il ragazzo della via Gluck» («Хлопець з вулиці Глюка»). Челентано виконував пісню під акомпанемент Іко Черутті, Лоренцо Пілата і Джино Сантерколе, — цей склад був представлений як новий гурт — «Тріо з Клану» («Trio del Clan»), проте цей проєкт був незабаром скасований. Музику створив Челентано, а текст, написаний Мікі Дель Прете і Лучано Береттою, розповідав про деталі дитинства й отроцтва Адріано — долю простого міланського хлопця, який покинув свій дім на околиці міста в пошуках щастя. З часом, хлопець розбагатів і повернувся до свого будинку, де не знайшов нічого, що знав та бачив раніше. Така складова символізувала швидкоплинність часу і скорботу Челентано за минулим дитинством. Пісня стала однією з найвідоміших у творчості співака й порушувала тему екології та будівельної спекуляції. Хоча композиція посіла одне з останніх місць і не вийшла у фінал фестивалю, вона мала великий успіх, здобула народну та світову славу, її переклали 22 мовами і згодом включили до шкільних підручників як заклик до збереження довкілля. Пісня посідала другу сходинку італійського чарту протягом 1966/67 років. «Il ragazzo della via Gluck» викликала інтерес у режисера П'єра Паоло Пазоліні, який планував за її мотивами створити фільм на тему міської цивілізації, яка руйнує сільську культуру. Планувалося, що Челентано зіграє в цьому фільмі головну роль, але проєкт не дійшов до кінця. Спочатку Челентано планував виступити на фестивалі з іншою піснею — «Nessuno mi può giudicare» («Ніхто не може мене засуджувати»), але, не впевнений в результаті, відклав її.
Того ж року, за рекомендацією Мікі Дель Прете, для забезпечення своїх виступів, Челентано включив до складу своєї студії музичний колектив «Epoca 70», який після входження у «Clan Celentano» отримав нову назву — «I Ragazzi Della Via Gluck» («Хлопці з вулиці Глюка»). Багато критиків вважали 1966 рік поворотним у творчості Челентано — у його піснях формуються основні теми, які він в проповідницькому тоні порушує й до сьогодні. У його піснях все частіше з'являється соціальна, екологічна, релігійна, політична, антивоєнна спрямованість.
Випущений у березні 1966 року альбом «La festa» («Свято») вийшов на замовлення для читачів журналу «Bolero Film». Новими піснями були лише три композиції, зокрема, «La festa», яка очолювала італійський чарт сезону 1965/66 років протягом 5 тижнів.
16 вересня 1966 року вийшла знаменита пісня Челентано «Mondo In Mi 7a», яка очолювала італійський чарт протягом сезону 1966/67 років. У словах пісні був протест проти полювання, ядерної енергетики, голоду у світі і корупції (текст містив пророчу фразу для того часу «Корупція є навіть там, де спорт»). У пісні, на музику Детто Маріано, Челентано придумав покласти слова Могола, Лучано Беретти і Мікі Дель Прете до мелодії на базі гармонійного повторення одного акорду — «мі 7a», що викликало особливий ефект у музиці пісні та зробило її хітом.
У зв'язку з успіхом продажу платівок з піснями «Il ragazzo della via Gluck» і «Chi era lui», у листопаді 1966 року, співак випустив альбом «Il ragazzo della via Gluck».. Серед нових пісень альбому була «Il mio amico James Bond» («Мій друг Джеймс Бонд»), яка стала кавером композиції «Thunderball» Тома Джонса. Завдяки вмісту великої кількості пісень-хітів, альбом став одним з найкращих та найпопулярніших у творчості Челентано.
1967 року як сингл вийшла знаменита пісня Челентано «Tre passi avanti» («Три кроки вперед»), у якій він  виступав з різкою критикою захоплення молодих наркотиками і алкоголем. У телепередачах «Eccetera, eccetera» і «Sabato sera», перед виконанням цієї пісні, співак писав своєрідний символічний лист до групи «The Beatles» з проханням подумати про деяких шанувальників, які, захопившись їхньою музикою, в знак протесту пішли з дому чи почали вживати наркотики. «Tre passi avanti» посіла 14 сходинку в італійському чарті 1967 року, вона випускалася на одній платівці з піснею «Eravamo In 100.000», на обкладинці якої Адріано сфотографований в перуці, зображуючи «неприродність довгого волосся на чоловіках». Влітку 1967 року Челентано разом зі своїм гуртом підтримки «I Ragazzi Della Via Gluck» виконав «Tre passi avanti» на конкурсі «Кантаджіро».
Того року вийшла ще одна знаменита пісня Челентано «La coppia più bella del mondo» («Найгарніша пара у світі»), виконана в дуеті з Клаудією Морі, вона стала однією з найвідоміших у його творчості. У пісні на музику Конте, текст Лучано Беретти і Мікі Дель Прете, вихвалявся шлюб, подружнє життя і критикувалося розлучення. Композиція очолювала чарт Італії протягом сезону 1967/68 років. Окрім цього, Челентано виконував її у дуеті зі співачкою Міною на передачі «Sabato sera», у якій він неодноразово виступав того ж року. Ця пісня випускалась на одній платівці з композицією «Torno sui miei passi», у тексті якої Челентано згадував про минулі часи рок-н-ролу і висловлював розгубленість та незнання як підлаштуватися до нових музичних ритмів та стилю життя. У пісні співак знову критикував вплив групи «The Beatles» на сучасність і закликав повернутися назад до часів рок-н-ролу. Ця пісня посіла 7 сходинку в італійському чарті.

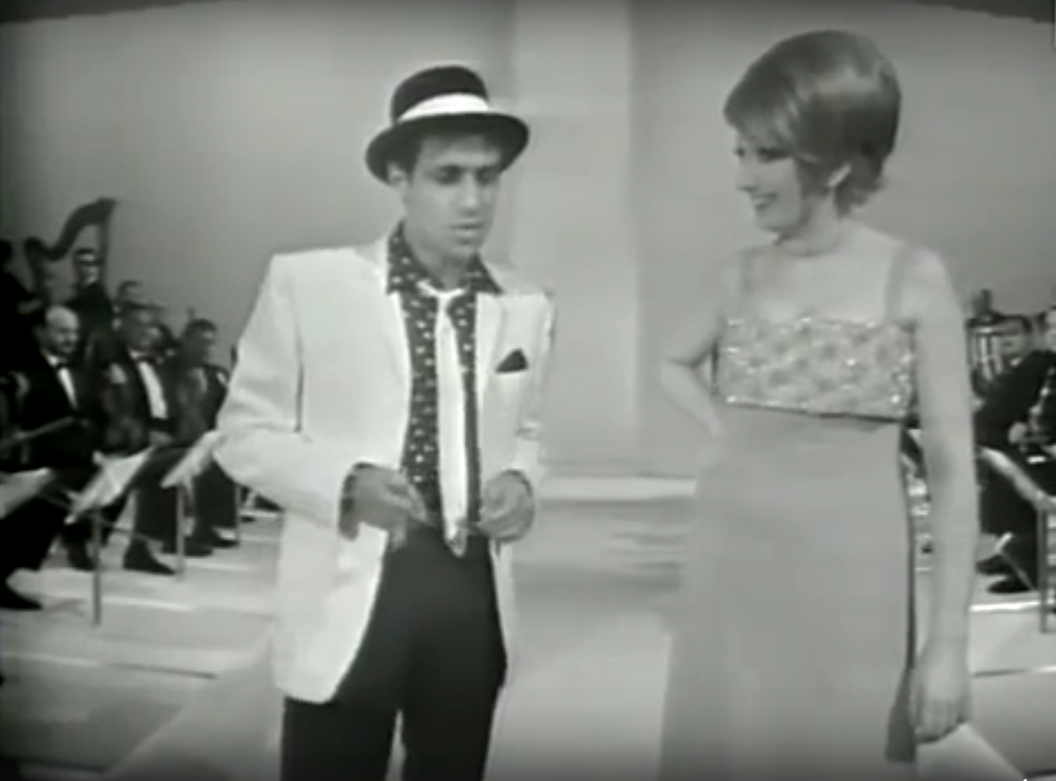
Челентано і Міна на телепередачі «Sabato sera» (1967)

Окрім цього, 1967 року Челентано з'явився у п'ятнадцяти хвилинах телепередачі Енріко Сімонетті «Il signore ha suonato», де виступів у образі чарівника Мандрейка. У передачі співак виконав пісню «Balocchi e Profumi», романс Марії Каллас і композицію «Mondo In Mi 7a».
3 лютого 1968 року Челентано взяв участь у фестивалі в Санремо, де отримав третє місце з піснею Дона Бакі «Canzone» («Пісня»), яка посіла 3 сходинку в італійському чарті. Вона випускалася як сингл на одній платівці з іншою знаменитою піснею співака, «Un bimbo sul leone» («Дитина на леві»), у якій помітний вплив руху хіпі, що зародився в той час. «Un bimbo sul leone» відноситься до теми про рай та руйнування людиною природи, вона містить мрію співака про світ гармонії між тваринами і людьми.
У травні 1968 року вийшла пісня «Azzurro» («Блакить») — одна з найупізнаваніших і найпопулярніших в репертуарі Челентано, вона стала своєрідною візитівкою співака. Музику створив Паоло Конте, а текст Віто Паллавічіні. Пісня посіла першу позицію в італійському чарті 1968 року і, з часом, увійшла до рейтингу найкращих пісень Італії усіх часів. Фанати збірної Італії з футболу, яких називають «gli azzurri» (укр. «сині»), обрали «Azzurro» неофіційним гімном на чемпіонаті світу з футболу 2006 року. Текст до «Azzurro», написаний спеціально для Челентано, торкався основних тем пісень співака тих років — від любові, до екології та релігії. Пісню виконували багато інших музикантів й колективів, наприклад: Джанні Моранді, Міна, «Die Toten Hosen» і «Ricchi e Poveri». Платівка з піснею «Azzurro» вийшла у травні, її сторона «Б» цієї платівки містила іншу знамениту пісню Челентано — «Una carezza in un pugno» («Ласка в кулаку»).
Також у травні того року вийшов альбом «Azzurro», у записі якого, окрім гуртів «I Ribelli» і  «I Ragazzi Della Via Gluck», співак залучив оркестри Нандо Де Луки й Іллера Паттачіні. Так само як і попереднього альбому, особливістю платівки став вміст великої кількості знаменитих пісень, крім «Azzurro», до нього увійшли: «Una carezza in un pugno», «Canzone», «Tre passi avanti», «Un bimbo sul leone» і «La coppia più bella del mondo». Також до альбому увійшла нова кавер-версія пісні Луї Пріми — «Buonasera signorina».
У листопаді 1968 року вийшов ще один альбом — «Adriano Rock» («Рок Адріано»), музика відповідала назві платівки, вона була представлена стилем рок-н-рол. Це єдиний альбом Челентано 1960-х років, який повністю складався з нових пісень та посів 10 сходинку в італійському чарті 1968 року. Платівка містила чотири кавери італійською мовою таких американських виконавців як Білл Гейлі і Едді Кокран. Серед пісень альбому, найкращий результат в італійському чарті мала «L'Attore», що посідала 8 сходинку протягом 1968/69 років. На стороні «А» альбому співак звертався із заявою, якщо слухачам сподобаються пісні альбому, що буде видно з кількості проданих платівок — то він випустить стільки ж на наступний рік, проте «Adriano Rock» не потрапив до числа успішних альбомів Челентано.

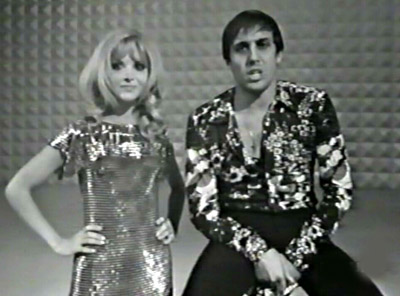
Кетті Лайн і Челентано на телепередачі «Stasera…» (1969)

Наступний альбом «Le robe che ha detto Adriano» («Речі, про які говорить Адріано») 1969 року посів лише 14 сходинку в італійському чарті 1970 року. У добірці його пісень проглядалися 4 напрямки: тема любові, Бога, політики і дбайливого ставлення до природи. Пісня альбому «Storia d'amore» («Історія кохання»), що очолила чарт Італії 1969 року, стала однією із знаменитіших у творчості співака, її текст оповідав про любов. Іншою особливістю платівки стала пісня «La pelle» («Шкіра»), яка була написана у зв'язку з народними виступами і демонстраціями в Італії 1968—1969 років. У пісні Челентано порушував питання бідності і називав шкіру єдиним «одягом» людини, який йому задарма дістався від Бога. Челентано пояснював, що люди по обидва боки барикад однаково відчувають, що відбувається своєю шкірою — таким чином Челентано закликав до ненасильства між ними. Пізніше пісню назвали однією з комуністичних у творчості Челентано.
Також 1969 року Челентано брав участь у розважальній телепередачі режисера Антонелло Фалькі «Stasera…» («Сьогодні»), яка складалася з моновистав, де виконував пісні. Усього вийшло 6 епізодів передачі, які збирали в середньому 17.1 мільйонів глядачів, в них брали участь такі артисти як: Франка Валері, Патті Право, Джина Лоллобриджида, Джанні Моранді, дует «Аліса і Еллен Кесслер», Кетті Лайн і Джино Брам'єрі.
Наприкінці 1960-х років для Челентано настав час подумати про подальшу долю співака, тому що завершилася епоха нової італійської пісні, і рок-н-ролу у тому числі, першовідкривачем якої був він.

### 1970—1979: пік популярності

#### Альбоми і пісні 1970—1974 років. Санремо '70, '71, '73

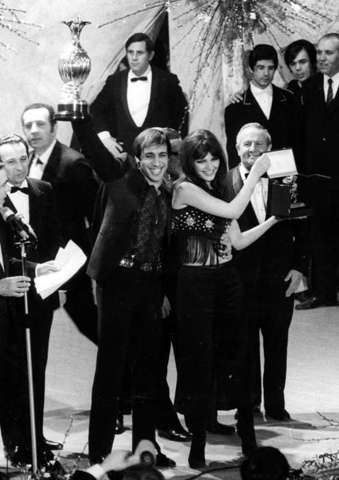
Перемога Челентано на фестивалі в Санремо 1970 року

Наприкінці лютого 1970 року співак здобув перемогу на фестивалі в Санремо, виконавши пісню «Chi non lavora non fa l'amore» («Хто не працює, той не кохається»). Клаудія Морі також взяла участь у фестивалі, виконавши цю ж пісню. Композиція вийшла під час масових загальноіталійських страйків робітників. Її сюжет, з іронічно глузливою інтонацією, оповідав про робітника, який не міг працювати у зв'язку зі страйками — через це дружина викинула його на вулицю. Також у пісні співак, звертаючись до роботодавців, звертає увагу на потребу, в якій живе сім'я робітника, через проблеми з зарплатою. Пісня зазнала критики з усіх сторін, газета «L'Unità» назвала її плутаною й нетактовною, вона інтерпретувалася як гімн зради страйкам і провокація проти робітників, викликавши обурення страйкарів (декотрі з них звинуватили Челентано в фашизмі). У цей час з'являється неприязнь до співака у молодої частини публіки (це були роки молодіжного протесту), яка вішає на нього ярлик застарілого реакціонера (звинувачення молодіжних журналів того періоду, таких як «Ciao amici» або «Big»). Попри це пісня очолила італійський чарт. Випадок з піснею став серйозним уроком для співака. Згодом, Челентано казав, що пісня була способом знизити драматичність зіткнень між робітниками і роботодавцями. Іншим успішним синглом співака цього року стала «Viola», що 4 посіла сходинку в чарті. З цією піснею влітку він знову виступив на конкурсі «Кантаджіро». 
У грудні 1970 року вийшов альбом «Il forestiero» («Незнайомець»), який був присвячений релігійній тематиці, зокрема святкуванню Різдва. Обкладинку альбому також виконали згідно з різдвяною тематикою пісень — Челентано зображувався в казковому різдвяному вбранні і з мішком з подарунками. У тексті головного треку, «Il forestiero», розповідалося про зустріч Ісуса з самаритянкою. Серед пісень альбому були кавери, зокрема: різдвяний християнський гімн 1818 року — «Тиха ніч» («Santa Notte»); американські різдвяні пісні, виконані Челентано італійською мовою — «White Christmas» («Bianco Natale») Ірвінга Берліна і «Jingle Bells» (1857). Також до альбому увійшла пісня «Tu scendi dalle stelle», написана святим католицьким релігійним діячем XVIII століття Альфонсо Марією де Ліґуорі. Альбом посів лише 17 сходинку італійського чарту 1971 року.
26 лютого 1971 року Челентано посів 5 місце на фестивалі в Санремо з піснею «Sotto Le lenzuola» («Під простирадлом»), яку виконав разом з хором італійської народної пісні — «Coro Alpino Milanese» («Альпійський міланський хор»). Пісня посіла 4 сходинку у чарті Італії навесні того року. Окрім цього Челентано разом з хором виконував її на щотижневій музичній телепередачі «Teatro 10», у якій брав участь у 1971—1972 роках. 
Того ж року, після фестивалю, вийшов альбом «Er Piu' (Storia D'Amore E Di Coltello)», який містив як самостійні пісні, так і саундтреки до однойменного фільму «Історія кохання і кинджала» (1971). Альбом, цифри продажів якого були невисокими, вийшов задля просування фільму, що зумовлювало зображення на його обкладинці головних персонажів цієї картини у виконанні Челентано і Клаудії Морі. Аранжувальники альбому (Нандо Де Лука, Натале Массара і Карло Рустікеллі) створили його у жанрах джаз, рок і поп, першу сторону платівки вони представили інструментальною музикою.

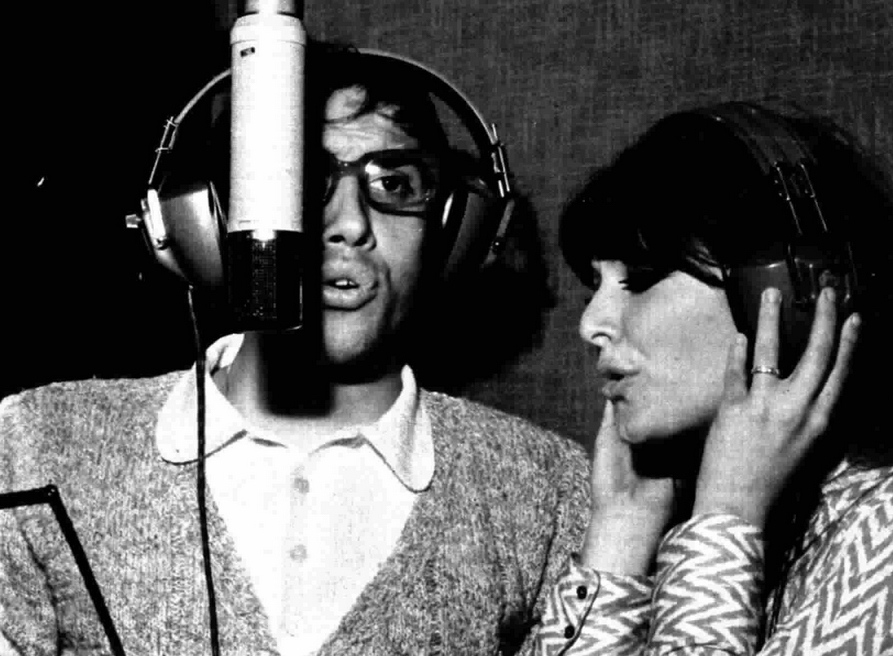
Челентано і Клаудія Морі під час запису в студії (1970)

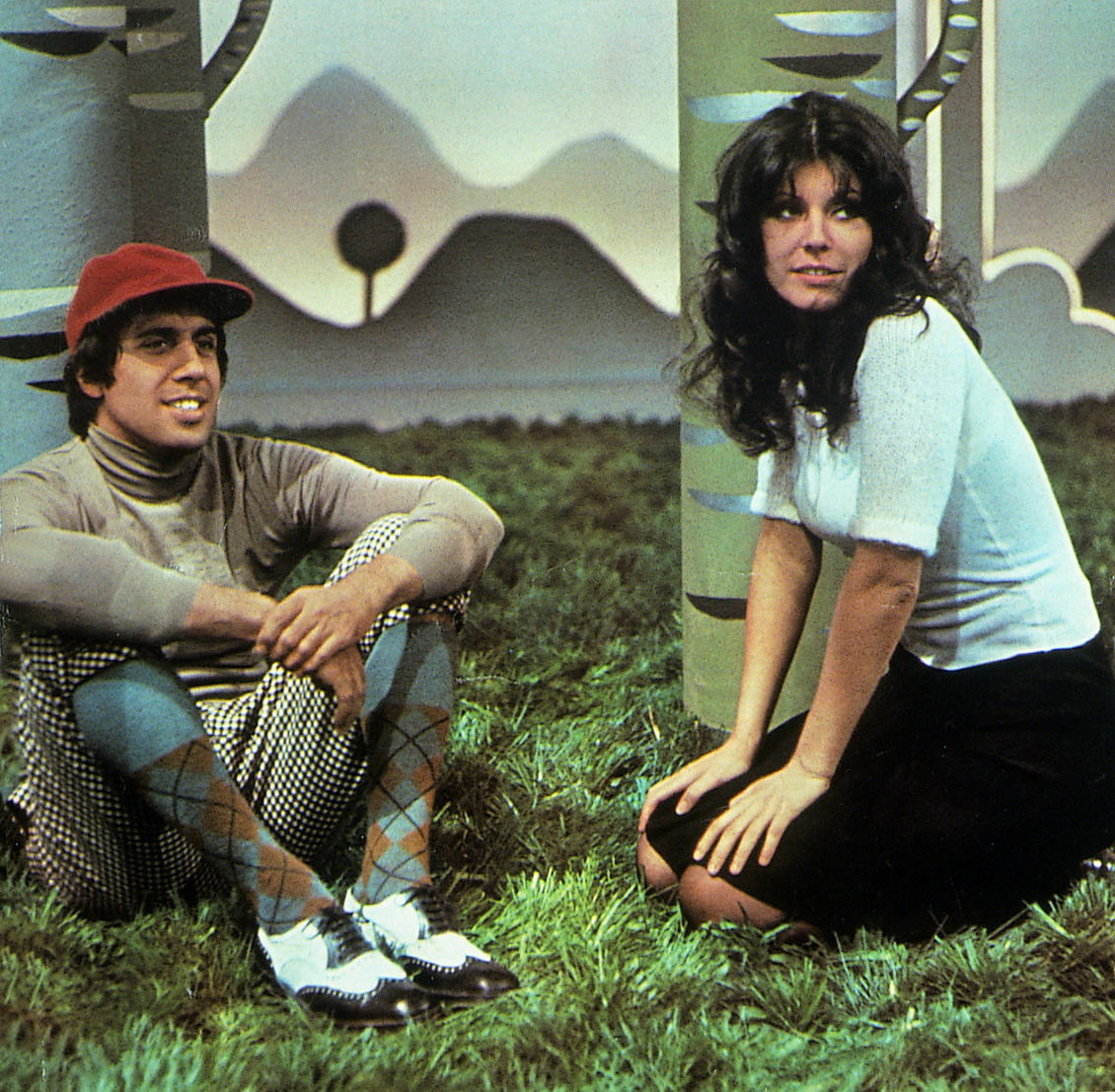
Челентано і Клаудія Морі на телепередачі «C'e Celentano» (1972)

5 травня 1972 року вийшов дуже важливий у творчості співака альбом, «I mali del secolo» («Біди століття»), всі пісні якого, за винятком першої, написав Челентано. Серед учасників запису платівки, представленої рок-н-ролом, шансоном і попроком, були й музиканти гурту «Il Balletto di Bronzo» та співачка Джуні Руссо. У більшості пісень альбому співак говорив про гострі соціальні проблеми, які можна назвати «бідами століття» — корупцію, спекуляцію, урбанізацію, наркотики, забруднення навколишнього середовища й інше. Найуспішнішою піснею альбому стала «Un albero di trenta piani» («Тридцятиповерхове дерево»), яка посіла 5 сходинку в італійському чарті. У пісні критикувалося будівництво хмарочосів — як приклад подавалася будівля у 30 поверхів «Pirelli» у Мілані (на обкладинці платівки Адріано зображувався на тлі цієї споруди). Платівка мала хороші комерційні показники й посіла 4 сходинку у чарті Італії 1972 року. Окрім цього, у червні-липні того року Челентано вів телепередачу-вар'єте у 2 епізодах «C'e Celentano», протягом якої виконав 10 пісень.
3 листопада 1972 року Челентано випустив одну з найвідоміших своїх пісень — «Prisencolinensinainciusol», яка спочатку вийшла як сингл, що розійшовся у кількості 260 тисяч копій. Потім вона увійшла до альбому «Nostalrock». Спочатку пісня використовувалася як музична тема у радіопередачі «Gran varietà» і не потрапила до чартів Італії, попри її успіх в інших країнах. Незвичайним стало потрапляння пісні на 70 сходинку в чарті США — що було рідкістю для італійських співаків, при тому що Челентано про це не знав. Через два роки Челентано представив пісню на телебаченні: у передачі «Formula Due» співак в образі вчителя виконував її своїм учням, і у програмі «Milleluci», де Адріано разом зі співачкою й танцюристкою Раффаеллою Каррою та балетом каналу Rai 1, співаючи, виконували синхронний із музикою танець. Після цих передач пісня стала популярною в Італії і посіла 5 сходинку в чарті 1974 року. Назва та сам текст композиції складені з безглуздих слів, які нічого не означають і нагадують суміш англійської та італійської мов (згодом ці словозвороти критики стали називати «челентанесками» (іт. «celentanesca»)). Така складова пісні символізувала некомунікабельність, роз'єднаність між деякими сучасними людьми, які не можуть зрозуміти один одного. Пісня стала революційною на той час, тому що вона виконується у стилі, подібному до сучасного репу — ритмічного речитативу, що можна вважати одним із перших реп-експериментів (реп виник у США тільки на початку 1980-х років), що згодом дало привід Челентано називати себе «батьком репу». У грудні 2009 року «Prisencolinensinainciusol» була знову помічена в США завдяки канадському письменнику і блогеру Корі Докторову, який був у захваті від неї, назвавши її у своєму блогу «Boing Boing» попередницею репу, а самого Челентано «легендою, піонером музичної інновації», композиція стала відомою як інтернет-мем.
1973 року Челентано оголосив про свою участь у фестивалі в Санремо з піснею «L'unica chance» («Єдиний шанс»). Пісня виконана у стилі фанк, посіла 15 сходинку в італійському чарті і вийшла на окремій платівці у 6 країнах. Композиції критикувала генетично модифіковану їжу та можливі наслідки її вживання — таким чином вона стала пророчою, суперечки щодо цієї проблеми йдуть й до сьогодні. В останній момент співак несподівано відмовився виступати, мотивувавши це гастритом, причиною якого, за його словами, слугувало несправедливе ставлення оргкомітету фестивалю до деяких учасників. Співак перепросив, якщо через його відсутність фестиваль в Санремо втратить свою привабливість.
31 жовтня 1973 року вийшов альбом «Nostalrock» («Рок-ностальгія»), який посів 16 сходинку в італійському чарті. Добір пісень платівки відповідав назві — Челентано згадував часи зародження року й переспівував хіти англомовних виконавців цієї епохи, серед яких були: «Tutti-Frutti», «In the Mood», «Be-Bop-A-Lula» й інші. Частина композицій альбому вже виконувалася співаком раніше у його перших платівках. Особливістю альбому стало те, що шість його треків були предсталені лише фрагментами пісень, а композиції «Sul cappello» і «Di qua e di là del Piave» являли собою народну музику у виконанні «Хору Національної альпійської асоціації» під керівництвом диригента Ламберто П'єтрополі. Наприкінці платівки Адріано вибачився за свою недосконалу англійську і звернувся до архітекторів, які, на його думку, гублять Землю своєю роботою.
11 листопада 1973 року від злоякісної пухлини померла матір співака — Джудітта. Релігійність Адріано допомогла йому пом'якшити це горе, одна з газет написала статтю-співчуття з цього приводу під заголовком «Померла істинна Дівчина „Клану“».
Найуспішнішою піснею співака цього часу стала «Bellissima», яка посіла 2 сходинку у чарті Італії 1974 року, вона торкалася теми любові.

#### Фільми 1970-х років. Друга та третя режисура

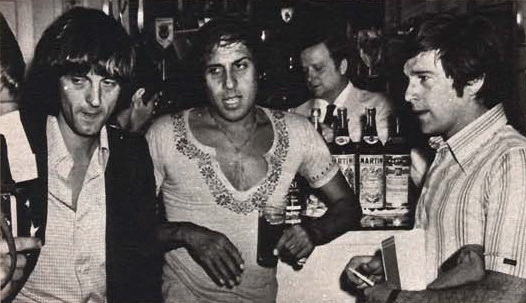
Даріо Ардженто (ліворуч), Челентано і Енцо Черузіко (праворуч), 1970-ті роки

Починаючи з 1970-х років Челентано грав переважно головні ролі, режисери стали підлаштовуватися під його умови. У драматичній комедії «Історія кохання і кинджала», яка вийшла 1971 року, Челентано зіграв торговця рибою з кримінальним минулим, а Клаудія Морі — його наречену. Сюжет побудовано за мотивами його пісні «Una storia d'amore e di coltello», написану режисером фільму Серджо Корбуччі і Джино Сантерколе.
У драмі Альберто Латтуади «Біле, червоне і…», що вийшла 1972 року, партнеркою Челентано була Софі Лорен. Фільм став однією з найкращих ролей Челентано, оскільки у ньому він виступив у незвичному для себе амплуа і проявив себе як вдалий драматичний актор. Адріано і Софі зіграли головних персонажів — Анібале і Ерману в історії про нещасливе кохання комуністичного активіста і медсестри.
1973 року Челентано разом зі своєю дружиною знявся у двох фільмах режисера Паскуале Феста Кампаніле — комедії «Емігрант», його головний персонаж був італійським емігрантом, який вирушив до США, та у драматичній комедії «Ругантіно», де зіграв ловеласа і жартівника. Того ж року артист разом з Енцо Черузіко і Марілу Толо знявся у пригодницькій комедії з елементами драми «П'ять днів» всесвітньо відомого режисера Даріо Ардженто. Сюжет картини оповідав про пригоди звичайного злодія (у виконанні Адріано) під час італійської революції 1848 року.
6 березня 1975 року вийшов культовий фільм «Юппі-Ду», під час створення якого Челентано виступив як продюсер, режисер, сценарист і композитор. Картина знята в декількох жанрах — мюзикл, комедія і драма. Крім Адріано, у фільмі знялися Шарлотта Ремплінґ, його дружина та старша дочка, Джино Сантерколе, Ліно Тоффоло та інші. Для створення картини Челентано залучив до бюджету фільму 420 мільйонів лір, віддавши в заставу свою віллу і землю у Бріанці. Сюжет фільму розповідав про небагатих мешканців Венеції. Фільм на той час сприймався глядачами революційним, у сюжеті були присутні сюрреалізм і контркультура молоді кінця 1960х—1970х років. «Юппі-Ду» мав великий успіх в Італії, критики позитивно оцінили фільм і до сьогодні вважають його найзначнішою роботою Челентано, попри це, картину забули до 2008 року. Фільм взяв участь у 28-му Каннському кінофестивалі, а 1976 року картину нагороджено «Срібною пальмовою гілкою» за найкращу музику.
Під час роботи над фільмом «Юппі-Ду» в містечку Павія, на плоту, обладнаному для знімання на воді, стався нещасний випадок — оператор Граціано Алонсо впав у воду і потонув. Фільмування припинили на деякий час, а Адріано постав пізніше перед судом. Його звинуватили в ненавмисному вбивстві з необережності, як режисера-постановника фільму. Тільки 1977 року суд виправдав Челентано за всіма пунктами, і цю трагедію визнали нещасним випадком.

Кадр з фільму «Юппі-Ду», що зображує весілля Феліче (Челентано) і Аделаїди (Морі) (1975)

Протягом 1970-х років Челентано зіграв у двох комедійних фільмах, що складалися з кількох новел. Це був фільм Серджо Корбуччі «Під яким ти знаком?» 1975 року, де він виконав роль учасника танцювального конкурсу у новелі під назвою «Повітря». Другим таким фільмом став «Субота, неділя та п'ятниця» 1979 року, у якому він зіграв роль імпресаріо жіночого балету у новелі під назвою «П'ятниця».
Комедія Серджо Корбуччі «Блеф» 1976 року, стала одним з найкращих фільмів Челентано 1970-х років, де, окрім нього, у головних ролях знялися Ентоні Квінн, Капучіне і Корінн Клері. За сюжетом дія фільму розгорталася наприкінці 1920-х років у Франції. Два шахраї, у виконанні Челентано і Квінна, проводили афери над власницею грального будинку (роль Капучіне). Комедія мала великий успіх не лише в Італії, але й в СРСР, де зібрала відповідно 5.8 та 44.3 мільйонів глядачів. За цей фільм Челентано вперше був відзначений нагородою «Давид ді Донателло» за найкращу чоловічу роль. Того року Челентано знявся ще у одній комедії Флавіо Могеріні «Шляхетний венецієць», головні ролі виконали Марчелло Мастроянні, Клаудія Морі і Ліно Тоффоло.
1977 року Челентано разом з Монікою Вітті знявся у комедії режисера Франко Россі «Інша половина неба», де виконав роль священника. Того ж року Челентано разом з Ренато Поццетто знявся у комедії Серджо Корбуччі «Узяти, наприклад, нас», де зіграв головну роль папараці, який весь час потрапляв в неприємні ситуації.
1978 року вийшла третя режисерська робота Челентано, й у багатьох сенсах, його автобіографічний фільм «Безумство Джеппо», де він себе показав таким, яким бачить себе в житті, виконавши роль популярного у Європі естрадного співака.
Окрім цього, 1978 року почався новий етап у кінокар'єрі Адріано — співпраця з дуетом комедійних сценаристів Кастеллано і Піполо, протягом якої вийдуть 8 комедій, першою їхньою роботою стала картина «Дядько Адольф на прізвисько Фюрер». У цьому фільмі, створеному в жанрі ексцентричної комедії, Челентано виконав відразу дві ролі братів-близнюків.
За комедію «Оксамитові ручки» 1979 року, Челентано отримав вдруге «Давид ді Донателло» за найкращу чоловічу роль, у ній він зіграв успішного інженера, який закохався в злодійку (у виконанні Елеонори Джорджі).

#### Альбоми і пісні 1975—1979 років. Концерти по Італії
Альбом «Yuppi du» 1975 року, з аранжуванням Детто Маріано, містив саундтреки до однойменного фільму. Пісні у ньому виконувалися не лише Челентано, але й Клаудією Морі та Джино Сантерколе. Окрім цього, дружина співака, Клаудія, написала пісню «Do Dap», у якому співали їх діти: Джакомо, Розалінда і Розіта. Платівка, що посіла 2 сходинку італійського чарту, як і фільм, презентувалася співаком на телебаченні, зокрема, у передачах «Adesso Musica» і «Ieri e oggi». Більшість треків альбому містила інструментальну музику і діалоги з фільму «Юппі-Ду». Головний трек альбому, «Yuppi du», став найуспішнішою піснею  співака 1975 року, що посів 3 сходинку чарту.

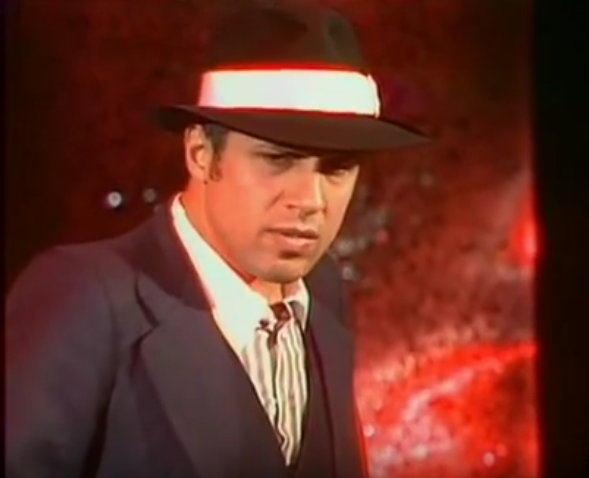
Челентано під час виконання пісні «Don't Play That Song» (1978)

1976 року вийшов соціально-орієнтований за тематикою альбом «Svalutation», який посів 7 сходинку чарту. Назва головної пісні альбому, «Svalutation», означала економічний термін, який можна інтерпретувати як «девальвація». Сама композиція починалася словами: «І щодня бензин коштує дедалі дорожче, а ліра відступає і падає вниз, девальвація, девальвація…», таким наголосом співак критикував соціальну кризу в Італії тих часів — інфляцію, загрозу тероризму та інше, завдяки цьому пісня отримала велику популярність. Згодом співак назвав її однією з найулюбленіших своїх пісень Вона посіла 4 сходинку чарту й вийшло 348.000 платівок з нею. Іншою знаменитою піснею альбому стала «I want to know», у якій критикувалася надмірна урбанізація населення.
Цього періоду почалася співпраця Челентано з шотландським музикантом і диригентом Тоні Міммсом, який зробив найбільший внесок у створення аранжування до альбомів співака другої половини 1970-х років. Іншими аранжувальниками співака цих років стали Даніеле Байма Бескет, Натале Массара і Роберто Коломбо.
Альбоми 1977 року, «Tecadisk» і «Disco dance», ознаменували собою тимчасове захоплення Челентано стилем диско, чим він здивував своїх шанувальників. Свою несподівану для багатьох рецензентів зміну музичного напрямку Челентано пояснював тим, що диско приваблювало його своєю демократичністю, і тим, що адресат цієї музики — це найширші маси молоді.
Альбом «Disco dance» складався з римейків знаменитих пісень співака, зокрема, «Azzurro», «Pregherò», «Mondo in Mi 7a»; та двох англомовних кавер-версій до творів американських авторів. Платівка посіла 7 сходинку в чарті, її «Don't Play That Song» вийшла у Франції накладом у 983.000 платівок — що стало найбільшим успіхом співака в цій країні. Усі пісні платівки виконувались англійською мовою, а її найпопулярнішу пісню, «When Love…» («Коли любов…»), Челентано присвятив своїй дружині.
1977 року протягом 7 днів Челентано дав серію концертів на стадіонах Італії. Один із виступів транслювали 7 листопада на телеканалі Rai 1 під назвою «Arriva Il Celebre». Протягом гастролей, під час концерту на стадіоні «Діно Мануцці» в місті Чезена 28 серпня 1977 року, співак записав свій перший концертний альбом «Me, Live!» («Я живу»), який вийшов в Італії лише 1979 року.
1978 року вийшов ще один альбом Челентано у стилі диско — «Geppo il folle», який містив саундтреки до однойменного фільму «Безумство Джеппо». Платівка, перша сторона якої виконувалася англійською мовою, посіла 6 сходинку в італійських чартах.
Хоча диско-пісні у виконанні Челентано не були позбавлені властивого для нього «спілкування» зі слухачем, все ж рамки цього стилю виявилися для нього обмеженими. У наступних платівках, крім диско, була присутня музика й інших стилів. Вже в наступному альбомі «Ti avrò» («Ти будеш моєю») того року, першу сторону платівки співак виконав в консервативно-естрадному музичному плані — попроку, а друга містила ритми в стилі диско. Попри те що альбом посів 2 сходинку італійського чарту, жодна його пісня не стала класичним хітом Челентано. Найуспішнішою піснею альбому стала заголовна «Ti avrò», що очолила італійський чарт 1978 року. З цього альбому почалася співпраця Челентано з піснярем Крістіано Мінеллоно.

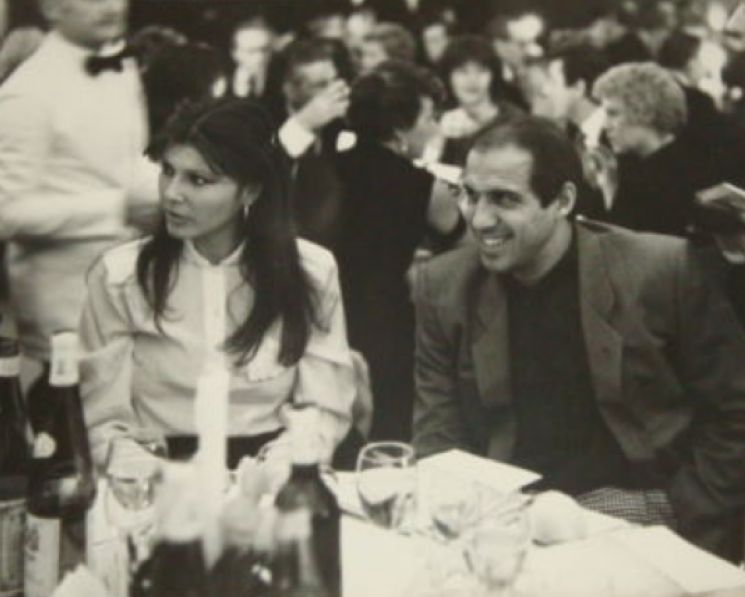
Челентано і Клаудія Морі, 1970-ті роки

1979 року Адріано відновив гастролі і повторив успіх попереднього турне, зокрема, на стадіоні «Комуналь» у Турині він зібрав 45.000 глядачів, на «Сан-Паоло» в Неаполі — 65.000, на концерті в Ріміні — 50.000. Протягом цих гастролей співак загалом зібрав 950.000 глядачів. Кульмінацією турне став концерт 16 вересня, який транслювався наживо під назвою «Страх тріумфу» («Paura di trionfo») на телеканалі Rai 2, що встановив багатомільйонний рекорд переглядів.
Того року почалася успішна співпраця Челентано з композитором Тото Кутуньйо, який написав музику до двох альбомів у стилях попроку і шансону — «Soli» («Наодинці») і «Un po' artista un po' no» («Трохи артист, трохи ні»), що стали одними з найзнаменитіших у творчості співака. Кутуньйо цього часу не лише писав музику, але й став партнером Челентано з гри в теніс та футбол. Він також створив для Челентано свій найвідоміший хіт «L'italiano» («Італієць»), але співак відмовився від нього, вирішивши виконання цієї пісні «великою відповідальністю». «Soli» протримався на вершині італійського чарту 55 тижнів, де посідав 2 сходинку 1979 року. Характерними для пісень альбому стали легкі мелодії, що добре запам'ятовуються, і прості тексти. Окрім пісень альбому «Amore no» і «Pay, pay, pay», до числа одних з найпопулярніших хітів у творчості співака потрапила «Soli», яка очолювала чарт Італії протягом 1979/80 років, вона розповідала про буденне життя пари закоханих, які відгородилися від зовнішнього світу. Ще однією особливістю платівки стало виконання англійською мовою треку «People», який був кавером однойменної пісні Барбри Стрейзенд.
Окрім цього, 1979 року вийшла збірка-антологія «Antologia (1957—1980)», яка складалася з п'яти LP-платівок, що містили пісні Челентано з 1958 по 1979 роки.

### 1980—1989: музика «нової хвилі»

#### Альбоми і пісні 1980—1987 років. Перша автобіографія

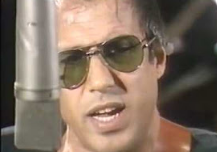
Челентано на телепередачі «Domenica in» під час виконання пісень з альбому «Uh… uh…» (1982)

Перший альбом Челентано 1980-х років «Un po' artista un po' no» посів 3 сходинку в італійському чарті 1980 року. Платівка містила один із найзнаменитіших хітів Челентано, «Il tempo se ne va» («Час минув»), який її композитор Тото Кутуньйо присвятив дочці Челентано, Розіті, пісня посіла 2 сходинку в чарті Італії. Попри те, що Кутуньйо написав музику до всіх пісень — на офіційному «кланівському» виданні альбому, крім етикетки платівки, не згадувалося про його авторство. Оформленням обкладинки альбому послужило фото з італійського видання журналу «Playboy», де Челентано зображався з фотомоделлю Памелою Праті.
Наступний альбом «Deus» («Бог») 1981 року, що посів 5 сходинку чарту, являв собою зібрання каверів (триб'ют-альбом) італійською мовою відомих пісень-хітів англомовних музикантів, зокрема, Гаррі Белафонте, Артура Крудапа, Джо Кокера, Рея Чарльза, Білла Гейлі й інших. Добірка його пісень складалася зі стилів рок-н-рол, попрок і регі. Композиція альбому «Crazy movie» («Божевільна кінокартина») також звучала у фільмі «Шалено закоханий» (у сцені, коли герой Челентано їде вулицею на роликових ковзанах).
Цього ж року канал Rai 1 випустив авторську передачу-вар'єте Челентано «Un po' artista un po' no», у якій були показані кліпи до нових та раніше опублікованих пісень співака. Окрім співака, в передачі взяли участь Орнелла Муті і Міллі Карлуччі.
У першій половині 1980-х років в альбомах Челентано, окрім попроку, з'явилася музика в стилі синті-поп, що відноситься до електронної музики, в якому синтезатор є панівним музичним інструментом. Синті-поп був частиною нової хвилі кінця 1970-х і до середини 1980-х років. Аранжувальником більшості альбомів 1980-х років став Пінуччіо Піраццолі.
1982 року на телепередачі «Domenica in» Челентано презентував фільм «Бінго-Бонго» і альбом «Uh… uh…», який містив два саундтрека до цієї комедії. Музику більшості пісень платівки, яка посіла 8 сходинку чарту, написав Джанкарло Бігацці. Тематика деяких пісень стосувалася проблем екології. Заголовна пісня, «Uh… uh…», написана Челентано, закликала до дбайливого ставлення до тварин, а «Jungla di città» звучала як послання в якому артист і його персонаж звертався до публіки з гаслом: «Досить зоологічних садів, клітин, акваріумів! Припиніть полювання! Припиніть викачувати нафту з землі!». Іншими особливостями стало залучення для підспівки у композиції «Niente di nuovo» Лоредани Берте й присвята співаком пісні «Conto Su Di Te» його сину, Джакомо.
Окрім цього, 1982 року Клаудія Морі виконала на фестивалі в Санремо пісню «Non succederà più», що очолила італійський чарт й мала певний комерційний успіх також в Іспанії, Франції та Німеччині. Вона містила вокальне інтермеццо з Челентано. Цей успіх допоміг подружній парі пережити у, якійсь мірі, кризовий час, викликаний романом Адріано з Орнеллою Муті, і тому її текст трактувався як автобіографічний. Цього часу вийшла перша автобіографічна книга Челентано «Рай — це білий кінь, який ніколи не втомлюється» («Il paradiso è un cavallo bianco che non suda mai»), у співавторстві з журналісткою Лудовікою Ріпа ді Меана. У книзі він згадував свою молодість, любовні романи, говорив про дружину, дітей і роботу, висловлював свої погляди. Артист запевняв, що для нього існує тільки три речі: будинок, церква і кіно.
У жовтні 1983 року вийшов альбом «Atmosfera» («Атмосфера»), який презентувався співаком у телепередачах «Domenica in» і «Fantastico» 4 сезону. Платівка, що повністю складалася з нових пісень, посіла лише 18 сходинку у чарті Італії, що стало одним з найнижчих показників серед інших робіт співака.
У 1984 і 1986 роках вчергове вийшли триб'ют-альбоми «I miei americani» і «I miei americani 2» («Мої американці»), до яких знову увійшли каверів пісень англомовних виконавців, зокрема: «Boney M.», «The Beatles», Ненсі Сінатра, Рея Чарльза, «The Platters», Елвіса Преслі, «The Art Company», Білла Гейлі, Пола Анки, Літл Річарда й інших. Всі пісні альбомів, як і попереднього «Deus», переклали італійською мовою із дещо зміненим аранжуванням. «I miei americani» мав великий успіх, він посів 1 сходинку італійського чарту 1985 року й став двічі платиновим в Італії, його наклад склав понад 500 000 копій. Альбом у певному сенсі став одним із найважливіших у кар'єрі Челентано, з його виходом розпочався новий період збільшення популярності співака, яка на середину 1980-х років почала спадати, що надалі було підкріплено серією успішних телевізійних і звукозаписних сезонів. Також це один із перших його альбомів, що вийшли на CD. «I miei americani 2» вийшов у зв'язку з успіхом попереднього альбому, він посів 4 сходинку чарту, теж став двічі платиновим в Італії й вийшов накладом понад 400 000 копій. Шостий її трек, «Seguirò Chi Mi Ama», Челентано виконав в дуеті з Клаудією Морі. Обидві платівки «I miei americani» презентувалися співаком на телешоу «Fantastico».
В листопаді 1985 року вийшов альбом «Joan Lui», який містив саундтреки до однойменного фільму «Джоан Луй». Платівка, пісні якої, як і фільму, стосувалися релігійної тематики, вважається маловідомою у творчості Челентано, вона посіла 4 сходинку у чарті Італії 1986 року. Окрім Челентано, в альбомі присутні вокали Ріти Расік і Клаудії Морі, хору хлопчиків та симфонічного хору театру «Ла Скала», а у створені музики брав участь Ритмічний оркестр Мілана.
1987 року вийшов альбом «La pubblica ottusità» («Загальна тупість»), тематика деяких його пісень зачіпала політичні питання. Великому успіху альбому сприяло виконання Челентано його пісень на телешоу «Fantastico» 8 сезону. Альбом очолив італійський чарт й отримав п'ятикратну платинову сертифікацію, його наклад склав понад 1 мільйон копій. Пісня альбому, «L'ultimo gigante» («Останній гігант»), зазвичай відкривала телешоу «Fantastico», а «È ancora sabato» («І знову в суботу») завершувала його. А «Dolce Rompi» («Солодка перерва») виконувалася на телешоу у рекламі присвяченого його спонсору, відомому бренду кави «Splendid». Платівка містила сім раніше не опублікованих пісень, а також композицію «La luce del sole», саундтрек фільму «Джоан Луй». 
Також того року вийшла збірка-антологія «Antologia 1957—1987», яка складалася з шести LP-платівок, що містили пісні Челентано за всю його кар'єру.

#### Фільми 1980-х років. Четверта режисура
Протягом 1980-х років Челентано грав в кіно лише головні ролі. Картини за його участю робили сенсаційні збори, але жодна з них не піднялася над середнім рівнем розважальної кіноіндустрії, гонорари актора в середньому досягали мільярда лір за фільм.
1980 року вийшло три кінокомедії за участю Челентано. Комедія «Ось рука» Паскуале Фести Кампаніле, що складалася з двох новел, стала першим фільмом актора, який подолав позначку в 10 мільярдів лір за зборами в кінотеатрах. Челентано зіграв у другій новелі, під назвою «Священник-танцюрист», де він виконав роль священника-танцюриста, який любив відвідувати танцмайданчики і дискотеки, його асистенткою у фільмі стала Ліллі Караті. Інша картина того року, «Господарка готелю» Паоло Кавари, де окрім Челентано, у головних ролях знялися Клаудія Морі і Паоло Вілладжо, була знята за класичним твором, п'єсою венеційського драматурга Карло Ґольдоні «Шинкарка». Саме цього року вийшла одна з найкращих робіт актора — «Приборкання норовистого», де Челентано зіграв холостого фермера-жінконенавистника, а Орнелли Муті) закохану в нього світську львицю. Фільм посів друге місце за касовими зборами в Італії за сезон 1980/81 років, в прокаті він зібрав 14 мільярдів лір. Успіх фільму обумовлений і тим, що він в пародійному ключі повторює ситуацію шекспірівської комедії «Приборкання норовливої». У фіналі фільму використали пісню Челентано «Innamorata, Incavolata Vita», що посіла 18 сходинку в чарті Італії 1981 року.

Челентано і Орнелла Муті, кадр з фільму «Приборкання норовистого» (1980)

1981 року з'явилася не менш успішна комедія — «Шалено закоханий», з тим же зірковим дуетом Адріано й Орнелли. Сюжет фільму аналогічний відомій американській стрічці «Римські канікули» (1953) Вільяма Вайлера. Челентано зіграв водія автобуса, який закохався в принцесу у виконанні Муті. У іншій комедії цього року, «Ас», Челентано зіграв роль карткового шулера, а його партнеркою стала Едвіж Фенек, що виконала роль дружини його персонажу.
У наступному фільмі Паскуале Фести Кампаніле «Бінго-Бонго» 1982 року, Челентано зіграв роль людини-мавпи на ім'я «Бінго-Бонго», персонажа аналогічного Тарзану. Ця роль стала однією з найнезвичайніших у кінокар'єрі Челентано, актору майже не довелося вчити текст, оскільки його персонаж видавав нерозбірливі звуки, що нагадували звірине гарчання. Тільки в фіналі фільму він починав говорити людською мовою та пристосовуватися до умов і законів життя сучасного цивілізованого суспільства, до якого потрапив (мова у фільмі йшла про Мілан — рідне місто Адріано). За задумом режисера, картина була алегоричною притчею про людину і природу. Цього разу його партнеркою у фільмі стала французька акторка Кароль Буке, яка зіграла вчену-антрополога. Комедія «Бінго-Бонго» передувала проблематиці майбутнього фільму Челентано «Джоан Луй». Окрім цього, 1982 року вийшов ще один фільм — «Гранд-готель „Ексельсіор“», у якому Челентано виконав роль господаря, а Енріко Монтезано його підлеглого.
1983 року Челентано зіграв роль письменника-улюбленця жінок у комедії «Особливі прикмети: Чарівний красень», а Федеріка Моро — дівчину закохану у нього. У другій новелі фільму Серджо Корбуччі «Сінг-сінг» того року Челентано виконав роль детектива-поліцейського, цього разу його партнеркою стала акторка Маріна Сума. Новела була пародією на популярний у 1970-х роках кіножанр джалло.

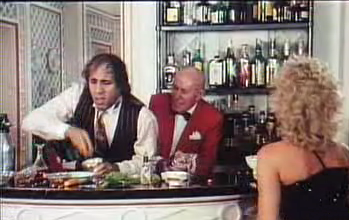
Челентано і Раффаеле Ді Сіпіо, кадр з фільму «Гранд-готель „Ексельсіор“» (1982)

У наступній комедії Енріко Ольдоїні «Він гірший за мене» 1984 року, на знімальному майданчику Челентано знову зустрівся з Ренато Поццетто. Обидва актори зіграли двох найкращих друзів, улюбленими захопленнями яких були класичні автомобілі та розіграші один одного й людей навколо. Партнерку Челентано у фільмі зіграла Келлі Ван дер Вельден. Картина посіла восьме місце за популярністю серед блокбастерів Італії сезону 1984/85 років.
25 грудня 1985 року відбулася прем'єра третьої режисерської роботи Челентано — «Джоан Луй», де він зіграв Месію, посланого вдруге на Землю незадовго до кінця світу. Картина стала провальною, попри фантастичну амбітність задуму, насичене музичне оформлення протягом всього перегляду, на зразок мюзиклу, композитором якого став Челентано, й колосальний бюджет у 20 мільярдів лір. Фільм зібрав у прокаті всього 7 мільярдів, отримавши негативні відгуки критиків, хоча в Німеччині та СРСР мав успіх. Глядачі відзначили сумбурність сюжету, відсутність основної ідеї картини, невдалий сценарій. Окрім Челентано, основні ролі у фільмі виконали Клаудія Морі, Марта Келлер і Федеріка Моро. Заради можливості давати в своїх кінотеатрах по чотири сеанси на день і отримувати від цього великі доходи, прокатники, без відома Челентано, урізали фільм на пів години, що викликало особливий гнів актора, який погрожував подати на них до суду. За словами Челентано, це вплинуло на збитковість фільму, роблячи його незрозумілим для глядачів. Рішення випустити фільм на екрани на Різдво теж не допомогло його успішному прокату.
1986 року Челентано разом з американською акторкою Деброю Фойєр знявся в пригодницькій комедії «Буркотун», де зіграв роль адвоката. Фільм став останнім у співпраці Челентано з дуетом Кастеллано і Піполо, після чого артист зробив п'ятирічну паузу в зйомках.

#### Концерт у Москві. «Fantastico 8»
14 червня 1987 року, після восьмирічної концертної перерви, на запрошення радянської спілки кінематографістів, Челентано разом із Клаудією Морі прибув до Москви на прем'єру свого фільму «Джоан Луй» у кінотеаті «Октябрь». Попри свою аерофобію він вирішив прилетіти до СРСР літаком. Співак дав два двогодинних концерти у спорткомплексі «Олімпійський», збори від одного з виступів передано до «Фонду виживання людства». Окрім цього Челентано зустрічався з відомими радянськими митцями і вченими розмовляв по спецзв'язку з космонавтом Олександром Александровим і заспівав для мешканців станції «Мир» пісню «Azzurro». Центральне телебачення СРСР записало телеверсію концерту. У 1970—1980 роках Адріано був дуже популярний у СРСР, згодом співак констатував, що йому з цієї країни приходило безліч листів, переважно від жінок, але прочитати їх він не міг, бо ніхто не писав італійською. Надалі співак багаторазово отримував запрошення знову виступити у Росії, але він завжди відмовлявся.
1987 року, на запрошення керівництва держтелерадіокомпанії RAI, Челентано став ведучим і автором телепередачі «Fantastico» восьмого сезону. Передача транслювалася щотижня суботнього вечора на каналі Rai 1, старт виявився вдалим і Адріано бере участь у 14 випусках, які тривали з 3 жовтня 1987 року до 6 січня 1988-го. Телевізійному керівництву Челентано поставив умову — ніякого контролю над веденням передачі. «Fantastico» мало музичну спрямованість, у ній співак виконав близько трьох десятків пісень. На кожній передачі він висловлював довгі монологи на різні питання, наприклад: про Бога і світ, виступав проти атомної енергетики і забруднення навколишнього середовища. Під час своїх монологів Челентано робив довгі паузи мовчання, що викликало багато критики серед публіки на його адресу. «Fantastico» було поєднане з телевізійним розіграшем італійської лотереї — «Lotteria Italia», яку теж вів Челентано.
Окрім цього «Fantastico 8» відзначилося епатажними витівками Челентано, що дало високий глядацький рейтинг і викликало багато полемік у пресі. У першій серії Челентано скасував традицію з рекламними паузами по п'ять хвилин. Адріано перетворив передачу на комічне шоу, яке збирало аудиторію у 13 мільйонів глядачів кожен вечір. На передачі Челентано чергував комічну гру з серйозними речами. Без згоди керівництва, він покликав акторку театру Франку Раме прочитати драматичний уривок про сексуальне насильство над нею самою, а потім запросив ще й її чоловіка — Даріо Фо (майбутнього Нобелівського лауреата з літератури). Тоді Раме і Фо були ще маловідомі, й тому Челентано поручився за них — ця витівка викликала велике невдоволення телекерівництва. Коли Челентано заявив з телеекрана: «Я — за мир. Якщо ви теж виступаєте за мир, то вимкніть на п'ять хвилин свої телевізори», дві третини з дванадцяти мільйонів італійців виконали його прохання.

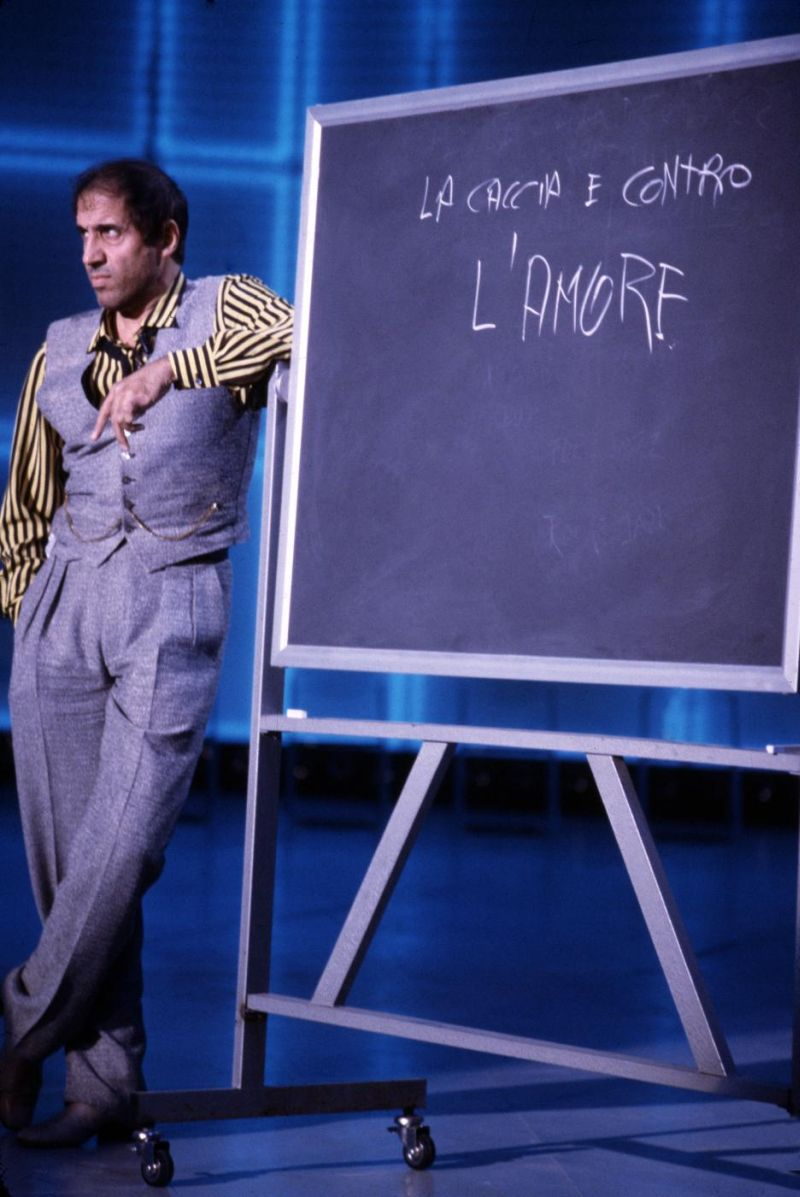
Челентано на телешоу «Fantastico 8» 7 листопада 1987 року поряд з гаслом «Полювання проти любові» (іт. «la caccia e contro l'amore»)

Найгучнішою подією передачі стало: напередодні всеіталійського референдуму, однією з тем якого була екологія, у день, коли агітацію заборонено, у випуску 7 листопада Челентано виступив з монологом проти полювання і продемонстрував відеокадри Greenpeace — криваві вбивства дитинчат тюленів торговцями хутра. У монолозі Челентано назвав себе «сином тюленя», написав на дошці гасло «Полювання проти любові» (іт. «la caccia è contro l'amore») і закликав виборців писати його на бюлетенях, при цьому допустивши грубу орфографічну помилку — слово «è» він написав без акценту зверху, пізніше це викликало цілу серію критики на його адресу. Челентано отримав прізвисько «Король невігласів», яке згодом стало назвою наступного альбому. Як тільки Челентано закінчив свій відомий монолог і пішов за лаштунки, його оточили керівники телебачення та режисер передачі, які зажадали від нього зам'яти інцидент. Через 10 хвилин Челентано знову з'явився перед телекамерами і заявив: «Я хочу внести корективи у свій виступ. Голосуйте, як хочете, нічого не пишіть на бюлетенях, але пам'ятайте, що полювання — це жорстокість щодо будь-якого життя». Наступного дня почався скандал — багато політичних діячів висловили своє обурення виступом Челентано і вимагали його покарання. Керівники телеканалу оштрафували Челентано, вирахувавши з його гонорару 200 мільйонів лір і зажадали від нього узгоджувати з ними тексти його майбутніх монологів. Справжні неприємності для артиста почалися після підрахунку голосів референдуму. Кілька тисяч виборців написали на бюлетенях підказану Челентано їм фразу. Бюлетені були анульовані. Демарш Челентано розцінений судовою владою як замах на «політичні права громадян». За законом ця витівка загрожувала йому тюремним строком від одного до п'яти років. На судовому процесі, який тривав тиждень, адвокати Челентано вибрали для нього наступну лінію захисту: «Я людина імпульсивна, яка нічого не розуміє в законах. Коли мені пояснили мою помилку, я виправив її перед телекамерами і сказав десяти мільйонам глядачів, які дивилися передачу, що я був неправий». Співакові пощастило, його виправдали, судову справу закрили 1989 року. Фраза «син тюленя» потім стала назвою одного з офіційних фан-клубів Челентано, який проіснував недовго.
Гостями Челентано на програмі були: Микита Михалков, Олена Сафонова, Джина Лоллобриджида, Лайза Міннеллі, Дзуккеро,  Альберто Сорді, гурт «Matia Bazar», Енріко Руджері, Руперт Еверетт, Петсі Кенсіт, Стівен Ван Зандт, Чак Беррі, гурт «Bee Gees», Федеріка Моро, Пітер Ґебріел, Елтон Джон, Літл Річард й багато інших. 
Наприкінці участі Челентано на телепроєкті, його відносини з керівниками RAI були зіпсовані на тривалий час. Участь Адріано на «Fantastico» викликала багато відгуків у ЗМІ: Джорджо Бокка назвав Челентано «талановитим кретином», артиста порівнювали з персонажем Джорджа Орвелла — «Великий Брат», деякі журналісти бачили в його діяннях схожість з сюжетом фільму «Телемережа» і елементи геніальності. 1988 року вийшла автобіографічна книга Челентано «Il Profeta ei Farisei» («Пророк і фарисеї»), заснована на його телевізійному досвіді.

### 1990—1999: усучаснене звучання

#### Альбоми і пісні 1991—1994 років. Відхід від кіно. Євротур
Дев'яності роки стали новим етапом в музичній кар'єрі Челентано, він почав співпрацювати з новими авторами, випускаючи нові музичні альбоми. Найгучніший телевізійний досвід, який тільки пам'ятало державне телебачення на «Fantastico», залишило слід і на його авторі — Челентано. Після «Fantastico» грайливий образ Адріано перемінився, з цього моменту співак, за власним визнанням, став більше цікавитися політикою, дивитися новини і читати газети. В інтерв'ю щомісячнику «Пріма Комунікаціоне» він констатував: «Я був королем невігласів, так, але я міг жартувати і сміятися. Тепер я щодня читаю газети, але більше не сміюся».

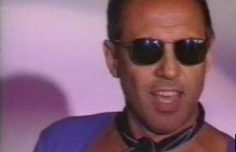
Челентано в образі «Короля невігласів», кадр з телепередачі «Notte Rock» (1991)

Восени 1991 року вийшов альбом в стилі поп-року і синті-попу «Il re degli ignoranti» («Король невігласів»), який складався як з нових треків, так і з трьох римейків раніше опублікованих пісень співака. Для надання своїй музиці сучаснішого звучання, Челентано запросив нову команду аранжувальників. Під час запису платівки Челентано залучив своїх дітей, як виконавців бек-вокалу, й також став аранжувальником. У альбомі засуджувалися події міжнародної політики і соціальні проблеми, зокрема: загрози третьої світової війни і війни в Перській затоці 1990—1991 років у піснях «La Terza Guerra Mondiale» і «L'Uomo Di Bagdad, Il Cow Boy E Lo Zar». Альбом розійшовся накладом 500 000 копій, отримав платинову сертифікацію й посів 3 сходинку в чарті Італії.
На підтримку альбому 5 листопада 1991 року, ввечері, на каналі Rai 1, співак виступив у двогодинному спецвипуску телепередачі «Notte Rock» («Нічний рок»). У рамках передачі співак опублікував 5 пісень з нового альбому, відповідав на питання міланських студентів та показав два відеокліпи (до пісень «Il re degli ignoranti» і «Fuoco»), у зніманні яких взяла участь його дочка Розіта. Також у програмі брали участь журналісти Енцо Б'яджі і Вінченцо Молліка та американська фотомодель Енджі Евергарт. Челентано відмовився від гонорару за участь передачі. Того ж року вийшла третя однойменна автобіографія Челентано — «Il re degli ignoranti».
12 і 19 грудня 1992 року Челентано разом з журналістом Бруно Гамброттою був ведучим телешоу у двох епізодах «Svalutation», на якому виконав 13 своїх славнозвісних пісень. Гостями телепередачі стали: Паоло Россі, Клаудіо Бальйоні, Джанні Моранді, Джованотті і Франческо Баччіні. Співак з Генуї, Баччіні, включив до свого альбому «Nomi e Cognomi» («Імена і прізвища») пісню з назвою «Адріано Челентано». В тексті пісні Баччіні критикував поведінку Челентано, яку вважав удаваною побожністю, пропонуючи йому обмежитися просто співом. Челентано запросив його у свою телепередачу в ім'я свободи висловлення думки. Протягом телешоу Адріано вдалося досягти неможливого — він переконав гостей-артистів завершити останню серію в піжамі. Передача мала успіх, пік переглядів становив 8 мільйонів глядачів.
1992 року Челентано повернувся у кіно, виконавши головну роль садівника на ім'я Фуріо у фантастичній комедії «Джекпот», ставши одним з авторів сценарію. Фільм виявився вкрай провальним у комерційному плані, він зібрав лише 105 мільйонів лір, при витратах у 18 мільярдів. Не менш негативними були оцінки кінокритиків, які назвали картину найгіршим фільмом італійського кіно. Фільм завершив кінокар'єру Челентано, він погодився з критиками і визнав, що стрічка мала багато недоліків. Надалі свою відмову від кінозйомок він пояснював тим, що йому це набридло і бракувало хороших сценаріїв.
27 листопада 1994 року Челентано презентував на телеканалі Rai альбом «Quel Punto» («Цей пункт»), який надалі посів 4 сходинку в італійському чарті. Як і попередній альбом, «Quel punto» містив 5 римейків раніше опублікованих пісень співака. До альбому потрапив ремікс пісні «Uh … uh …» 1982 року. Оскільки ді-джей, що створив ремікс до цієї пісні, заявив про порушення авторських прав, перше видання альбому на деякий час вилучили з продажу. Пісні альбому окрім любовних тем, порушували соціальні та світові проблеми, зокрема, у пісні «La casa dell'amore» згадувався голод і війна у Боснії, а у головному треці, «Quel Punto», Челентано як набожний католик з соціалістичними ідеалами, критикував одностатеву любов, штучне переривання вагітності та транссексуалів, через яких, на його думку, жіночність у небезпеці — це викликало бурхливі протести феміністського руху і секс-меншин. Особливістю альбому стала пісня «Ja tebia liubliu» («Я тебе люблю»). У приспіві цієї пісні, Челентано співав фразу «Я тебе люблю» п'ятьма мовами: італійською, російською, французькою, англійською та німецькою. Завдяки цьому пісня стала дуже популярною у російськомовних слухачів.
Восени 1994 року співак провів концертне турне, що дебютувало 29 вересня на стадіоні «La Favorita» у Палермо. Майже весь жовтень співак давав аншлагові концерти у таких містах Італії як Кава-де-Тіррені, Барі, Рим, Пескара, Флоренція, Болонья, Тревізо, Турин. 28 жовтня співак прибув до Парижа, листопад пройшов з виступами у Брюсселі, Цюриху, Кельні, Дортмунді, Берліні, Мангаймі, Штутгарті і Монако. Турне супроводжувалося оркестром з 22 музикантів під керівництвом Тоні Міммса. Протягом виступів репертуар Челентано становив 17 пісень різних років, серед яких була лише одна нова — «Attraverso Me». 18 листопада, у міланському спорткомплексі «Forum di Assago», відбувся завершальний концерт турне, який транслювався у прямому ефірі телеканалу Rai 1, під назвою «Adriano Celentano Live», що зібрав 7,2 мільйони глядачів. Хоча італійська преса і поспішила назвати турне невдалим, однак під час гастролей було зареєстровано рекорд продажу квитків — 500 000 екземплярів, таким чином Челентано довів, що й за кордоном він не втратив свою популярність. Співак зберіг свою популярність і в епоху важкого року.
В середині 1990-х років у Челентано з'явилися плани відкрити ресторан і створити власний телеканал (так зване «піратське телебачення»). Спочатку ця ідея зацікавила телекомпанію RAI, але незабаром її керівництво, здало в архів цей проєкт. Невдача з відкриттям власного ресторану і телебачення спричинили появу боргів у співака в 3 мільйони доларів.

#### Альбоми і пісні 1995—1999 років. «Francamente me ne infischio»
1995 року співак випустив єдиний альбом реміксів — «Alla corte del remix». Диск містив 12 реміксів до найвідоміших композицій Челентано, зокрема: «Susanna», «Il ragazzo della via Gluck», «Prisencolinensinainciusol», «Pregherò». Альбом виконувався у стилях євроденс, що стало новим експериментом співака. У його створенні взяли участь багато інших музикантів, зокрема Alex Party, Скетмен Джон. При створенні альбому не використовувався вокал з оригінальних пісень — спеціально для нього Челентано записав вокальні партії спочатку. До офіційного видання диску додавався буклет з коміксами, в яких персонаж Челентано іменувався як «Supermolleggiato» («Суперпружинка»).
27 вересня 1995 року Челентано виступив на благодійному концерті, присвяченому хворим дітям у французькому місті Лурд у «Базиліці Святого Пія X», в присутності 18.000 глядачів. Концерт організувала спільнота італійських співаків і музикантів, зокрема Могол і Джанні Моранді.
6 травня 1996 року вийшов альбом «Arrivano gli uomini» («Сюди приходять люди»), для його запису Челентано запросив американського гітариста Майкл Томпсон і аранжувальника Фіо Дзанотті, надалі ці музиканти взяли участь у записі цілого ряду його альбомів; а для приспіву у головній пісні «Arrivano gli uomini» він залучив дитячий хор. Одним з  авторів пісень став син співака — Джакомо, який написав музику до пісні «Vento d'estate». За винятком композиції «Scusami», яка була римейком пісні Челентано «(Please) Stay a little longer» 1978 року, альбом складався з нових пісень. Попри активну презентацію на німецькому та італійському телебаченні, — альбом не мав бажаного комерційного успіху, Челентано так і не вдалося його випуском владнати свої фінансові проблеми, через що з'явилися чутки про захід музичної кар'єри співака. Він посів 8 сходинку у чарті 1996 року та став двічі платиновим в Італії, його наклад склад понад 200.000 копій. 
27 вересня 1997 року — Адріано, на запрошення, виступив на 23-му італійському Євхаристичному конгресі церковно-духовного зібрання католицького світу, на якому був присутній Іван Павло II. Концерт відбувся у Болоньї, співак виконав три пісні: «Preghero», «Ciao ragazzi», «Disse».
1998 року Клаудія Морі запропонувала чоловікові записати з Міною спільний студійний альбом «Mina Celentano», який вийшов 14 травня. Альбом мав великий успіх, він очолив чарт Італії й став одним з найтиражованіших у творчості Міни (понад 1.6 мільйони копій в Італії і 1 мільйон поза її межами). Аранжувальниками альбому, музика якого була представлена стилями попрок, шансон і європоп, стали, син Міни — Массімільяно Пані і Марко Ваккаро. Популярність композиції на апулійському діалекті «Che t'aggia di» («Що такого я сказала») з альбому була настільки велика, що було ухвалено рішення створити анімаційний музичний відеокліп, який виявився не менш вдалим, ніж сама пісня, він транслювався на каналі Rai 1. Видання альбому містило буклет з коміксами, де Челентано і Міна були зображені у вигляді антропоморфних гусей, а також колекцію фотографій обох артистів. 
З випуском 6 травня 1999 року альбому «Io non so parlar d'amore» («Я не вмію говорити про любов»), у творчості Челентано почалася нова епоха — співпраці з композитором Джанні Белла і поетом-пісенником Моголом, протягом якої між 1999—2007 роками вийшло п'ять успішних альбомів, особливістю цієї колаборації стала характерна лірична музика на любовні теми. «Io non so parlar d'amore» мав великий комерційний успіх, італійські критики дали альбому високі оцінки та відносять його до одних з найуспішніших робіт співака. Альбом отримав тричі «діамантову» сертифікацію в Італії, вийшов накладом 2.2 мільйони копій, очолив італійський чарт й протримався 70 тижнів у його «Топ-20». Основною темою всіх пісень альбому стало оспівування любові у всіх її проявах. Пісня альбому «L'emozione non ha voce» вважається однією з найкрасивіших в репертуарі співака, музичний критик Массіміліано Бенеджі, вважав, що їй не вистачило часу, щоб стати «піснею 20-го століття» в Італії; 2009 року сингл з нею отримав «платинову» сертифікацію, його продажі склали більше 2 мільйонів копій. Іншою особливістю диску стала пісня «L'arcobaleno» з анімаційним відеокліпом, присвячена знаменитому італійському музиканту, другу Челентано й Могола, Лучіо Баттісті, що помер 1998 року. До пісень «L'emozione non ha voce», «Gelosia» теж зняли відеокліпи.
На думку критика Массіміліано Бенеджі, альбом «Io non so parlar d'amore» ознаменував собою «велике повернення» Челентано на сцену після випуску «малозрозумілих» критикам альбомів. Після успіху телешоу «Fantastico» 1987 року, для Челентано почалося десятиліття труднощів, які були улюбленими темами преси: альбом «Il re degli ignoranti» був дуже далекий від «творчого генія» співака, а наступні диски, «Quel Punto» і «Arrivano gli uomini», були комерційно провальними. Після випуску альбому «Mina Celentano» в італійської публіки «відродилася любов» до артиста, але Челентано цього було недостатньо: він хотів «дати ще більше», і не тільки в «музичному ключі», тому співпраця з Моголом і Беллою виявилася «чудовою можливістю» для цього.
Ще 1997 року телекомпанія RAI запропонувала Адріано випустити мегашоу «Il Conduttore» («Провідник»), у зв'язку з цим був укладений контракт. Проте, незабаром, цей проєкт був зупинений. Адріано виступив проти RAI та оголосив, що компанія не виконує свої контрактні зобов'язання і не пропускає його програму, справа закінчилася судом, який змусив телекомпанію готувати новий телепроєкт співака. В результаті, з 7 жовтня 1999 року на телеканалі Rai 1 щотижня виходило власне телешоу Челентано у 4 епізодах під назвою «Francamente me ne infischio» («Сказати по правді — мені наплювати»), яке, на додачу, ще й стало презентацією альбому «Io non so parlar d'amore». У телешоу було об'єднано музику з соціально-політичними питаннями, а співведучою Челентано була запрошена акторка Франческа Нері. Гостями телешоу стали: Лучано Ліґабуе, Ману Чао, Компай Сегундо, Jamiroquai, Горан Брегович, П'єро Пелу, Том Джонс, Джо Кокер, Девід Бові, Б'яджо Антоначчі, Тео Теоколі, співачка Nada, Макс Пеццалі й інші. На телешоу Челентано виконав 16 пісень, серед них — 5 з нового альбому. Окрім своїх пісень, співак виконав ще й пісню Джорджо Габера «Il conformista» («Конформіст»). Крім виконання пісень, однією з частин програми було використання різного документального відеознімання, підготовленого Челентано, які зачіпали серйозні і «незручні» теми, наприклад: досліди на тваринах, педофілію, приведення у виконання смертного вироку в Гватемалі й багато іншого. Широкий план страти, з контрольним пострілом у потилицю та інші кадри шокували публіку. Таким чином Челентано пропагував близькі йому ідеї та хотів привернути увагу громадськості до цих проблем: від боротьби за скасування смертної кари — до допомоги африканським голодуючим. Мети співак досягнув — телешоу спровокувало запеклу полеміку серед італійської громадськості. Окрім цього, співак, відчуваючи себе не зовсім «затишно» на тлі лише схвальних відгуків, щодо його нового альбому, транслюючи скандальні кадри, хотів ще й викликати хоч якусь критику на свою адресу. Для знімання був обраний цех колишнього авіазаводу в Мілані, який переобладнали під концертний зал з глядачами, музикантами й оркестром під керівництвом Фіо Дзанотті. Телешоу мало успіх, 2000 року на фестивалі «Золота троянда» передачу нагороджено призом «Срібна троянда».
Також 1999 року вийшла збірка (бокс-сет) «Questa E' la Storia di Uno di Noi» («Це історія одного з нас»), що складався з 26 дисків з альбомами Челентано, що вийшли між 1965—1999 роками.

### 2000—2009: повернення успіху

#### Альбоми і пісні 2000—2005 років. «125 milioni di caz..te»

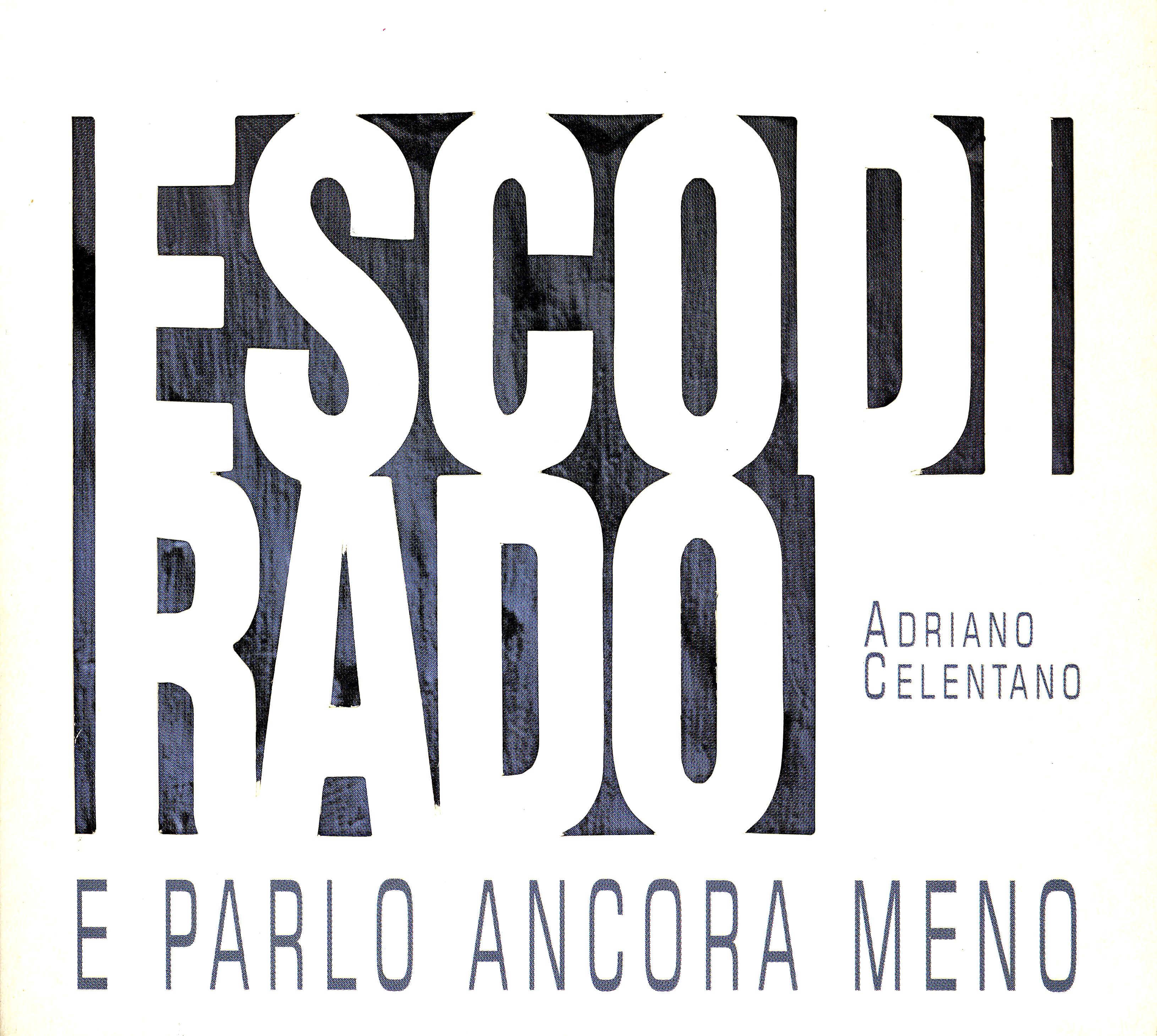
Обкладинка альбому «Esco di rado e parlo ancora meno» (2000)

На тлі великого успіху «Io non so parlar d'amore» Челентано вирішив продовжити співпрацю з авторами Белла-Могол — 10 листопада 2000 року він випустив альбом «Esco di rado e parlo ancora meno». Цей диск знову приніс співаку великий комерційний успіх, він очолював італійський чарт протягом 2000/01 років, попри те, що «Io non so parlar d'amore» все ще входив до «Топ-50» найпродаваніших альбомів Італії, його наклад склав 1.8 мільйона копій. В Італії альбом став тричі «діамантовим», у Європі «платиновим», а у Швейцарії «золотим». За цей альбом Челентано здобув премію «Italian Music Awards» 2001 року, як «найкращий виконавець». Хоча альбом відноситься до числа одних з найуспішніших в кар'єрі Челентано, він отримав нижчі оцінки та названий італійськими критиками «менш переконливим», ніж попередній. Альбом повністю складався з нових пісень, в стилях попрок, давнтемпо, євроденс і сальса. Окрім теми любові, у піснях альбому Челентано знову порушував соціально-політичні питання, зокрема композиція «Il figlio del dolore» («Син болю»), виконана співаком спільно з Надою та хором «The Bulgarian Voices „Angelite“», стосувалася проблеми аборту, який неможливий навіть у випадку, якщо жінка завагітніла в результаті зґвалтування під час війни. У епічній політико-філософській композиції «Io sono un uomo libero» («Я вільна людина»), написану Івано Фосатті, Челентано заявляв про свою свободу і утримання від політичних партій («... ні правих, ні лівих ...» («...né destra né sinistra...»)), а її перший рядок, «Виходжу рідко, а кажу ще рідше», послужив назвою альбому, ці слова характеризували спосіб життя співака цього часу, через його спорадичні появи на публіці.
З 26 квітня 2001 року на підтримку альбому на каналі Rai 1 транслювалося чотирисерійне телешоу «125 milioni di caz..te». Челентано вів передачу, а його співведучою була акторка Азія Ардженто. Гостями передачі були: Браян Адамс, Енцо Янначчі, Антоніо Альбанезе, Джуліано Ферарра, Фіорелло, Джорджо Ґабер, Джорджо Панаріелло, гурт «Lùnapop», Shaggy, Кармен Консолі, Giorgia, Марко Мазіні, Даріо Фо й інші. У декораціях студії проведення телешоу Челентано відтворив «вулицю Глюка», реконструювавши схожий квартал в «ідеальному», за його уявленням місті. У цьому «ідеальному» місті проходив водний канал, були будинки і навіть в'язниця. Як і в попередньому телешоу було розміщено оркестр під керівництвом Фіо Дзанотті.
За будовою телешоу було аналогічним попередньому телепроєкту Челентано: у передачі обговорювалися соціальні питання і виконувалася музика. Протягом телешоу співак виконав понад два десятки пісень (з них 7 пісень з нового альбому). Назва передачі перекладається як «125 мільйонів тонн фігні», така назва пояснювалася словами:
Ситуація в Італії і у світі викликає все більші побоювання: війна в Ізраїлі, глобальне потепління, Боснія, випробування нової атомної бомби... Мене багато що турбує. Однак найгірше те, що люди сприймають трагічні події як якусь звичайну "фігню". Ось що найстрашніше — звідси і назва— Челентано
У передачі Челентано висловив монолог з критикою закону «мовчазної згоди» на користь донорства органів — що викликало безліч полемік в суспільстві. Також телешоу мало і гумористичну складову, прикладом цього була сцена, де за сценарієм Джорджо Габер разом з Антоніо Албанезе, Даріо Фо, Енцо Янначчі і Челентано грали партію в карти і всі п'ятеро співали разом «Ho visto un re» («Я бачив короля»). На передачі стався і неприємний інцидент — в одному з випусків, під час номера з Даріо Фо, Челентано, жартуючи, невдало підстрибнув, впав і зламав ногу, але попри цей факт, шоу не закрили, і йому довелося вести наступні серії з гіпсом на нозі. В рамках телешоу транслювався трисерійний детективно-сатиричний серіал з політичною підосновою «Інспектор Глюк» («L'ispettore Gluck»), створений за сценарієм Карло Лукареллі, де Челентано зіграв головного персонажа. У серіалі порушувалися теми поширення ГМО, смертної кари і екології.
15 листопада 2002 року вийшов один з найвідоміших альбомів співака «Per sempre» («Назавжди»), який являв собою поєднання сучасної музики та пісенних традицій 1960-х років, його музика була представлена жанрами поп, рок і електроніка. Диск, що вийшов накладом 900 000 копій, очолював чарт Італії протягом сезону 2002/03 років. Особливістю альбому став перший трек альбому, «Confessa», який є однією з найпопулярніших пісень Челентано в пострадянських країнах. Крім традиційної команди музикантів: дуету Могол — Белла, аранжувальника Фіо Дзанотті, гітариста Майкла Томпсона, для запису альбому було запрошено два відомих кантауторе — Пачіфіко і Франческо Гуччіні, які написали пісні «I passi che facciamo» та «Vite» відповідно. Окрім цього, учасником запису став славетний джазовий піаніст, багаторазовий володар премії «Греммі» — Чика Коріа.
6 березня 2004 року як запрошений гість співак був присутній на фестивалі в Санремо, де виконав лише одну пісню — «Rip it up». 12 листопада того року вийшов альбом «C'è sempre un motivo» («Завжди є причина»), що очолював чарт Італії протягом 2004/05 років. Диск, представлений стилями босанова, попрок, ритм-енд-блюз і шансон, вийшов накладом 700 000 копій. 14 жовтня 2005 року вийшов повторний реліз альбому, до якого додатково увійшла пісня на музику Паоло Конте «L'indiano» («Індіанець»), яка посіла 10 місце в італійському чарті. Особливістю альбому стало виконання іншими, окрім італійської, мовами — пісні «Lunfardia», написаної відомим бардом Фабріціо Де Андре, незадовго до своєї смерті, аргентинським діалектом «лунфардо». І римейку пісні «Il ragazzo della via Gluck», що увійшов до альбому під назвою «Quel casinha», яку Челентано виконав в дуеті з Сезарією Еворою — креольською мовою, в народному ритмі Кабо-Верде. Також Евора брала участь у зніманні відеокліпу до цієї пісні. Останнім треком альбому став «Vengo dal jazz», кавер знаменитої пісні «Bensonhurst Blues» американського музиканта Арті Каплана 1973 року, виконана Челентано італійською.

#### Телешоу «Рок-політик»
У четвер увечері 20 жовтня 2005 року на телеканалі Rai 1, Челентано відкрив своє щотижневе музично-соціально-політичне телешоу — «Рок-політик» («Rockpolitik»), яке послужило рекламою альбому «C'è sempre un motivo». Протягом телешоу він вів тривалі монологи і виконав 28 пісень зі свого репертуару різних років, серед яких була «L'indiano», що стала своєрідним «маніфестом» співака щодо свободи слова та висловлювання думки — які були головними аргументами його програми, де вона служила фінальною заставкою. Також у передачі порушувалася тема нової забудови міст. Традиційно, як і у попередніх проєктах, співак поставив умову керівництву RAI щодо повної незалежності ведення його текстів і проєкту загалом, на що суспільне телебачення не відразу погодилося. Після коливань, які тривали протягом року і юридичних втручань Челентано, керівництво RAI все ж дало згоду на його умови, після чого проєкт стартував. Програма стала найпопулярнішою в Італії протягом сезону 2005/06 років. Вона відкривалася під акомпанемент гітариста Майкла Томпсона, який символізував ідеологічну концепцію передачі — своєрідний поділ світу на «рок і попсу» («rock e lento»). Глядачі у студії розміщувалися на ярусних трибунах на зразок амфітеатру, які зображували місто в американському стилі, з великим мостом, силуетами хмарочосів і Чайна-таун. Один з екранів розташовувався уздовж сцени зі студійним оркестром, а другий використовувався як обрамлення для сцени, на якій виступали артисти-гості шоу.

Челентано і Роберто Беніньї пишуть листа Сільвіо Берлусконі (телешоу «Рок-політик», 2005)

Цього разу гостями Адріано стали: Жерар Депардьє, Джанна Нанніні, Франко Баттіато, Валентіно Россі, Патті Сміт, Лоредана Берте, Ерос Рамаццотті, Карлос Сантана; гурти «Sud Sound System», «Subsonica», «Eurythmics», «Negrita» й інші.
Співведучою співака цього разу стала акторка-фотомодель Луїза Ранієрі, а також були запрошені крім Тео Теоколі, гумористи Антоніо Корнаккіоне і Мауріціо Кроцца, які висміювали протягом усього шоу як правих, так і лівих політиків, приділяючи особливу увагу Сільвіо Берлусконі. Починаючи з першої серії Адріано звинуватив прем'єр-міністра в придушені свободи слова і як факт привів дослідження Freedom House у якому Італія посіла 77 місце за свободою преси. Щоб викрити цензуру, введену урядом, до студії запросили лівого депутата Європарламенту і колишнього журналіста Мікеле Санторо, вигнаного з телеканалу Rai 1 2001 року (Берлусконі звинуватив його у «використанні телебачення в злочинних цілях»). Такі обставини викликали великий резонанс у суспільстві, гнівну реакцію голови уряду Італії, тоді як опозиційні лідери, зокрема, Романо Проді, підтримали такий формат передачі.
Кульмінацією шоу стала друга серія, що привернула увагу рекордних 12 мільйонів глядачів, протягом якої Челентано разом з актором-коміком Роберто Беніньї написав сатирично-іронічний лист до прем'єр-міністра з «вимогою його відставки», назвавши його «корупцьоні», в якому комічно зобразили відсутність будь-чого позитивного зробленого Берлусконі. Так, пишучи цього уявного листа Берлусконі, артисти безуспішно намагалися згадати хоч одне добре діло зроблене політиком та так і не згадали, що викликало особливу образу прем'єр-міністра, який сказав: «Програма Челентано — лише останній епізод тієї атаки, яку ЗМІ ведуть з 2001 року на уряд і його голову».
Сюжет наступних серій був аналогічний, з критикою уряду Італії та його голови. На думку оглядачів, саме цим пояснювалися фантастичні показники глядацької присутності. Попри успіх телешоу, 11 листопада вийшла остання серія скандального «Rockpolitik», але, попри це, передача здобула премію «Ideona» як найкраще «Live Event Show». 20 листопада 2006 року вийшла однойменна книга, присвячена цій передачі. 2 грудня того року, Челентано взяв участь у програмі «Che tempo che fa» на каналі Rai 3, що зібрала аудиторію в 6,2 мільйона глядачів, де обговорив з журналістом Фабіо Фаціо невдачу з закритим телешоу і виконав три пісні.

#### Альбоми і пісні 2006—2009 років
8 лютого 2006 року Челентано відмовився від почесного звання в галузі літератури і філософії «Університету науки» міста Фоджа, запропонованого деканом, заявивши, що він краще залишиться «Королем невігласів».
10 листопада 2006 року Челентано випустив збірку на трьох дисках «Unicamente Celentano» («Тільки Челентано»), що містила 42 пісні за весь період кар'єри співака, серед яких була нова композиція «Oh Diana», виконана в дуеті з Полом Анкою. Збірка вийшла у кількості 600 000 копій й посіла 3 сходинку чарту, в перший тиждень прем'єри, і перебувала майже 3 місяці у його «топ-10».

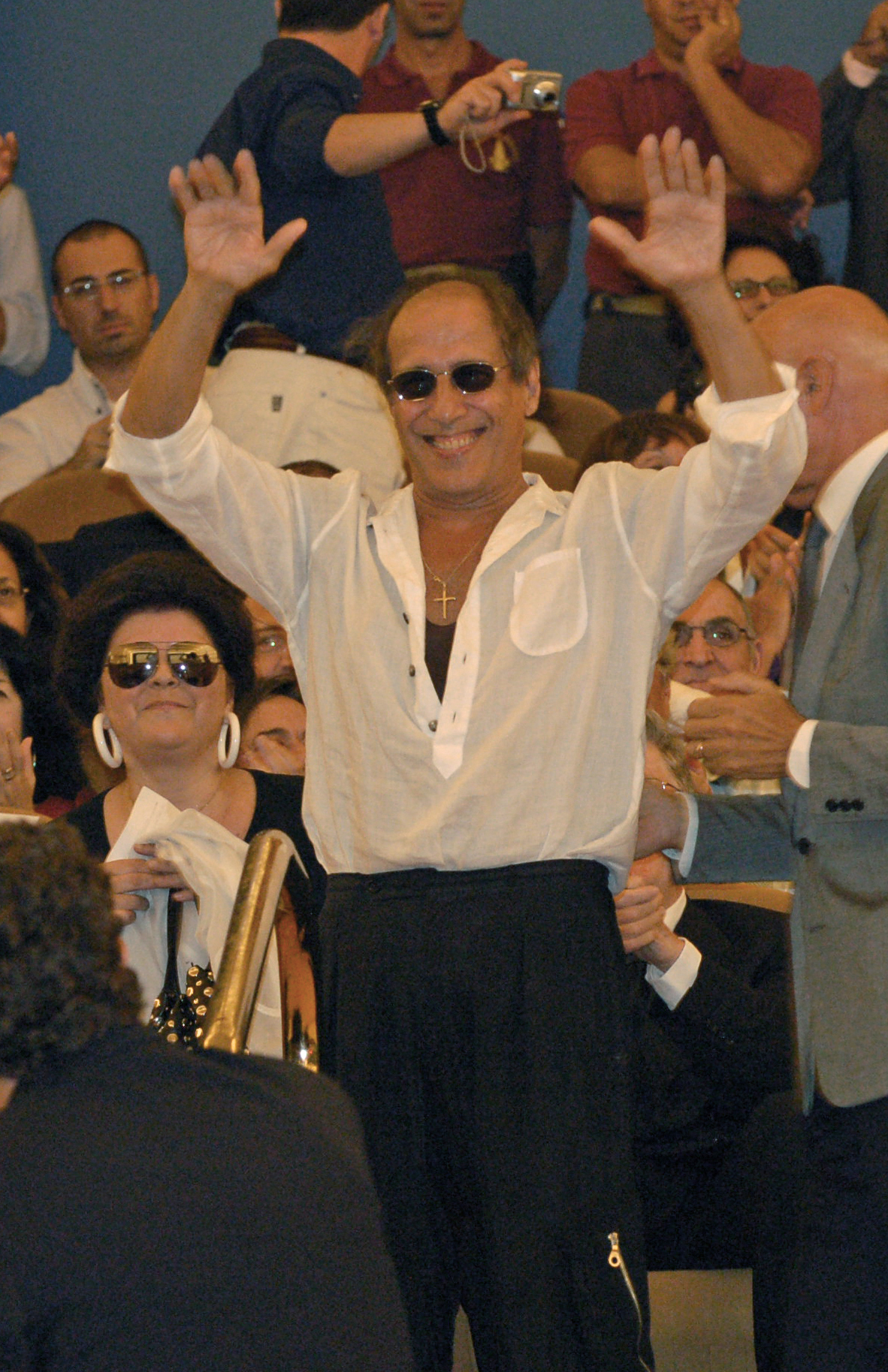
Челентано на 65-му Венеційському кінофестивалі (2008)

23 листопада 2007 року, співак випустив диск «Dormi amore, la situazione non è buona» («Спи, кохана, ситуація кепська»), а 26 листопада на каналі Rai 1 вийшла двогодинна передача «La situazione di mia sorella non e buona». Програма була знята в студії звукозапису, побудованої в аудиторії RAI в Мілані. У передачі був інсценований процес запису альбому, а також порушено тему атомних електростанцій і проблем, пов'язаних з цією галуззю енергетики. Назва передачі — «З моєї Сестрою не все гаразд» — є цитатою з пісні альбому «La situazione non è buona», де під «Сестрою» мається на увазі планета Земля, по аналогії з відомим «Гімном творінь» («Cantico delle Creature») Святого Франциска. В рамках цього шоу Челентано заспівав чотири пісні з нового альбому. У програмі взяли участь: журналіст Фабіо Фаціо, співачка Кармен Консолі, Джанні Белла, Могол, акторка Лаура К'ятті, співак Франческо Трікаріко, піаніст Людовико Ейнауді і саксофоніст Стефано Ді Баттіста.
Музика альбому «Dormi amore, la situazione non è buona» представлена такими напрямками як симфонічний рок, румба, італійський шансон, блюз і балада. Диск був тепло зустрінутий публікою і професійними критиками, більшість оглядачів відмітила, що він є безумовно одним з найбільш «мінорних» в кар'єрі співака. Окрім цього, високо оцінили тематику текстів пісень, приємні гармонійні оберти і якість аранжувань. Було відзначено вдале поєднання голосу Челентано з текстами Моголу і мелодіями Джанні Белли. Альбом посідав 2 сходинку в італійському чарті протягом 2007/08 років, він став чотириразово платиновим. Крім того, диск пробув дев'ять тижнів у чарті «European Top 100 Albums». Через один день після появи альбому на сайті iTunes, диск протягом місяця входив до «топ-5» найбільшого музичного інтернет-магазину. Це остання робота Челентано за участю Могола і Джанні Белла, але на диску є твори й інших авторів, зокрема раніше неопублікована робота великого кантауторе Доменіко Модуньйо «Ragazzo del sud» 1972 року. Пісня альбому «Aria… non sei più tu», написана Джованотті і Даніелем Вулетичем, стала гімном святкування Дня Землі в Італії на телеканалі «Sky». Пісня «Anna Magnani», написана Кармен Консолі і Вінченцо Черамі, присвячена видатній акторці Анні Маньяні, за участю джаз-квартету Стефано Ді Баттісти. Назву альбому дали «La situazione non è buona», написана Франческо Трікаріко і «Dormi amore», за участю відомого піаніста Людовіко Ейнауді. Перша пісня альбому, що вийшла 5 листопада як сингл — «Hai bucato la mia vita», також мала успіх у сфері інтернет-завантажень, особливо на iTunes. До пісні «Fiori», написаної співаком Неффою, вперше в кар'єрі Челентано зняли анімаційний кліп у 3D-форматі. 
8 березня Адріано, привітав свою улюблену міланську футбольну команду «Інтер» зі 100-річчям виконавши на стадіоні «Stadio Giuseppe Meazza», де відбувалося святкування, пісні: «Il ragazzo della via Gluck» і «Sei rimasta sola». У «Il ragazzo della via Gluck» була змінена остання частина тексту з політичними випадами, закінчивши її виконання, Адріано, опустившись на коліно, зачекав виходу президента «Інтера» Массімо Моратті, щоб заспівати з ним потім деякі рядки з «Sei rimasta sola» («Ти залишилася одна»). 
4 вересня з нагоди відкриття 65-го Венеційського кінофестивалю, де був присутній Адріано разом з дружиною як спеціальний гість, поза програмою в «Палаццо дель Сінема» представлено відреставровану версію фільму «Юппі-Ду». Незабаром після цього фільм було видано на DVD разом з ремастованим альбомом «Yuppi du».
У листопаді 2008 року Челентано випустив збірку на 2-х дисках — «L'animale» («Тварина»). Збірка складалася із 28 пісень, вона поділялася на дві частини, які називалися: «Canzoni d'amore» («Пісні про кохання») і «Canzoni contro» («Пісні проти»). Така складова за словами Адріано розкривала дві сторони його душі — «Любов» і «Протест». До збірки увійшли дві нові пісні — «La cura» («Оберіг»), написана Франко Баттіато, і «Сни про Чорнобиль» («Sognando Chernobyl»), до якої знято 11-хвилинний відеокліп, що показував наслідки Чорнобильської аварії. «Sognando Chernobyl» вийшла як сингл в інтернеті 24 жовтня 2008 року у вигляді відеоролика, у пісні Челентано також зробив гучне повідомлення політикам, виступаючи проти феноменів, які «руйнують» планету. У своєму інтерв'ю газеті «La Stampa» — Адріано відзначив, що приводом для написання пісні про Чорнобиль стало «відверте безвідповідальне рішення уряду про будівництво нових атомних електростанцій».

### 2010—2019: повернення на сцену

#### Альбоми і пісні 2011—2014 років. Санремо '2012. «Rock Economy»
2011 року Челентано з'являвся у різних телепередачах та виданнях, де робив різні політичні заяви. Наприклад, у статті газети «Корр'єре делла Сера» співак закликав вчергове за заборону ядерної енергетики. У телепередачі «Annozero», журналіста Мікеле Санторо, Челентано виступав голосувати за кандидата в мери Мілана Джуліано Пізапіа. 29 квітня Челентано написав листа в газету «Fatto Quotidiano», в якому вчергове різко розкритикував уряд і закликав італійців взяти участь у референдумі (відбувся в Італії 12 червня), щоб виступити проти Сільвіо Берлусконі і його посібників. Берлусконі пішов у відставку 13 листопада 2011 року.

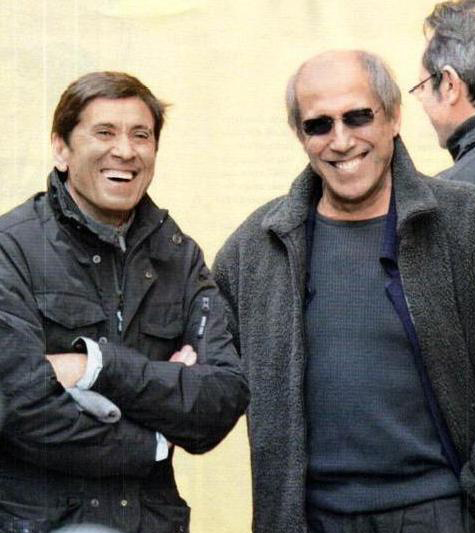
Челентано і Джанні Моранді (14 лютого 2012 року)

29 листопада вийшов альбом «Facciamo finta che sia vero» («Припустимо, що це правда»), музика якого була представлена жанрами поп, рок, кумбія і танго. Альбом був позитивно зустрінутий критикою і публікою. Більшість музичних оглядачів відмітила несподівані стилістичні рішення і високу якість аранжувань. Схвально був оцінений і вокал Челентано — голос звучав неймовірно бадьоро і чисто. Альбом складався з нових пісень, винятком був лише римейк композиції «La mezza luna» 1962 року. В Італії диск посів 3 сходинку в чартах й став двічі платиновим. У створенні альбому брали участь: Франко Баттіато, Джуліано Санджорджі, Ману Чао, Філ Палмер, Джованотті і піаніст Рафаель Гуалацці. Це був перший альбом за довгий період без участі Могола і Джанні Белли. Згідно низці джерел, зміна авторів була здійснена з ініціативи Клаудії Морі. П'ять пісень альбому Адріано виконав сольно, а решту чотири спільно з іншими співаками. Завдяки новим авторам пісень, диск вийшов зовсім не схожим на попередні роботи Адріано 2000-х років, він являє собою унікальний приклад живої музики в поєднанні з сучасною італійською поезією, що відображають сучасний настрій авторів, як людей різних поколінь. Пісні порушували теми: боротьби за екологію, міркування про економічну кризу, корупції, влади грошей і бездуховності, через що альбом назвали «найполітичнішою роботою у кар'єрі співака». Але водночас диск містив і ліричні теми, оскільки, як пояснював Челентано, «любов є навіть в стражданнях». У єдиному відеокліпі альбому до синглу «Non so più cosa fare» знялися всі чотири виконавці цієї пісні — Челентано, Джованотті, Баттіато і Санджорджі. 
3 грудня 2011 року Челентано виконав пісню «Il ragazzo della via Gluck» на благодійному концерті, організованого коміком і політиком Беппе Ґрілло на підтримку постраждалих від повені в Генуї. Концерт транслювався в прямому ефірі на сайті YouTube. Наприкінці 2011 року співак відкрив в інтернеті власний блог, новий сайт, офіційну сторінку в соціальній мережі Facebook, а також зареєстрував відеоканал на YouTube, де розмістив декілька своїх музичних кліпів.
14 лютого 2012 року, Челентано вперше за 8 років з'явився на Фестивалі в Санремо. Спочатку керівництво телекомпанії RAI не схвалювало ідею виступу співака, оскільки він останнім часом виступав з критикою італійської влади, проте його поява стала найочікуванішою і в підсумку головним «цвяхом» фестивалю. Багато критики викликав високий гонорар Челентано, після цього артист оголосив, що він весь буде відданий на благодійність. Першого вечора, виступаючи разом зі співведучими — Джанні Моранді, Пупо і Рокко Папалео, Челентано говорив про релігію і політику. Зокрема, він говорив про «борг» священників і ченців говорити про рай, нападаючи з критикою на такі католицькі газети як «Avvenire» («Майбутнє») і «Famiglia Cristiana» («Християнська родина»), стверджуючи, що їх «треба було б закрити, бо вони займаються політикою замість того, щоб говорити про Бога і його задумах». Співак також критикував відхилення референдуму про закон щодо виборів 24 січня 2012 року, телекритика Альдо Грассо, та оскаржував політику Євросоюзу. Того вечора співак виконав пісні «Facciamo finta che sia vero» і «Il forestiero». Заяви Челентано отримали шквал критики у ЗМІ. Директор «Avvenire» заявив, що Челентано «злий на священників і ченців… „Avvenire“ і „Famiglia Cristiana“… тому що вони написали, що з тими грошима, в які він обійшовся RAI за один вечір, можна було не закривати редакції цієї компанії в країнах 2-го і 3-го світу». Фінального вечору фестивалю від 18 лютого монолог Челентано відкрився критикою способів, якими ЗМІ «висмикнули фрази з його контексту» і «змінили відмінювання дієслів» (вказуючи на статтю «Avvenire», де читається «повинні бути закриті» замість «мали б бути закриті»), повторюючи, що він ніколи не говорив, що хоче закрити або застосувати цензуру до цих газет. Цитуючи Євангеліє від Іоанна, він наполягав на необхідності «будь-яким способом шукати» Бога, та вказував, що «на цій темі» повинні були б ґрунтуватися газети, згадані ним. Протягом цього вечору співак виконав в дуеті з Моранді ще дві пісні свого останнього альбому. Протягом їхнього дуету був досягнутий пік телепереглядів фестивалю, що склав 18 мільйонів глядачів.

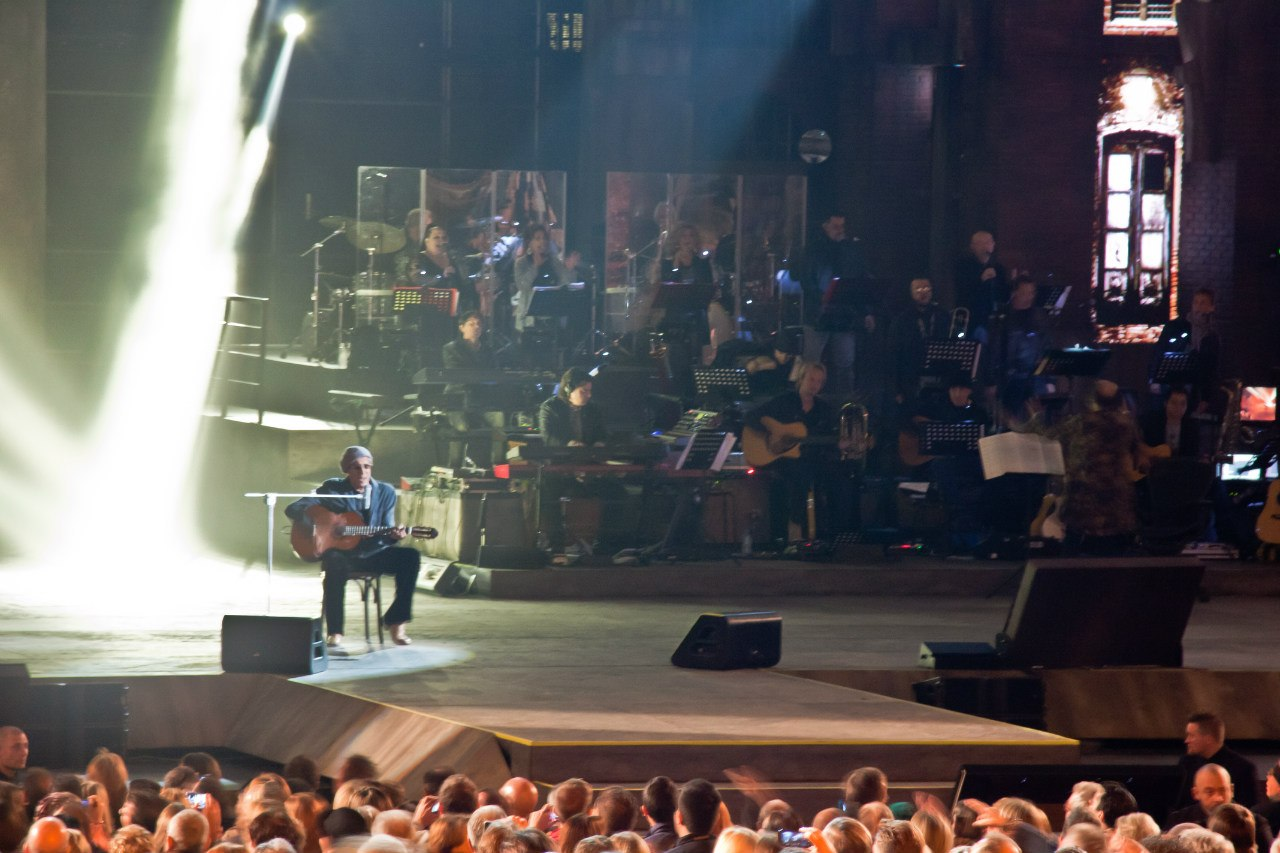
Концерт Челентано «Rock Economy» (8 жовтня 2012 року)

2012 року «Universal Music» випустила 16 ремастованих перевидань альбомів Челентано, серед яких «Soli», «Per Sempre», «Dormi Amore La Situazione Non E Buona» й інші.
Увечері 8 і 9 жовтня 2012 року Челентано дав концерт у двох частинах «Rock Economy», який став його першим сольним виступом за останні 18 років. Подія відбувалася на «Веронській арені». Концерт став сенсацією, яка миттєво облетіла весь світ, за словами організаторів, число звернень за квитками перевищило 500 тисяч, хоча сцена була розрахована всього на 12 тисяч глядачів. Концертом транслювався у прямому ефірі Canale 5, зібравши 9 мільйонів глядачів, що стало найбільшим показником цього телеканалу за кілька років. Спільно з Адріано на сцені виступив його друг Джанні Моранді. Також на перший вечір було запрошено журналістів Серджо Ріццо і Джан Антоніо Стеллу та відомого французького економіста Жана-Поля Фітуссі, з яким обговорювалася проблема несправедливого «диктату» у сучасному світі економіки, критикувався світовий лад, це стало лейтмотивом і пояснювало назву концерту. На сцені разом з Челентано виступили 18 музикантів, 20 бек-вокалістів і 25 танцюристів, було виконано 33 пісні з усіх епох кар'єри співака. 4 грудня вийшов другий концертний альбом «Adriano Live», що містив 2 CD з 26 піснями і DVD з відеозаписом концерту.
У лютому 2013 року у зв'язку з парламентськими виборами в Італії Адріано написав пісню «Ti fai del male», щоб підтримати «Рух п'яти зірок» — партію свого друга — Беппе Ґрілло. Пісня була зверненням до населення, як заохочення взяти участь у виборах, з головним гаслом: «Якщо ти не голосуєш — ти шкодиш собі». 19 листопада співак випустив збірку на чотирьох дисках «…Adriano», яка містила пісні з репертуару різних років. До збірки увійшло три нові пісні: «Ti fai del male», «Io non ricordo (da quel giorno tu)» і «Mai Nella Vita».
17 січня 2014 року Челентано випустив сингл «Mai nella vita» («Ніколи в житті»), написаний Ріккардо Коччанте. 23 серпня того ж року Челентано, як і багато інших знаменитостей, взяв участь у благодійній акції «Ice Bucket Challenge», виливши на себе відро крижаної води і завантаживши відео на свій YouTube-канал.

#### Альбоми і пісні 2015—2019 років. «Адріан»
11 листопада 2016 року вийшов другий спільний студійний альбом Челентано і Міни — «Le migliori» («Кращі»). Ідеєю назви диску послужило повідомлення Челентано у його блозі 2015 року, де він вітав Міну зі 75-річчям. Повідомлення Адріано підписав словом «кращі», яке мало на увазі його і Міну. Челентано працював над диском у своїй резиденції в Гальб'яте, а Міна — в Лугано. Диск очолив італійський чарт й розійшовся у кількості 300 000 копій, ставши шестиразово платиновим. Його випуску передував вихід 21 жовтня синглу «Amami Amami» («Люби мене, люби мене») з відеокліпом до нього. Пісня була кавером композиції ізраїльського виконавця Ідана Райхеля — «Ma'agalim». «Le migliori» складався з нових пісень, за винятком останнього треку, який був римейком композиції «Prisencolinensinainciusol», нове аранжування до якої створив італійський диск-жокей Бенні Бенассі.
1 грудня 2017 року вийшла збірка «Tutte le migliori» («Все найкраще»), що містила альбоми «Mina Celentano» і «Le migliori» та окремі сольні пісні Челентано і Міни. Збірка вийшла у п'яти комплектаціях, до неї увійшла одна нова пісня «Eva», до якої зняли відеокліп. 
Челентано став автором та режисером пригодницько-фантастичного мультсеріалу «Адріан» (іт. «Adrian»), з 21 січня до 4 лютого 2019 року на Canale 5 показали чотири його епізоди. Мультфільм, який Челентано присвятив померлому 2018 року Джино Сантерколе, зняли з використанням мальованої анімації у стилі кіберпанк. За сценарієм, події мультсеріалу розгортаються 2068 року, його головним героєм є зовні подібний на Челентано годинникар «Адріан» з «вулиці Глюка». Серіал є своєрідним політичним маніфестом сучасної реальності. На тлі історії кохання Адріана та Джильди, перед глядачем постає похмура нівелююча антиутопія. У сюжеті порушуються такі питання, як насильство щодо жінок, імміграція, боротьба з забрудненням, нерівність і соціальна несправедливість. Протягом серіалу Адріан перевдягається в лиса, уособлюючи таким чином замаскованого борця за справедливість, який поборює злочинців, вдаючись до стилю боротьби, що нагадує танець. Перед трансляцією кожного епізоду «Адріана» показувалося живе телешоу «Чекаючи на Адріана» з театру «Кемплой» у Вероні. У програмі шоу взяли участь, окрім Челентано, дует Лілло і Грег, Ніно Фрассіка, Іленія Пастореллі, Наталіно Балассо і Макс Тортора.
25 січня 2019 року вийшов альбом на двох дисках «Adrian». Перший диск містив деякі з найвідоміших хітів Челентано у новому аранжуванні, другий диск містив інструментальні композиції до мультсеріалу «Адріан», написані Ніколою Пйовані.
6 лютого «Mediaset» і «Clan Celentano» оголосили, що трансляція телешоу «Чекаючи на Адріана» і мультсеріалу будуть перервані як мінімум на два тижні через «сезонну хворобу» Челентано. Проте, через два тижні «Адріан» був взагалі знятий з ефіру й перенесений на осінь, формально через «проблеми зі здоров'ям» Челентано, що викликало спекуляції у ЗМІ, які вважали що це викликано падінням рейтингу переглядів. Було повідомлено, що восени «Адріан» буде супроводжуватися структурованішим телешоу Челентано, ніж перша передача «Чекаючи на Адріана», що має привернути більше уваги публіки. Перші чотири епізоди «Адріана», як і телешоу, загалом отримали негативні оцінки публіки. Критикам не сподобалися еротичні сцени серіалу та місце подій, представлене Неаполем з хмарочосом, який був штаб-квартирою компанії «Мафія Інтернешнл». Через це асоціація профспілок Неаполя «Noi Consumatori» оголосила судовий позов проти телеканалу-транслятора серіалу і Челентано.
З 7 листопада до 5 грудня 2019 року, на тому ж телеканалі, була показана решта п'яти епізодів «Адріана» та модифікованого супровідного йому телешоу зі зміненою назвою «Адріан наживо — ця історія…». Челентано збільшив свою присутність на новому телешоу, ставши його ведучим, взявши до уваги вимоги публіки, яка критикувала попередню передачу «Чекаючи на Адріана» через його спорадичні появи на ній та малу кількість виконання пісень. На нове шоу було запрошено багато інших артистів та персоналій, серед яких були: Карло Конті, Лучано Ліґабуе, Джанні Моранді, Б'яджо Антоначчі, Марко Менгоні й інші. Попри вжиті заходи, рейтинги переглядів мультфільму залишилися такими ж провальними, як і перших чотирьох епізодів, тоді як рейтинги переглядів телешоу були дещо вище, але так само провальними.

### 2020—…

#### Сучасність: «MinaCelentano»
26 листопада 2021 року, з нагоди майбутнього 25-річчя співпраці з Міною, Челентано випустив збірку «MinaCelentano» у форматах CD і LP. Збірка включає всі дуети Челентано з Міною 1998—2017 років й нову пісню «Niente è andato perso», до якої 24 листопада вийшов відеокліп. Збірка стала своєрідним завершенням їхнього творчої співпраці, що увійшла в історію італійської музики.
26 травня 2023 року Челентано виступив дуетом з німецьким виконавцем Петером Фоксом у пісні «Toscana Fanboys». У жовтні цього року у TikTok почали набирати популярності відео під ремікс до пісні «A Un Passo Da Te», яку Челентано виконав в дуеті з Міною 2017 року. Інтернет-публіка у захваті від пісні Челентано створила велику кількість роликів під її звучання. Станом на 18 жовтня до пісні зняли близько 10 000 відео, кумедних, атмосферних та життєвих за складовою. Ролики під цей трек знімали навіть українські військові на передовій.

## Особисте життя

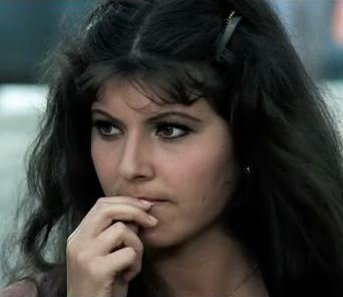
Клаудія Морі (кадр з фільму «Юппі-Ду» (1975))

З 1964 року Челентано одружений з італійською акторкою та співачкою Клаудією Морі. Наприкінці 1960-х подружжя Челентано-Морі переїхало на власну віллу біля підніжжя гори Монте Барро, що поблизу невеликого містечка Гальб'яте (провінція Лекко), за 45 кілометрів на північ від Мілана. Вілла артиста, яка оточена гаями і галявинами, складається: з двоповерхового будинку (на першому поверсі — анфілада з двох десятків віталень, обставлених з розкішшю і смаком Голлівуду 1920-х років, на другому поверсі — житлові кімнати, а в підвалі — велика студія звукозапису, обладнана за останнім словом техніки; також у будинку є годинникова майстерня), відкритого басейну, тенісних кортів, футбольного поля, стайні та манежу, де Адріано об'їжджає коней, і фонтану з великою скульптурою з залізобетону, що зображає його дружину — Клаудію.
У Адріано і Клаудії троє дітей, їхнім вихованням займалася переважно Морі. Морі була жінкою авторитарною і виховувала дітей в строгості, поки Челентано рідко бував удома через активну творчу діяльність. 17 лютого 1965 року народилася Розіта Челентано, згодом відома в Італії теле- та радіоведуча, що знялася у кількох фільмах і записала один студійний альбом. 17 листопада 1966 року народився Джакомо, який пише і виконує пісні, знімався в кіно, та працює на італійському телебаченні. Він є єдиним з дітей Челентано, у якого 2004 року народився його онук Самуеле 15 липня 1968 року народилася Розалінда, яка стала акторкою. Вона досягла більших успіхів в акторській кар'єрі, ніж її сестра, особливо після ролі у фільмі Мела Гібсона «Страсті Христові».
З самого початку подружнього життя Клаудія Морі брала участь практично у всіх творчих заходах чоловіка: спільних кінозйомках, записі альбомів, створенні сценаріїв і текстів до фільмів та пісень, телепередачах, фестивалях. З середини 1980-х, покинувши кар'єру співачки і акторки, вона фактично стала продюсеркою Адріано і генеральною директоркою студії «Clan Celentano».
1980 року в сімейному житті відбулася криза: на зніманні фільму «Приборкання норовистого» Челентано завів роман з партнеркою Орнеллою Муті, яка заради нього розлучилася з чоловіком, однак Челентано не зробив того ж. В газетах були опубліковані заголовки про розлучення Челентано, подружжя тимчасово роз'їхалося. Згодом він публічно вибачився у дружини та дітей і повернувся до сім'ї. В інтерв'ю російському телеканалу ТВЦ 2011 року Орнелла Муті підтвердила, що мала роман з Челентано: «У акторів це нормально — любов на час фільму…». 2014 року Челентано також підтвердив факт існування в минулому роману з Муті.

## Особистість. Переконання і політичні погляди
Челентано має популярність світового рівня. Окрім Італії, ближче до кінця 1970-х років, він набув популярності, зокрема у Франції, Радянському Союзі, Німеччині, США, Китаї, Греції, Австрії та у Південній Америці. Маючи далеко не модельну зовнішність, звичайний зріст (178 см) та сильне облисіння, Челентано став світовим секс-символом. 2007 року очолив список «100 найяскравіших кінозірок» за версією журналу «Time Out». 1989 року співака нагородили найвищою премією міста Мілан — «Ambrogino d'oro» («Золотий Амвросій»), а 2 червня 2007 року він став кавалером ордену «За заслуги перед Італійською Республікою» На честь Челентано названо астероїд № 6697, відкритий 24 квітня 1987 року. Окрім «Хлопця на пружинках» і «Короля невігласів», в пресі артиста часто називають «Сеньйор Буфф». Челентано вміє грати на акустичній гітарі, під час своїх виступів, за її допомогою він виконував низку пісень, зокрема, «Il ragazzo della via Gluck» і «Storia d'amore». Дуже часто Адріано був автором музики і пісень (іноді співавтором музики та текстів, авторство яких, за словами Клаудії Морі, часто дозволяв приписувати іншим). Через музику він намагається донести до слухача те, у що він вірить. Челентано стверджує, що «єдине, чого слід прагнути в житті, — це любов, і ніколи не треба забувати про простоту і безпосередність, яку ми мали в дитинстві». «Вищий борг артиста — протестувати проти несправедливості» — вважає він. Близькі співака вважають, що якби він виставив свою кандидатуру на виборах, то його пробивна сила дозволила б йому стати 
президентом. Німецький публіцист Еріх Кубі констатував: «Якби було бажання, Адріано міг би організувати нову політичну партію і пройти з нею до парламенту».

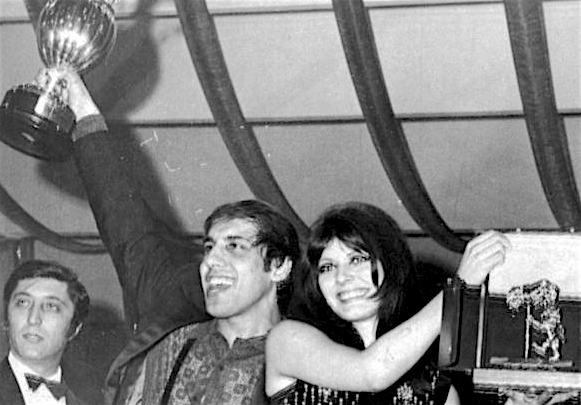
Челентано і Клаудія Морі на Фестивалі в Санремо (1970)

Поведінка Челентано в звичайному житті схожа на те, як він поводиться на екрані та сцені — куди переніс свій запальний темперамент, артистизм та почуття гумору. Прикладом цього може бути випадок, коли під час одного із своїх монологів на фестивалі в Санремо 2012 року Челентано назвав журналіста газети «Corriere della Sera» Альдо Грассо «придурком, який пише ідіотизм у „Вечірньому кур'єрі“…». З цієї причини у вересні 2015 року суд Мілана засудив співака до виплати 30 000 євро, як моральну компенсацію журналісту. В цілях збільшення популярності Челентано влаштовував епатажні витівки, зокрема скандальні «рекламні кампанії». Прикладом може послужити випадок, у якому, за статтями низки виданнь, Челентано почав танцювати вальс на проїжджій частині в центрі Рима, через що утворився затор. У поліційному відділку заарештований артист пояснював свою поведінку репетицією до фільму. Згодом цей випадок вплинув на успіх картини. Іншою ідеєю стала скандальна фотосесія на полотні залізничної колії, що привернула натовпи журналістів, сцена зображувала іронічне «самогубство», де співак постелив матрац і ліг на рейки. Через свій норовливий, незалежний характер, він не раз потрапляв у різні історії, через що в суспільстві іноді виникали чутки про його загибель. Ще 1981 року поет Андрій Вознесенський присвятив йому відомі рядки: «Ви читали, задавили Челентано. Ви читали?».
Клаудія Морі зіграла важливу роль у формуванні своєрідного стилю й іміджу Адріано. Саме за її безпосереднього контролю за зовнішнім виглядом чоловіка з'явився антураж, який асоціюється суто з Челентано, зокрема: оригінальні оправи окулярів, майки з вирізом на грудях, короткі чобітки з м'якої шкіри, завжди різноманітні головні убори (від чорних капелюхів з білими стрічками — до кепок і панам незвичайних фасонів). Челентано міг з'являтися на публіці в екстравагантному вбранні незвичайного забарвлення, поєднуючи у ньому «несумісне», зокрема: у помаранчевих штанах та куртці смарагдового кольору, фіолетових смугастих піджаках та рожевих сорочках з великими квітами. Місцями, для того щоб одягнути Адріано, використовувались речі з барахолок Рима та Мілана. З часом, Челентано створив  певний стиль в одязі, аксесуарах, взутті. З роками змінювалися лише кольори одягу, але стиль артиста до сьогодні залишився один і той самий.
У ряді ЗМІ неодноразово публікувалися припущення, що з 2005 року Челентано є вегетаріанцем, через виступи на захист прав тварин (за його власними словами, виняток становлять комахи). Співак вказує на такі переваги вегетаріанства: здоров'я, удар по індустрії «голокосту» свідомих живих істот, можливість оголосити про те, що «не через мене забиваються ягнята на бійнях на Різдво та Великдень». За віросповіданням Адріано — католик. «Я вірю в Бога і вважаю, що він є в кожній людині», — каже артист.
Челентано виступає проти забруднення навколишнього середовища, знесення архітектурних пам'яток, несумлінності влади, а також проти політичної цензури в засобах масової інформації. За його визнанням, політиків він ніколи не любив. «Я проти політики. Будь-якої політики. Без винятку» — заявив Челентано в інтерв'ю газеті «La Repubblica». Однак, попри цю заяву, артист підтримував партію свого друга Беппе Ґрілло — «Рух п'яти зірок». Челентано неодноразово різко висловлювався на адресу італійського уряду — донині він є одним з активних опозиціонерів. Довгий час співак негативно ставився до Сільвіо Берлусконі. Челентано часто критикує нову забудову Мілана, яка, на його думку, несумісна зі старовинним виглядом і пам'ятками архітектури його рідного міста. Цю тему він порушував у своїх піснях, виступах на публіці і в заявах для ЗМІ. Співак навіть відвідав Міланський політехнічний інститут, в жовтні 2013 року, де став гостем у професора-архітектора Стефано Боері. Професор провів для Челентано спеціальну лекцію, показавши йому проєкти з містобудування студентів-архітекторів під назвою «Міські утопії». Як написав Челентано у своєму профілі на Facebook: «Говорили зі студентами про реалізацію утопії».

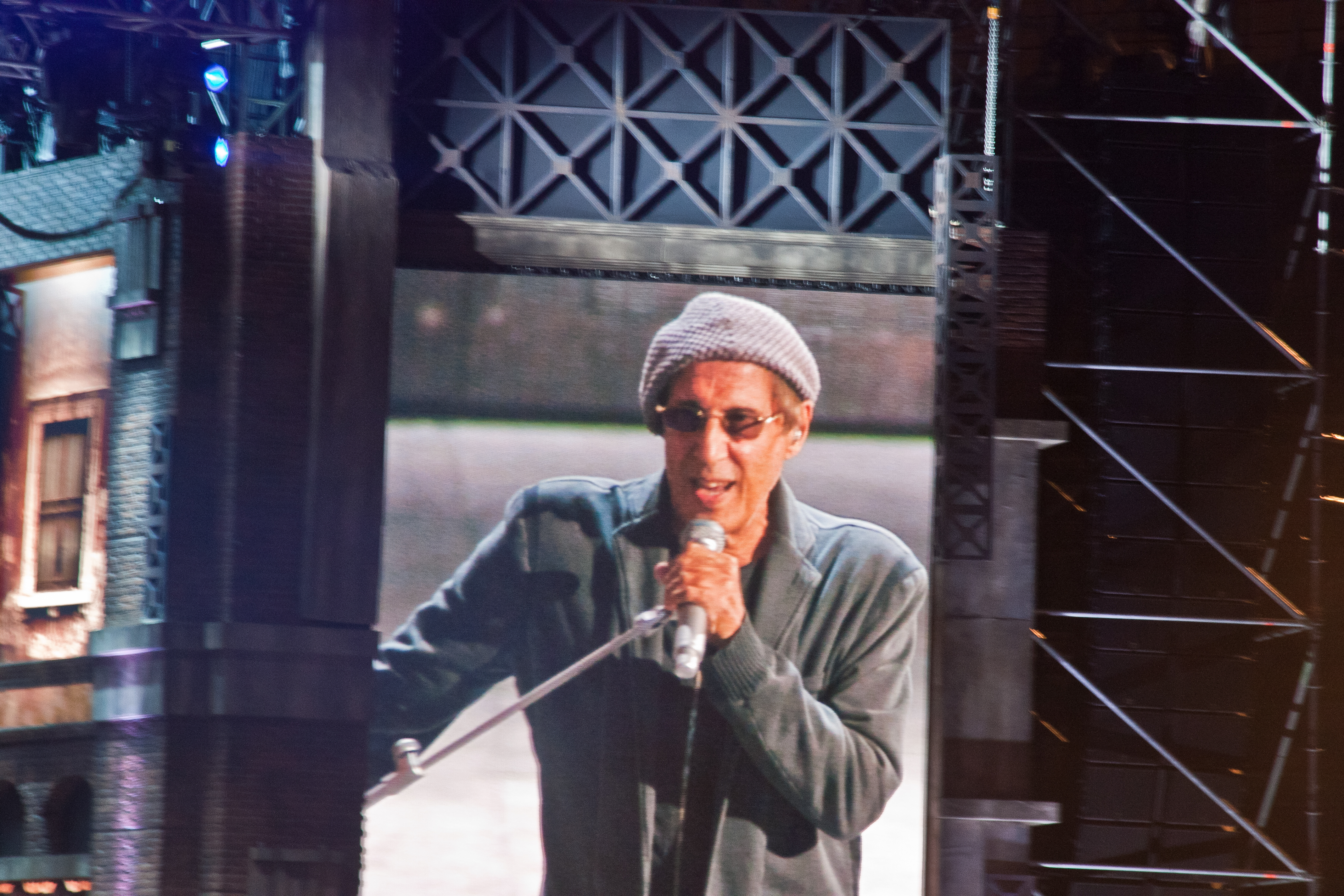
Челентано під час виступу на «Rock Economy» (2012)

Челентано цікавиться футболом і є вболівальником міланського клубу «Інтернаціонале». Улюблене хобі співака — ремонт годинників. Окрім цього, він любить готувати їжу, а також захоплюється тенісом, більярдом, фотографуванням і шахами. Адріано завжди був автомобілістом, на сьогодні, в його гаражі такі автомобілі, як «Mini Cooper» та «Mercedes-Benz» С-класу.
В одному з інтерв'ю співак заявляв, що єдиний режисер, у якого хотів би знятися, — Квентін Тарантіно. Челентано є шанувальником американського співака Френка Сінатри, улюблені актори співака — Радж Капур, Кларк Ґейбл і Фред Астер. Окрім цього, 2009 року Челентано схвально відгукувався про творчість і особистість Майкла Джексона, говорячи, що він «був вражений не тільки оригінальною манерою співу, але й інноваційними аранжуваннями» пісень цього співака».
У Челентано аерофобія. Коли 1964 року Френк Сінатра запрошував його до США для проведення туру, то Адріано відмовився від цього, через страх польотів. Тому співак віддавав перевагу виступати в тих країнах, куди можна було дістатися сухопутними шляхами.
Челентано неодноразово брав участь у зйомках реклами. 1969 року він з'явився у телевізійному альманасі рекламних роликів «Caroselo» (1957—1977) зі скетчем «I desideri di Adriano» — презентації пива «Splugen Brau». 1980 року Челентано озвучив мультиплікаційний ролик фірми «Pirelli», а 1987-го знявся в рекламі прального порошку німецької фірми «Dash». 1995 року він знявся в рекламі компанії державних залізниць Італії «Ferrovie dello Stato».

## Доходи та стан
Оцінка загального стану Челентано для італійських журналістів завжди викликала складнощі, але за деякими підрахунками він складає близько 50 мільйонів доларів. В місцевих ЗМІ часто з'являються деякі цифри окремих галузей доходів співака. Однією з оціночних картин, якими були доходи Челентано в минулому — є повідомлення видання «La Repubblica» 1980-х років, де вказується, що за 1985 рік співак заробив 1 мільярд лір; його дохід 1986 року склав 800 мільйонів лір (250 мільйонів з цієї суми — доходи від продажу записів, а решта — виручка від фільмів), з яких 450 мільйонів пішли на сплату податків. Телекомпанія RAI платила Челентано за участь у різних телешоу такі цифри: «Fantastico 8» — понад 5 мільярдів лір, «Francamente me ne infischio» — 1 мільйон доларів, «Рок-політик» — по 1.4 мільйони євро за епізод. На фестивалі в Санремо 2012 року він заробив 700 000 євро, які він повністю пожертвував на благодійність: 200 000 — пішли на випадок надзвичайної ситуації, а решта суми пішла 25 бідним сім'ям. На сьогодні, окрім від продажу своїх записів, Челентано має від 6 до 10 мільйонів євро щорічних доходів від своєї «імперії нерухомості» (складається з семи компаній), до якої входять 31 будівля і 83 ділянки землі у центральній та північній Італії.

## Вплив та оцінка творчості
Челентано примітний тим, що зумів проявити себе не тільки як актор, але і як режисер, телеведучий, співак і композитор. В Італії він багато в чому він виявився першим: один з перших почав виконувати реп італійською мовою, один з перших заснував свою власну незалежну студію звукозапису, один з перших став виступати на стадіонах. Челентано вважається одним з засновників та лідерів італійського рок-н-ролу, через що його часто називають «італійським Елвісом Преслі».
Він увесь — інстинкт, обдарованість, несамовитість. Протягом багатьох років він творить образ простого хлопця і вірний йому до цього дня— Даріо Фо про Челентано
Відмінною рисою артиста стала його неповторна пластика: на екрані та сцені він показував яскраві танцювальні етюди і манеру рухатися — за що його прозвали «Molleggiato» («Хлопець на пружинах»). Успіх Челентано пояснювався не тільки тим що він був не схожий на інших співаків, а й тим що він співав ясні та прості ліричні пісні з мотивом, який легко запам'ятовується, комбінуючи в них елементи міського фольклору і сучасної музичної культури. Відзначається особливість пісень Челентано: попри те які проблеми зачіпалися, текст ніколи не ставав безвихідним: життєрадісність і оптимізм не залишають музиканта.

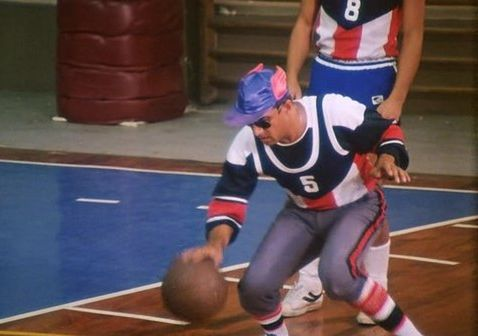
Челентано грає у баскетбол, кадр з фільму «Приборкання норовистого» (1980)

За своєю природою Челентано є експериментатором, його пісенний репертуар складається з безліччі музичних стилів: рок-н-рол, попрок, диско, синті-поп, балада, шансон, босанова, ритм-енд-блюз, реп, єврохауз, давнтемпо, сальса, реггі, соул, біг-бенд й танго. Співочий голос Челентано — баритон. Завдяки виразності голосу і значному вокальному діапазону Челентано став одним з найуспішніших та найвпливовіших виконавців в історії італійської музики, за свою музичну кар'єру він виконав близько 300 пісень і випустив понад сорок студійних альбомів. З початку кар'єри і до 2010 року Челентано продав своїх записів загальним накладом 150 мільйонів, що поставило його на друге місце серед італійських співаків із найбільшою кількістю проданих платівок, після Міни. У рейтинзі FIMI Челентано є виконавцем з найбільшою кількістю найпродаваніших альбомів. Його диски «Mina Celentano», «Io non so parlar d'amore» і «Esco di rado e parlo ancora meno» відповідно посіли 2-е, 3-е і 5-е місце у рейтингу FIMI найпродаваніших альбомів, будь-коли виданих в Італії. Загалом Челентано посідає 14-е місце у списку найприбутковіших співаків в історії Італії. Його сингл Azzurro знаходиться на 3-му місці у чарті найпродаваніших італійських пісень за всю історію. 2007 року всесвітнє опитування обрало «Azzurro» найпопулярнішою італійською піснею у світі, де вона отримала 12% голосів. Паоло Конте відзначав виконання співака словами: «Саме Челентано своїм голосом, таким не схожим на стандартні голоси, може красиво передати інтонацію і мелодійність італійської мови». Також Челентано багато критикують, прикладом можуть послужити формулювання: «беззмістовні фільми», «легке черевце і сильне облисіння», «манери звичайного мачо». Його платівки іноді іменуються сміховинними і міщанськими, у рецензіях використовуються фрази: «середня музика», «голос як тертка», «кінь який ірже». Музичні журнали, як і кінокритики — часто ігнорують його. Недоброзичливці артиста ставлять йому в докір, що він все життя грав самого себе.
[...] Народний, самобутній талант, яскрава акторська індивідуальність, високий професіоналізм, технічна майстерність, доведена завдяки довгому досвіду до досконалості; сам фактор довголіття слави, до якої за чверть століття "звикли" кілька поколінь італійців; поєднання слави естрадного співака зі славою кіноактора, "спілкування" з глядачем-слухачем одночасно з екранів кіно і телевізора, по радіо, з дисків і касет; здатність вловлювати настрої масової молодіжної аудиторії; здаватися "таким, як усі", і разом з тим являти живий приклад життєвого успіху; проста, всім зрозуміла мораль, яка не розходяться з проповіддю парафіяльного священика; звернення до добрих почуттів: кохання, справедливості, миру між людьми. І безсумнівно, ще ділова хватка, здоровий глузд, тверезий розрахунок. Ось, виявляється, скільки "секретів" успіху в однієї "зірки"— радянський кінознавець Георгій Богемський „Феномен Челентано“, щорічник „Екран“ (1986)
Челентано є одним з італійських артистів, яких найбільше наслідували інші співаки, такі як Джанні Моранді на початку його кар'єри; або комічні актори, які пародіювали його стиль, такі, наприклад, як Тео Теоколі, який копіював його рухи, жести і діалектику, зображуючи пародію в різних передачах, у зв'язку з цим між Адріано та ним з'явилася дружба, завдяки цьому Теоколі був гостем на деяких телепрограмах Челентано; а також й інші коміки, такі як Макс Тортора і Давід Прателла, який в спортивній програмі телеканалу Rai 2 «Quelli che il calcio» кілька разів пародіював його; і артист Чекко Залоне, який 2016 року відтворив музичний стиль і стиль співу Челентано у пісні «La Prima Repubblica», саундтреку до його фільму «Quo Vado?», отримавши високу оцінку від Адріано. «A Toys Orchestra», італійський попрок-гурт, назвав його прізвищем їхню пісню, яка потрапила до їхнього альбому «Midnight Talks». Триб'ют-гурт провів серію концертів в Італії і за кордоном для туру, відомого як «Король невігласів», в якому їхні пісні були перероблені під стиль Челентано. Окрім цього, існує велика кількість двійників Челентано, у зв'язку з чим у ЗМІ часто виникає плутанина. Показово, що більшість двійників називають себе «ліцензованою копією» артиста, хоча правдивої інформації про дозвіл Челентано на таку діяльність немає.
Зберігаючи свій улюблений образ простого хлопця, Челентано разом з тим переграв у кіно безліч характерів: «зірку» естради, сільського телепня, хлопця з міської околиці, жінконенависника, дрібного шахрая, чарівного красеня, священника й інших. Таким же широким був і жанровий діапазон фільмів, у яких він знімався: мюзикл і комедія, мелодрама і пригодницький фільм. Його ролі поєднали в собі психологічний малюнок і виразність виконання, блискуче володіння маскою і трюкацтво. Тому так часто Челентано показували на екрані широким планом. На зніманні фільмів Челентано використовував дотепні ґеґи, які здебільшого, з його власних слів, він вигадував просто на знімальному майданчику: «Все робиться спонтанно. Але коли це повторюється часто і в різних варіаціях, — це вже професія. Багаж, який завжди з собою. Інстинкт — це моя поетика, мій метод». У більшості картин артист залишався вірним своїй ексцентричній натурі, намагався створити ілюзію абсолютної мимовільності всього, що відбувається на екрані. У своїх фільмах Челентано надавав перевагу часто вибирати собі в партнерки красивих акторок — чим привертав увагу чоловічої частини глядачів.

## Дискографія
Альбоми:
1. 1960 — Adriano Celentano con Giulio Libano e la sua orchestra
2. 1960 — Furore
3. 1962 — Peppermint twist
4. 1963 — A New Orleans
5. 1965 — Non mi dir
6. 1966 — La festa
7. 1966 — Il ragazzo della via Gluck
8. 1968 — Azzurro/Una carezza in un pugno
9. 1968 — Adriano Rock
10. 1969 — Le robe che ha detto Adriano
11. 1970 — Il forestiero
12. 1971 — Er Piu' (Storia D'Amore E Di Coltello)
13. 1972 — I mali del secolo
14. 1973 — Nostalrock
15. 1975 — Yuppi du
16. 1976 — Svalutation
17. 1977 — Disco dance
18. 1977 — Tecadisk
19. 1978 — Ti avrò
20. 1978 — Geppo il folle
21. 1979 — Me, Live!
22. 1979 — Soli
23. 1980 — Un po' artista un po' no
24. 1981 — Deus
25. 1982 — Uh… uh…
26. 1983 — Atmosfera
27. 1984 — I miei americani
28. 1985 — Joan Lui
29. 1986 — I miei americani 2
30. 1987 — La pubblica ottusità
31. 1991 — Il re degli ignoranti
32. 1994 — Quel Punto
33. 1995 — Alla corte del remix
34. 1996 — Arrivano gli uomini
35. 1998 — Mina Celentano
36. 1999 — Io non so parlar d'amore
37. 2000 — Esco di rado e parlo ancora meno
38. 2002 — Per sempre
39. 2004 — C'è sempre un motivo
40. 2007 — Dormi amore, la situazione non è buona
41. 2011 — Facciamo finta che sia vero
42. 2012 — Adriano Live
43. 2016 — Le migliori
44. 2019 — Adrian

## Фільмографія
Фільми (актор)

| Рік  |     | Українська назва                                   | Оригінальна назва                                   | Роль                    |
| ---- | --- | -------------------------------------------------- | --------------------------------------------------- | ----------------------- |
| 1992 | ф   | Джекпот                                            | Jackpot                                             | Фуріо                   |
| 1986 | ф   | Буркотун                                           | Il burbero                                          | Тіто Торрізі            |
| 1985 | ф   | Джоан Луй                                          | Joan Lui                                            | Джоан Луй               |
| 1984 | ф   | Він гірший за мене                                 | Lui è peggio di me                                  | Леонардо                |
| 1983 | ф   | Сінг-сінг                                          | Sing Sing                                           | Альфредо                |
| 1983 | ф   | Особливі прикмети: Чарівний красень                | Segni particolari: bellissimo                       | Маттіа                  |
| 1982 | ф   | Гранд-готель «Ексельсіор»                          | Grand Hotel Excelsior                               | Менеджер готеля Тадеус  |
| 1982 | ф   | Бінго-Бонго                                        | Bingo Bongo                                         | Бінго-бонго             |
| 1981 | ф   | Ас                                                 | Asso                                                | Ас                      |
| 1981 | ф   | Шалено закоханий                                   | Innamorato pazzo                                    | Барнаба Чеккіні         |
| 1980 | ф   | Приборкання норовливого                            | Il bisbetico domato                                 | Еліа Кодоньйо           |
| 1980 | ф   | Ось рука                                           | Qua la mano                                         | Дон Фульгенціо          |
| 1980 | ф   | Господарка готелю                                  | La locandiera                                       | Кавальєре ді Ріпафратта |
| 1979 | ф   | Субота, неділя та п'ятниця                         | Sabato, domenica e venerdì                          | Константин              |
| 1979 | ф   | Оксамитові ручки                                   | Mani di velluto                                     | Гвідо Квілер            |
| 1978 | ф   | Дядько Адольф на прізвисько Фюрер                  | Zio Adolfo in arte Führer                           | Герман/Густав           |
| 1978 | ф   | Безумство Джеппо                                   | Geppo il folle                                      | Джеппо                  |
| 1977 | ф   | Інша половина неба                                 | L'altra metà del cielo                              | Вінченцо Феррарі        |
| 1977 | ф   | Узяти, наприклад, нас                              | Ecco noi per esempio                                | Клік                    |
| 1976 | ф   | Блеф                                               | Bluff — storia di truffe e di imbroglioni           | Фелікс                  |
| 1976 | ф   | Шляхетний венецієць                                | Culastrisce nobile veneziano                        | Sprint Boss             |
| 1975 | ф   | Під яким ти знаком?                                | Di che segno sei?                                   | Альфредо                |
| 1975 | ф   | Юппі-Ду                                            | Yuppi Du                                            | Феліче                  |
| 1973 | ф   | П'ять днів                                         | Le cinque giornate                                  | Кайнаццо                |
| 1973 | ф   | Ругантіно                                          | Rugantino                                           | Ругантіно               |
| 1973 | ф   | Емігрант                                           | L'emigrante                                         | Пеппіно Кавалло         |
| 1972 | ф   | Біле, червоне і…                                   | Bianco rosso e…                                     | Анібале Пецці           |
| 1971 | ф   | Історія кохання і кинджала                         | Er Più — storia d'amore e di coltello               | Ніно                    |
| 1968 | ф   | Серафіно                                           | Serafino                                            | Серафіно Фіорін         |
| 1968 | ф   | Найкрасивіша пара у світі                          | La Più bella coppia del mondo                       | співак                  |
| 1966 | ф   | Європа співає                                      | Europa canta                                        | співак                  |
| 1964 | ф   | Суперпограбування в Мілані                         | Super rapina a Milano                               | Серджо                  |
| 1964 | док | Дурний світ                                        | I malamondo                                         | співак                  |
| 1963 | ф   | Якийсь дивний тип                                  | Uno strano tipo                                     | камео                   |
| 1962 | ф   | Сім смертних гріхів                                | Les sept péchés capitaux                            | співак                  |
| 1962 | ф   | Чернець з Монци                                    | Il monaco di Monza                                  | фальшивий чернець       |
| 1962 | ф   | Вчорашні пісні, сьогоднішні пісні, завтрашні пісні | Canzoni di ieri, canzoni di oggi, canzoni di domani | співак                  |
| 1961 | ф   | Затанцюймо твіст                                   | Balliamo insieme il twist (Hey, Let's Twist)        | співак                  |
| 1961 | ф   | Я цілую… ти цілуєш                                 | Io bacio… tu baci                                   | співак                  |
| 1960 | ф   | Сан-Ремо, великий виклик                           | Sanremo — La grande sfida                           | співак                  |
| 1960 | ф   | Солодке життя                                      | La Dolce Vita                                       | співак                  |
| 1960 | ф   | Музичний автомат кричить про любов                 | Juke box urli d'amore                               | співак                  |
| 1960 | ф   | Крикуни перед судом                                | Urlatori alla sbarra                                | Адріано                 |
| 1959 | ф   | Давай, Джонні, давай!                              | Dai Johnny dai! (Go, Johnny, Go!)                   | співак                  |
| 1959 | ф   | Хлопці і музичний автомат                          | I Ragazzi del Juke-Box                              | Адріано                 |
| 1958 | ф   | Не сваріть рок                                     | I frenetici (Don't Knock the Rock)                  | співак                  |

Телепередачі (ведучий)
| Назва передачі                                       | Оригінальна назва                                         | Канал    | Дата      | Серії |
| ---------------------------------------------------- | --------------------------------------------------------- | -------- | --------- | ----- |
| «Клан Адріано»                                       | «Adriano Clan»                                            | Rai 1    | 1965      | 1     |
| «Сьогодні ввечері…»                                  | «Stasera…»                                                | Rai 1    | 1969      | 1     |
| «Челентано»                                          | «C'e Celentano»                                           | Rai 1    | 1972      | 2     |
| «Трохи артист, трохи ні»                             | «Un po' artista un po' no»                                | Rai 1    | 1981      | 1     |
| «Фантастика»                                         | «Fantastico»                                              | Rai 1    | 1987—1988 | 14    |
| «Нічний рок»                                         | «Notte Rock»                                              | Rai 1    | 1991      | 1     |
| «Девальвація»                                        | «Svalutation»                                             | Rai 3    | 1992      | 2     |
| «Сказати по правді — мені наплювати»                 | «Francamente me ne infischio»                             | Rai 1    | 1999      | 4     |
| «125 мільйонів тон фігні»                            | «125 milioni di caz..te»                                  | Rai 1    | 2001      | 4     |
| «Рокполітик»                                         | «Rockpolitik»                                             | Rai 1    | 2005      | 4     |
| «З моєю Сестрою не все гаразд»                       | «La situazione di mia sorella non e buona»                | Rai 1    | 2007      | 1     |
| «Чекаючи на Адріана» / «Адріан наживо — ця історія…» | «Aspettando Adrian» / «Adrian Live — Questa è la storia…» | Canale 5 | 2019      | 9     |

## Нагороди та номінації
Музика
| Рік  | Конкурс                                      | Пісня/Альбом                       | Результат |
| ---- | -------------------------------------------- | ---------------------------------- | --------- |
| 1958 | Адріатичний фестиваль легкої музики в Анконі | «Il tuo bacio è come un rock»      | Перемога  |
| 1961 | «Canzonissima»                               | «Nata per me»                      | Перемога  |
| 1961 | «Фестиваль Санремо»                          | «Ventiquattromila baci»            | Частково  |
| 1962 | «Кантаджіро»                                 | «Stai lontana da me»               | Перемога  |
| 1968 | «Фестиваль Санремо»                          | «Canzone»                          | 3-є місце |
| 1970 | «Фестиваль Санремо»                          | «Chi non lavora non fa l'amore»    | Перемога  |
| 2001 | «Italian Music Awards»                       | «Esco di rado e parlo ancora meno» | Номінація |

Кіно
| Рік  | Конкурс                 | Номінація                                   | Фільм              | Результат |
| ---- | ----------------------- | ------------------------------------------- | ------------------ | --------- |
| 1969 | «Золотий глобус»        | Найкращий акторський дебют у чоловічій ролі | «Серафіно»         | Перемога  |
| 1975 | Каннський кінофестиваль | Золота пальмова гілка                       | «Юппі-Ду»          | Номінація |
| 1976 | «Срібна стрічка»        | Найкращий саундтрек                         | «Юппі-Ду»          | Перемога  |
| 1976 | «Давид ді Донателло»    | Найкраща чоловіча роль                      | «Блеф»             | Перемога  |
| 1980 | «Давид ді Донателло»    | Найкраща чоловіча роль                      | «Оксамитові ручки» | Перемога  |
| 1982 | «Bravo Otto»            | Найкраща чоловіча роль                      | —                  | 2-е місце |

Телепроєкти
| Рік  | Конкурс          | Номінація                | Програма                    | Результат             |
| ---- | ---------------- | ------------------------ | --------------------------- | --------------------- |
| 2000 | «Золота троянда» | Найкраще Live Event Show | Francamente me ne infischio | Приз «Срібна троянда» |
| 2005 | Премія «Ideona»  | Найкраще Live Event Show | «Рок-політик»               | Перемога              |